# Список Сандармоху

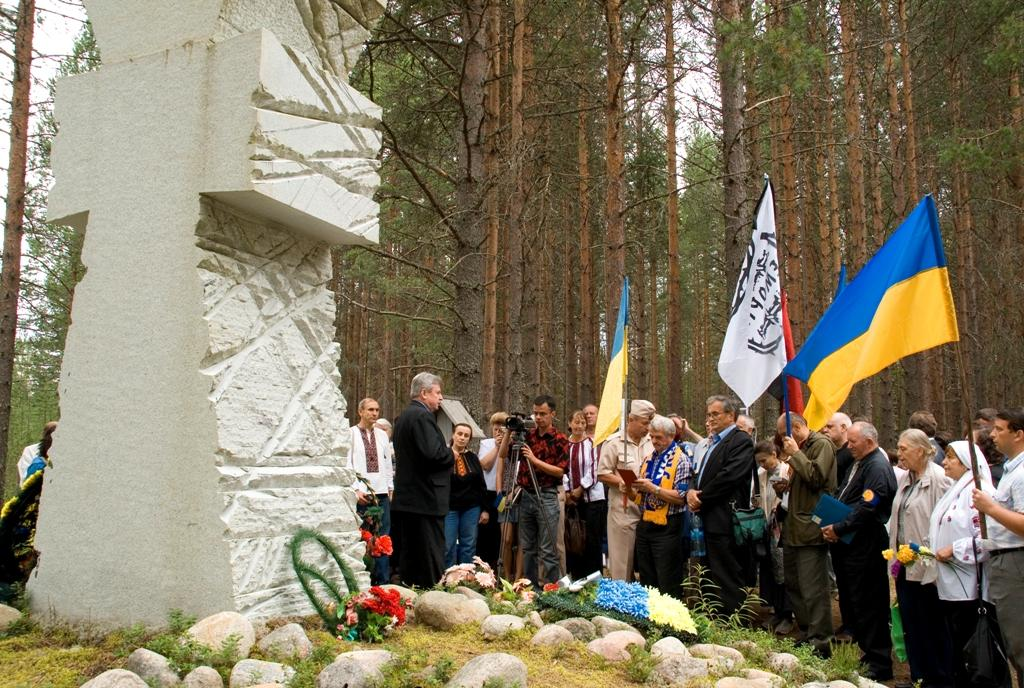
Козацький хрест «Убієнним синам України» на місці розстрілів в урочищі Сандармох

Спи́сок Сандармо́ху — список осіб, репресованих в Україні, а також українців, репресованих за її межами, які відбували покарання в Соловках та розстріляні 27 жовтня — 4 листопада 1937 року в урочищі Сандармох поблизу робітничого селища Медвежа Гора (з 1938 року — місто Медвеж'єгорськ) у Карелії.
Сандармох — це місце масового розстрілу 1111 в'язнів так званого «першого соловецького етапу». Серед них — видатні майстри культури, вчені, державні діячі, священнослужителі з багатьох республік СРСР. Усіх розстріляних згодом реабілітували й визнали жертвами сталінського терору.
Частину списку, складеного упорядниками 2-томного (доопрацьованого і доповненого) науково-документального видання «Остання адреса: Розстріли соловецьких в'язнів з України у 1937–1938 роках» (К.: Сфера, 2003), згодом вміщено на сторінках газети «День» у рамках «Року „Списку Сандармоху“», проголошеного газетою 2012-го з нагоди 75-х роковин соловецьких розстрілів. Наступний список (понад 200 осіб), вміщений на сайті Радіо Свобода, склав публіцист і дослідник Сергій Шевченко. Прізвища й біографічні відомості автор узяв з науково-документальних джерел, зокрема з видання «Остання адреса…», що побачило світ з ініціативи та під егідою Служби безпеки України й Інституту політичних і етнонаціональних досліджень Національної академії наук України, а також з російського багатотомного видання «Ленинградский мартиролог». Обидва варіанти «Списку Сандармоху» на той час були неповні й потребували дальшого опрацювання й оновлення: С. Шевченко обґрунтовано додав до переліку два прізвища (К. Абраменко і О. Вайн) і вилучив прізвище білоруса П. Волошина.
У межах акції «Рік жертв Великого терору», яку започаткували Міжнародна інформаційна агенція «Vector News» у партнерстві зі Всеукраїнським благодійним фондом «Журналістська ініціатива», з 27 вересня 2016 р. по 10 січня 2017 р. поетапно (14 частинами) опубліковано оновлений — виправлений і доповнений — «Український список Сандармоху» (його назва — «Соловецькі в'язні-українці й особи, чиї долі пов'язані з Україною, розстріляні в урочищі Сандармох 27.10. — 4.11.1937 року»). Список підготував дослідник С. Шевченко, який усунув чимало виявлених огріхів і білих плям попередніх переліків та склав найбільш повний ряд біографій. У його основі — здобутки фахівців, спільно з якими свого часу працював у редколегії науково-документального видання «Остання адреса». Список розширено переважно завдяки доданим біографічним даним осіб, що народилися на теренах України й згодом репресовані за її межами, а також осіб, чиї долі тісно пов'язані з Україною (жили, працювали, воювали за незалежність республіки тощо). Цей список надруковано в книжці С. Шевченка «Імперія терору» (2021).

## Соловецькі в'язні-українці й особи, чиї долі пов'язані з Україною,розстріляні в урочищі Сандармох 27.10.— 4.11.1937 року[8]
1. Абраменко Катерина Харитонівна (у протоколі трійки — Авраменко), 1900 р. н., уродж. с. Душатин на Стародубщині (у колишній Чернігівській губернії, нині — в Суразькому р-ні Брянської обл., РФ), із селян, росіянка, освіта вища, закінчила Комуністичний університет ім. Артема (1923), історикиня, була членом КП(б)У (1920—1934). Працювала вчителькою сільської трудшколи, директоркою дитбудинку, лекторкою-пропагандисткою на шахтах Донбасу, лекторкою у Волинській районній партшколі, Всеукраїнській школі міліції, згодом — зав. кафедри історії народів СРСР[9] Харківського університету, наукова співробітниця Інституту історії Всеукраїнської асоціації марксо-ленінських інститутів (ВУАМЛІН), відповідальна секретарка журналу «Историк-большевик». Звільнена з роботи 21.10.1934, виключена з КП(б)У «за втрату партійної пильності». Проживала: м. Харків, Барачний пров., 8, кв. 89.
Арешт: 16.02.1935 (у справі «троцькістської терористичної організації»). Особлива нарада (ОН) при НКВД СРСР 19.08.1935, за «контрреволюційну троцькістську діяльність» (ст. 54-11 КК УРСР) 5 років виправно-трудового табору (ВТТ). Відбувала покарання: Соловки.
Розстріл: 04.11.1937 (постанова окремої трійки УНКВД по Ленінградській області (ЛО) 10.10.1937).
Реабілітована: ВК ВС СРСР 16.04.1957 (Центральний державний архів громадських об’єднань України [ЦДАГО України]. – Ф. 263. – Оп. 1. – Спр. 42098-ФП).
2. Агапов Петро Кирилович, 1906 р. н., уродженець м. Кельце (Польща), росіянин, освіта початкова, був членом ВЛКСМ, робітник, проживав: м. Харків.
ОН при НКВД СРСР 28.11.1935 за «контрреволюційну діяльність і спробу втечі за кордон», 5 років ВТТ. Відбував покарання: Соловки.
Розстріл: 02.11.1937 (постанова окремої трійки УНКВД ЛО 09.10.1937).
Реабілітований.
3. Альвайль Зігурд Адольфович (у слідчих документах також Альваль Зігурт, Зігор, Зігура), 1890 р. н., уродж. с. Великі Глібовичі (нині Перемишлянського р-ну Львівської обл.), німець, освіта вища, у минулому штабскапітан російської, оберлейтенант австрійської і Української галицької армії (УГА), позапартійний. Працював завідувачем німецької секції Одеського окружного, згодом — губернського відділів народної освіти; директор Одеського навчального кооперативного комбінату, професор Одеського інституту інженерів зв'язку, проживав: м. Одеса, вул. Подбєльського, 38-б, кв. 12.
Арешт: 15.01.1933 (у справі «Української військової організації», УВО). Судтрійка при колегії ГПУ УРСР 14.11.1933, ст. 54-11 КК УРСР, 5 років ВТТ. Відбував покарання: Соловки (табірний пункт Кремль, у травні 1937-го переведений на Кемперпункт).
Розстріл: 03.11.1937 (постанова окремої трійки УНКВД ЛО 09.10.1937). Одночасно розстріляні його «спільники» Ф. В. Бардашевський і Т. І. Винницький.
Реабілітований: Одеським облсудом 05.10.1959; Президією Архангельського облсуду 29.12.1959 (Галузевий державний архів Служби безпеки України [ГДА СБУ], Одеса. — Спр. 10990-П; УФСБ Росії по Республіці Карелія [УФСБ РФ РК]. Спр. — П-9410).
4. Антипов-Греков Ілля Якович, 1890 р. н., уродж. м. Рені (нині Одеської обл.), росіянин, у минулому есер, бухгалтер, проживав: м. Москва.
Колегія ОГПУ СРСР 16.03.1933, ст. 58-4, 8, 11 КК РСФСР, 10 років ВТТ. Відбував покарання: Соловки.
Розстріл: 03.11.1937 (постанова окремої трійки УНКВД ЛО 09.10.1937).
Реабілітований.
5. Атаманюк Василь Іванович (Атаманюк-Яблуненко, псевдонім — Василь Яблуненко), 1897 р. н., уродж. с. Яблунів (нині Косівського р-ну Івано-Франківської обл.), українець, з селян, освіта вища, закінчив юридичний факультет Львівського університету (1915), позапартійний, у минулому офіцер австрійської армії, служив перекладачем, згодом — січовий стрілець. У 1918—1920 роках у Катеринославі, працював у редакції газети «Боротьба» й завідувачем трудшколи, з 1922 року — в Києві. Журналіст, поет, перекладач, літературознавець, один з організаторів літоб'єднання «Західна Україна» та редактор його однойменного збірника, літредактор Київського радіоцентру. Проживав: м. Київ.
Арешт: 31.01.1933 (у справі «УВО»). Судтрійка при колегії ГПУ УРСР 01.10.1933, ст. 54-11 КК УРСР, 5 років ВТТ. Відбував покарання: Карлаг (працівник редакції газети «Путевка», викладач машинопису навчального комбінату, директор Долинського маслозаводу); Соловки.
Розстріл: 03.11.1937 (постанова окремої трійки УНКВД ЛО 09.10.1937).
Реабілітований: Ленінградським облсудом 21.06.1965 (ЦДАГО України. — Ф. 263. — Оп. 1. — Спр. 57239-ФП).
6. Баб'як Василь Васильович, 1895 р. н., уродж. с. Дусанів (нині Перемишлянського р-ну Львівської обл.), українець, із селян, освіта вища, закінчив природничий факультет Українського вільного університету в Празі (в УРСР приїхав 1927 р. на запрошення С. Л. Рудницького), позапартійний, у минулому хорунжий УГА, викладач садово-декоративного технікуму, доцент Харківського університету, геолог Донбаського водного тресту. Проживав: м. Харків, Шаміловка, вул. Мінська, 40.
Арешт: 20.01.1933 (у справі «УВО»). Судтрійка при колегії ГПУ УРСР 23.09.1933, ст. 54-4, 11 КК УРСР, 5 років ВТТ. Відбував покарання: Карлаг; Соловки (табірний пункт Кремль), працював на торфорозробках, у сільгоспі.
Розстріл: 03.11.1937 (постанова окремої трійки УНКВД ЛО 09.10.1937).
Реабілітований: прокуратурою Архангельської обл. 17.07.1989; прокуратурою Харківської обл. 18.01.1993 (Державний архів Харківської області (ДАХО). — Ф. Р-6452. — Оп. 6. — Спр. 556; Регіональне управління ФСБ РФ по Архангельській області (РУ ФСБ РФ АО). Спр. — П-14791).
7. Бадан-Яворенко Олександр Іванович, 1894 р. н., уродж. с. Вілька Мазовецька (нині с. Волиця Жовківського р-ну Львівської обл.), українець, із селян, освіта вища, закінчив юридичний, філософський факультети і дипломатичну академію університетів Кракова, Відня та Праги, був членом КП Чехословаччини (з 1920), членом КП(б)У (1925—1929), у минулому підпоручик австро-угорського війська, учасник боїв за Львів під час українсько-польської війни. Мав громадянство Чехословаччини (після 1919 до 1926). Перебуваючи в еміграції, був секретарем голови Директорії В. Винниченка. Прибув до УРСР 1926 р., працював у Держплані, вчений секретар Наркомосу (1927—1930), зав. редакції чужомовних словників УРЕ (1931—1933), професор Комуністичного університету ім. Артема, доктор права, викладач історії в харківських вишах (1930—1933). Проживав: м. Харків.
Арешт: 19.02.1933 (у справі «УВО»). Судтрійка при колегії ГПУ УРСР 23.09.1933, ст. 54-2, 4, 6, 8, 11 КК УРСР, 10 років ВТТ. Відбував покарання: Верхньоуральський політізолятор ОГПУ в Уральській області; Білбалтлаг, Соловки.
Розстріл: 03.11.1937 (постанова окремої трійки УНКВД ЛО 09.10.1937).
Реабілітований: Військовим трибуналом (ВТ) Київського військового округу (КВО) 18.02.1959 (ДАХО. — Ф. Р-6452. — Оп. 4. — Спр. 1419).
8. Балаш Йосип Іванович, 1894 р. н., уродж. і житель с. Чехоград (нині с. Новгородківка Мелітопольського р-ну Запорізької обл.), чех (за іншими даними — українець), освіта початкова, позапартійний, у минулому служив у зведеному гвардійському полку армії Врангеля, селянин-одноосібник, згодом колгоспник колгоспу «Прукопнік» у Чехограді. Був засуджений за ст. 109 КК УРСР, 6 місяців примусових робіт.
Арешт: 24.12.1930 у груповій «чеській справі» (у одній справі з ним проходив, зокрема, Павлас А. В.). Надзвичайна сесія ВС УРСР 14.06.1931, ст. 54-6, 11 КК УРСР, 10 років ВТТ. Відбував покарання: Соловки.
Розстріл: 03.11.1937 (постанова окремої трійки УНКВД ЛО 09.10.1937).
Реабілітований: ВС УРСР 28.11.1964; ВТ КВО 31.08.1965 (ГДА СБУ. — Спр. 57288-ФП).
9. Баран Михайло Лукич, 1884 р. н., уродж. м. Скала (нині смт Скала-Подільська Борщівського р-ну Тернопільської обл.), українець, освіта вища, закінчив фізико-математичний факультет Чернівецького університету та курси Торговельної академії (Львів), був членом КП Австрії, партії соціал-демократів України з 1908 р., КП(б)У (1918—1933), у минулому офіцер австрійської армії (1905—1906), сотник УСС (1914, потрапив у російський полон), комісар РСЧА (1918—1922), був зав. управління науки Наркомосу УРСР, працював в апараті ЦК КП(б)У. Професор, зав. кафедри ленінізму Інституту професійної освіти, з 1932 р.— директор Інституту літературознавства ім. Т. Шевченка при ВУАН. Проживав: м. Київ, вул. Ольгинська, 1, кв. 27.
Арешт: 30.08.1933 (у справі «УВО»). Судтрійка при колегії ГПУ УРСР 14.02.1934, ст. 54-2, 11 КК УРСР, 5 років ВТТ. Відбував покарання: Дмитлаг; Соловки (табірний пункт Кремль).
Розстріл: 03.11.1937 (постанова окремої трійки УНКВД ЛО 09.10.1937).
Реабілітований: ВС Карело-Фінської ССР 10.07.1956; судколегією ВС УРСР 19.02.1958 (ЦДАГО України. — Ф. 263. — Оп. 1. — Спр. 48001-ФП; РУ ФСБ РФ АО. Спр. — П-11618).
10. Баранник Михайло Сидорович, 1900 р. н., уродж. с. Авдіївка (нині м. Авдіївка Донецької обл.), українець, з робітників, освіта вища, закінчив комуністичний виш, у минулому вояк РСЧА (1918—1923), агент кримінального розшуку в м. Лисичанськ (1923—1925), був членом ВКП(б) (1925—1936). Працював зав. оргвідділу окрвиконкому в Умані на Черкащині (1928—1930), відтак — у Ленінграді. Доцент (правознавець), проректор, заступник директора Всесоюзного комуністичного сільгоспуніверситету (1930—1936). Проживав: м. Ленінград, Совєтський просп., 49, кв. 34 (за ін. даними, кв. 6).
Арешт: 27.05.1936. Виїзна сесія (В/с) Військової колегії (ВК) ВС СРСР у м. Ленінград 28.12.1936, ст. 17, 58-8, 11 КК РСФСР, 10 років ВТТ. Відбував покарання: Соловки.
Розстріл: 04.11.1937 (постанова окремої трійки УНКВД ЛО 10.10.1937).
Реабілітований: прокуратурою Архангельської обл. 17.07.1989 (Регіональне управління ФСБ Росії по Архангельській області [далі — РУ ФСБ РФ АО]. — Спр. 13593).
11. Барановський Петро Августович, 1882 р. н., уродж. м. Орша (Білорусь), білорус, з дворян, освіта вища, закінчив духовну семінарію і академію в Петербурзі, позапартійний, католицький священник. З 1908 р. служив у білоруських і українських парафіях, був адміністратором приходу в Чернігові Харківського деканату, вікарій парафії в Ніжині (1926—1929). Проживав у м. Ніжин (Чернігівська область).
Арешт: 26.04.1929. Колегія ОГПУ 20.09.1929, ст. 58-4 КК РСФСР, 10 років ВТТ. Відбував покарання: Соловки (табірний пункт Анзер), де арештований вдруге (05.07.1932) — у груповій справі католицького духівництва, тимчасово переведений у Кем і згодом повернутий у Соловки (табпункт Кремль).
Розстріл: 03.11.1937 (постанова окремої трійки УНКВД ЛО 09.10.1937).
Реабілітований.
12. Барбар Аркадій Олексійович, 1879 р. н., уродж. с. Попівщина колишньої Полтавської губернії (нині с. Попівщина Роменського р-ну Сумської обл.), українець, з дворян [з родини поміщика], освіта вища, закінчив медичний факультет Київського університету, доктор медицини, був членом УСДРП. За гетьманату віцедиректор медичного департаменту Міністерства народного здоров'я, директор департаменту того ж міністерства за Директорії. У 1918-му — один з організаторів Всеукраїнського товариства лікарів, працював в Українському Червоному Хресті. Служив військовим лікарем (1919—1920), від 1921-го — асистент, старший асистент кафедри внутрішніх хвороб, професор Київського медичного інституту, від 1929 р. — член президії Медичної секції ВУАН. Проживав: м. Київ, вул. Червоноармійська, 146, кв. 62.
Арешт: 18.08.1929 у справі «Спілки визволення України» («СВУ»). ВС УРСР 19.04.1930, ст. 54-2, 11 КК УРСР, 8 років тюремного ув'язнення з позбавленням політичних прав. Відбував покарання: Ярославський політізолятор; Соловки (Савватіївський спецізолятор), завідувач табірного медичного околодку.
Розстріл: 03.11.1937 (постанова окремої трійки УНКВД ЛО 09.10.1937).
Реабілітований: ВС УРСР 11.08.1989 (ГДА СБУ. — Спр. 67098-ФП).
13. Барг Йосип Якович, 1900 р. н., уродж. м. Кам'янець-Подільський (нині Хмельницької обл.), єврей, з родини комісіонера, освіта н[езакінчена]/вища, позапартійний, економіст, військовослужбовець, начальник фінвідділу Військово-інженерної академії. Проживав у м. Москва.
Арешт: у справі «УВО». Колегія ОГПУ 05.09.1933, ст. 58-2, 11 КК РСФСР, 5 років ВТТ. Відбував покарання: Соловки (табірний пункт «Анзер»).
Розстріл: 03.11.1937 (постанова окремої трійки УНКВД ЛО 09.10.1937).
Реабілітований.
14. Бардашевский Федір Васильович, 1891 р. н., уродж. с. Обельниця (нині Рогатинського р-ну Івано-Франківської обл.), українець, освіта вища, позапартійний, із селян, у минулому офіцер австрійської, галицької та української армій (1915—1918). З 1920-го в Одесі, вчитель школи-семирічки фабрично-заводського навчання № 11, вчитель польської школи № 42. Проживав: м. Одеса, вул. Свердлова, 28, кв. 19.
Арешт: 22.02.1933 (у справі «УВО»). Судтрійка при колегії ГПУ УРСР 14.11.1933, ст. 54-11 КК УРСР, 5 років ВТТ. Відбував покарання: Карлаг, Соловки (табірний пункт Кремль), працював на загальних роботах.
Розстріл: 03.11.1937 (постанова окремої трійки УНКВД ЛО 09.10.1937). Одночасно розстріляні його «спільники» З. А. Альвайль і Т. І. Вінницький)
Реабілітований: Одеським облсудом 24.10.1959; прокуратурою Архангельської обл. 17.07.1989 (ГДА СБУ, Одеса. — Спр. 10963-П, РУ ФСБ РФ АО. — Спр. П-14013).
15. Бенедик Антон Наумович, 1908 р. н., уродж. с. Качанівка (нині Хмільницького р-ну Вінницької обл.), українець, освіта середня (за іншими даними — вища), вчитель [завідувач школи], проживав у с. Мазурівка (нині північно-західна частина м. Хмільник Вінницької обл.). На початку 1930-х — один з очільників селянського повстання.
Арешт: 03.07.1931. Судтрійка при колегії ГПУ УРСР 03.09.1931, ст. 54-11 КК УРСР, розстріл. Засідання (судове) колегії ОГПУ СРСР [ОН при колегії ОГПУ] 07.04.1932, розстріл замінено на ст. 58-2, 11 КК РСФСР, 10 років ВТТ. Відбував покарання: Соловки, працював у 1-му сільгоспі.
Розстріл: 03.11.1937 (постанова окремої трійки УНКВД ЛО 09.10.1937).
Реабілітований: прокуратурою Житомирської обл. 31.07.1989 (Державний архів Житомирської області [далі — ДАЖО]. — Спр. 25452–П).
16. Берлінер Єфрем Абрамович, 1883 р. н., уродж. м. Могильов (нині Республіка Білорусь), єврей, син купця, багатого київського домовласника, освіта вища, закінчив юридичний факультет Паризького університету, член партії правих есерів (1919—1920; за ін. даними, в 1903—1920). Мав короткотерміновий арешт у Києві (1919), звільнений. Викладач, книгознавець-референт у Вукоопкнизі, перед арештом — без певних занять, проживав: м. Київ.
Арешт: 01.11.1935, звинувачення за ст. 54-8-11 КК УРСР (терористичний акт; підготування або вчинення контрреволюційних злочинів). ОН при НКВД СРСР 03(06).09.1936 (за ін. даними 13.10.1936), 5 років ВТТ. Відбував покарання: Соловки.
Розстріл: 04.11.1937 (постанова окремої трійки УНКВД ЛО 10.10.1937).
Реабілітований. Прокуратурою УРСР 31.08.1989 (Ф. 2. — Оп. 1. — Спр. 5172. — Інв. № 64516).
17. Бечаснов Василь Васильович, 1883 р. н., уродж. м. Одеса, українець, з дворян, освіта середня, закінчив 1-шу Київську школу прапорщиків (1916), у минулому капітан царської і білої армій (Марковський полк[en]), контррозвідник у штабі Врангеля.
Арешт: у 1921 р. — після повернення з еміграції. Залучений ВЧК для секретної роботи й направлений за кордон. У 1923 р. повернувся в СРСР, засуджений на 3 роки, втік з місця ув'язнення. У 1930 р. засуджений на 1,5 року. Проживав у Далекосхідному краї й Середній Азії. Колегія ОГПУ 16.01.1934, 10 років ВТТ. Відбував покарання: Соловки.
Розстріл: 01.11.1937 (постанова окремої трійки УНКВД ЛО 14.10.1937).
Реабілітований.
18. Бистрий Яків Веремійович, 1897 р. н., уродж. і житель с. Потоки (нині Таращанського р-ну Київської обл.), українець, із селян, освіта середня, у минулому офіцер армії УНР, хлібороб-одноосібник. Проживав у рідному селі.
Судтрійка при колегії ГПУ УРСР 12.10.1931, ст. 54-2, 11 КК УРСР, розстріл; Особлива нарада (ОН) при колегії ОГПУ СРСР 13.03.1932, ст. 58-2, 11 КК РСФСР, розстріл із заміною на 10 років ВТТ. Відбував покарання: Соловки.
Розстріл: 03.11.1937 (постанова окремої трійки УНКВД ЛО 09.10.1937).
Реабілітований: прокуратурою Київської обл. 28.07.1989 (ЦДАГО України. — Ф. 263. — Оп. 1. — Спр. 66569-ФП).
19. Біленький Олександр Йосипович, 1903 р. н., уродж. м. Гродно (нині Республіка Білорусь), єврей, освіта вища, був членом ВКП(б). В УРСР приїхав з Польщі, інженер, працював на залізниці, проживав: м. Київ.
Арешт: 19.01.1935, звинувачений за ст. 54-6 КК УРСР (шпигунство). ОН при НКВД СРСР 28.11.1935, 5 років ВТТ. Відбував покарання: Соловки.
Розстріл: 01.11.1937 (постанова окремої трійки УНКВД ЛО 14.10.1937).
Реабілітований. Відомостей про реабілітацію в УРСР немає (Ф. 2. — Оп. 1. — Спр. 4855. — Інв. № 55443).
20. Білий Михайло Іванович, 1891 р. н., уродж. м. Городок (нині Львівської обл.), українець, із селян, закінчив учительську семінарію, позапартійний, служив в австрійській армії (1910—1918), технічний редактор газети «Заготівля та експорт» Наркомзовнішторгу УРСР. Проживав: м. Харків, Юр'ївський пров., 12.
Арешт: 23.11.1933 (у справі «УВО»). Судтрійка при колегії ГПУ УРСР 24.02.1934, ст. 54-11 КК УРСР, 5 років ВТТ. Відбував покарання: Дмитлаг; Соловки.
Розстріл: 03.11.1937 (постанова окремої трійки УНКВД ЛО 09.10.1937).
Реабілітований: прокуратурою Харківської обл. 20.10.1989 (ДАХО. — Ф. Р-64521. — Оп. 5. — Спр. 968).
21. Білий Михайло Степанович, 1882 р. н., уродж. с. Велика Березовиця (нині смт Велика Березовиця в Тернопільському р-ні Тернопільської обл.), українець, закінчив робітфак Сільськогосподарського інституту, був членом ВКП(б) (з 1920), службовець, заступник завідувача міськземвідділу, проживав у Харкові.
Арешт: 25.12.1933 (у справі «УВО»). Судтрійка при колегії ГПУ УРСР 24.02.1934, ст. 54-11 КК УРСР, 5 років ВТТ. Відбував покарання: Соловки.
Розстріл: 03.11.1937 (постанова окремої трійки УНКВД ЛО 09.10.1937).
Реабілітований: ВТ КВО 10.02.1959 (ДАХО. — Ф. Р-6452. — Оп. 4. — Спр. 1415).
22. Білінкіс Борис Олександрович (засуджений як Белінкіс), 1900 р. н., уродж. м. Одеса, єврей, із сім'ї присяжного повіреного, освіта вища, 1924 р. закінчив правове відділення Ленінградського державного університету (ЛДУ), позапартійний, адвокат, член Колегії захисників у кримінальних і цивільних справах. Проживав: м. Ленінград, Крестовський о., Морський просп., 43, кв. 54 (за ін. даними, Костянтинівський просп., 30, корп. 8, кв. 54).
Арешт: 30.06.1936 (за «контрреволюційну троцькістську діяльність»). ОН при НКВД СРСР 15.10.1936, ст. 58-10, 11 КК РСФСР, 5 років ВТТ. Відбував покарання: Соловки (прибув 12.11.1936 на табірний пункт Анзер).
Розстріл: 02.11.1937 (постанова окремої трійки УНКВД ЛО 09.10.1937).
Реабілітований: Ленміськсуд 27.04.1956.
23. Білявський Федір Леонтійович (ієромонах Іринарх), 1888 р. н, уродж. с. Валява (нині Городищенського р-ну Черкаської обл.), українець, освіта початкова. Перебував у монастирі, йосифлянин, згодом — священник Покровської церкви в Москві, служив у храмі Серпухова, проживав у м. Серпухов Московської обл., вул. 1-ша Кожевенна, 8. У минулому мав заслання на 3 роки.
Арешт: 1932 р. (вдруге), за ін. даними, арештований у січні 1933 р. як учасник «Серпуховської філії контрреволюційної монархічної церковної організації». Колегія ОГПУ СРСР 10.04.1933, ст. 58-10, 11 КК РСФСР, розстріл із заміною на 10 років ВТТ. Відбував покарання: Соловки (табпункт Кремль).
Розстріл: 03.11.1937 (постанова окремої трійки УНКВД ЛО 09.10.1937).
Реабілітований.
24. Блейз Товій Рудольфович, 1894 р. н., уродж. м. Миколаїв, з робітників, єврей (за паспортом українець), освіта н/вища — закінчив 3 курси Ленінградського держуніверситету, був членом ВКП(б) (1913—1936, до 1917 р. — в Цюріхській організації). Служив у війську, був головою Ленінградського комітету МОПР (1925), зав. кадрами АТ «Інтурист» в м. Москва (1934—1936), ст. інспектор Головного управління Експедиції підводних робіт особливого призначення. Проживав: м. Ленінград, вул. Герцена, 55, кв. 15.
Арешт: 20.09.1936 (як «учасник контрреволюційної троцькістсько-зінов'євської організації»). В/с ВК ВС СРСР у м. Ленінград 23.12.1936, ст. 58-8, 11 КК РСФСР, 10 років в'язниці. Відбував покарання: Соловки.
Розстріл: 04.11.1937 (постанова окремої трійки УНКВД ЛО 10.10.1937).
Реабілітований: ВК ВС СРСР 11.08.1956.
25. Бовсунівський Петро Федорович (також Бовсуновський), 1897 р. н., уродж. х. Заліфа, згодом проживав у с. Військове (нині — колишнє село в Поліському р-ні Київської обл.), українець, із селян, освіта н/вища (навчався в Інституті профосвіти), був членом КП(б)У (1928—1932), історик-економіст, викладач Планово-статистичного технікуму. Проживав: м. Київ, вул. Енгельса, 25, кв. 26.
Арешт: 26.06.1932 (як «керівник контрреволюційної повстанської організації»). Судтрійка при колегії ГПУ УРСР, 13.01.1933, ст. 54-10, 11, розстріл; засідання (судове) колегії ОГПУ 24.01.1933, ст. 58-11 КК РСФСР, розстріл із заміною на 10 років ВТТ. Відбував покарання: Соловки.
Розстріл: 03.11.1937 (постанова окремої трійки УНКВД ЛО 09.10.1937).
Реабілітований: Київським облсудом 10.01.1989 (ЦДАГО України. — Ф. 263. — Оп. 1. — Спр. 58392–ФП); Прокурором м. Ленінграда 07.06.1989 (РУ ФСБ РФ АО. — Спр. П-12941).
26. Бойко Іван Іванович, 1892 р. н., уродж. с. Олексинці (нині Срібнянського р-ну Чернігівської обл.), українець, з родини заможних селян, позапартійний, у минулому підпоручник царської армії, штабскапітан армії Денікіна, старшина армії УНР, старший агроном Укрплодовоч Трактороцентру. Проживав: м. Харків.
Арешт: 31.12.1932 за «шкідницьку діяльність» («контрреволюційна змова в сільському господарстві»). Колегія ОГПУ СРСР, 11.03.1933, ст. 58-4-6-7 КК РСФСР, 8 років тюремного ув'язнення. Відбував покарання: Соловки (у 1936—1937 роках на табпункті Анзер, начальник колони).
Розстріл: 03.11.1937 (постанова окремої трійки УНКВД ЛО 09.10.1937).
Реабілітований: ВК ВС СРСР 12.03.1957. (ГДА СБУ. — Спр. 75163-фп, т. 46, 52).
27. Бондаренко Петро Степанович, 1896 р. н., уродж. колишнього Суразького повіту Чернігівської губернії [за даними Красноярського «Меморіалу» — с. Вілово, що нині в Ачинському р-ні Красноярського краю РФ], українець [росіянин], освіта середня, був членом ВКП(б) (1918—1925). Учасник Першої світової війни, у 1918 — червоний партизан, командир батареї на Далекому Сході; служив у Червоній армії до 1922 року. Закінчив школу міліції в Красноярську, керував райвідділом міліції. У 1925 р. засуджений на 2 роки умовно за перевищення влади. Служив у НКВД (за деякими даними, начальник тюрми в Ачинську), далі працював інструктором районної каси взаємодопомоги при райвиконкомі. Проживав: м. Ачинськ.
Арешт: 23.04.1935 (звинувачений у троцькістській діяльності). ОН при НКВД СРСР 13.09.1935, ст. 58-8, 10, 11 КК РСФСР, 5 років ВТТ. Відбув у Соловецьку тюрму 30.07.1937 р.
Розстріл: 02.11.1937 (постанова окремої трійки УНКВД ЛО 09.10.1937).
Реабілітований: Красноярський крайсуд 09.07.1962; Архангельський облсуд 16.04.1969.
28. Бондаренко Семен Прокопович (він же Бухарін Федір Андрійович), 1896 р. н., уродж. м. Луганськ, українець, освіта початкова, був членом ВКП(б) (1917—1928), токар, робітник заводу «Російський Провіданс» у м. Маріуполь.
ОН ОГПУ 05.07.1929, 3 роки ув'язнення. При перевезенні до Челябінського (за іншими даними — до Ярославського) політізолятора 18.07.1929 р. втік до Ленінграда, де до арешту проживав на нелегальному становищі за документами на ім'я Бухаріна Ф. А.
Арешт: 12.03.1930 (як «член керівного ядра Тимчасового всесоюзного центру революційних пролетарських організацій»). Постанова колегії ОГПУ СРСР 13.09.1930, ст. 58-11 КК РСФСР, 10 років ВТТ. Відбував покарання: Соловки.
Розстріл: 02.11.1937 (постанова окремої трійки УНКВД ЛО 09.10.1937).
Реабілітований.
29. Борець Олександр Михійович (Михайлович), 1894 р. н., уродж. с. Спасове (нині Олександрійського р-ну Кіровоградської обл.), українець, освіта середня, був членом ВКП(б), бурильник-прохідник, десятник сантехнагляду рудника ім. Чубаря (Криворіжжя).
Арешт: 21.04.1933. Засідання (судове) колегії ОГПУ СРСР 21.04.1933, ст. 58-2, 10 КК РСФСР, розстріл із заміною на 10 років ВТТ. Відбував покарання: Соловки (табірний пункт Кремль), працював завгоспом санчастини. Засуджений спецколегією ВС СРСР 21.11.1935, ст. 58-12 КК РСФСР, додатково на 2 роки.
Розстріл: 27.10.1937 (постанова окремої трійки УНКВД ЛО 09.10.1937).
Реабілітований: Дніпропетровським облсудом 04.05.1960 (Державний архів Дніпропетровської області [далі — ДАДО]. — Спр. П-14613).
30. Бромберг Михайло (Меєр) Давидович, 1914 р. н., уродж. м. Чигирин (нині Черкаської обл.), єврей, освіта середня, робітник.
Колегія ОГПУ 09.03.1933, розстріл із заміною на 10 років ВТТ. Відбував покарання: Соловки.
Розстріл: 03.11.1937 (постанова окремої трійки УНКВД ЛО 09.10.1937).
Реабілітований.
31. Бронштейн Лев Абрамович, 1895 р. н., уродж. с. Громоклій (колишня єврейська колонія в нинішньому Бобринецькому р-ні Кіровоградської обл.), єврей, освіта вища, позапартійний, економіст (небіж совєтського партійного діяча Л. Д. Троцького.). У 1930 р. проживав: м. Москва, Савеліївський пров., 9, кв. 26.
ОН при НКВД СРСР 16.11.1936, 5 років ВТТ (за «троцькістську діяльність»). Відбував покарання: Соловки, мав 5 діб карцеру і 9 місяців посиленого режиму.
Розстріл: 02.11.1937 (постанова окремої трійки УНКВД ЛО 09.10.1937).
Реабілітований.
32. Будницький Данило Зельманович, 1903 р. н., уродж. м. Лубни (нині Полтавської обл.), єврей, з ремісників, освіта вища, закінчив фізико-математичний факультет Московського державного університету, був членом ВКП(б) (1928—1936). Працював у Москві — у Держвидаві та Електротехнічному інституті. Заступник директора з науки Ленінградського фізико-технічного інституту (1932—1935), був співавтором І. В. Курчатова у деяких працях. Інженер-фізик заводу «Ілліч». Проживав: м. Ленінград, Сосновка, Яшумов пров., 11, кв. 3.
Арешт: 19(20).09.1936 (як «член троцькістсько-зінов'євської організації»). В/с ВК ВС СРСР у м. Ленінград 23.12.1936, ст. 17, 58-8, 11 КК РСФСР, 10 років тюремного ув'язнення з позбавленням політичних прав на 5 років і конфіскацією майна. Відбував покарання: Соловки.
Розстріл: 04.11.1937 (постанова окремої трійки УНКВД ЛО 10.10.1937).
Реабілітований: ВК ВС СРСР 29.08.1961 р.
33. Буздик Іван Ісидорович, 1898 р. н., с. Солова на Стародубщині (до 1919 року Солова входила до Стародубського повіту Чернігівської губернії УНР [Української Держави]), нині — село Стародубського району Брянської обл. РФ, росіянин, із селян, освіта вища, закінчив педагогічний інститут у Москві, в минулому член ВКП(б) (1927—1936), економіст-плановик, аспірант Інституту ім. Бубнова (1933—1936). Проживав: м. Москва, Померанцев пров., 7, кв. 12.
Арешт: 29.04.1936. ВК ВС СРСР 12.11.1936, ст. 17, 58-8, 11 КК РСФСР, 8 років ВТТ. Відбував покарання: Соловки.
Розстріл: 04.11.1937 (постанова окремої трійки УНКВД ЛО 10.10.1937).
Реабілітований. (УФСБ РК. — Спр. П-3687).
34. Ваврін Олександр Йосипович, 1893 р. н., уродж. с. Чехоград (нині с. Новгородківка Мелітопольського р-ну Запорізької обл.), чех, із селян, освіта початкова, у минулому служив у військах Денікіна і Врангеля, селянин.
Надзвичайна сесія ВС УРСР 14.06.1931, ст. 54-11 КК УРСР, 10 років ВТТ. Відбував покарання: Соловки.
Розстріл: 01.11.1937 (постанова окремої трійки УНКВД ЛО 14.10.1937).
Реабілітований: ВС УРСР 28.11.1964 (ГДА СБУ. — Спр. 57288-ФП).
35. Вайн Олександр Овсійович, 1910 р. н., уродж. передмістя Каролін у м. Пінськ (нині в Берестейській обл. Республіки Білорусь. Раніше помилково вказувалося: м. Каролін на Підляшші [нині в Люблінському воєводстві, Польща]), єврей, з родини лікаря, освіта вища, закінчив Харківський інститут народного господарства й аспірантуру Українського географічного інституту, був членом ЛКСМУ з 1925 р., професор, завідувач кафедри економічної географії Харківського планового інституту. Проживав: м. Харків, вул. Пушкінська, 56-а, кв. 4.
Арешт: 14(15).02.1935 у справі «підпільної троцькістської терористичної групи». ОН при НКВД СРСР 19.08.1935, за «контрреволюційну троцькістську діяльність» (ст. 54-11 КК УРСР), 5 років ВТТ Відбував покарання: Соловки (в ув'язненні — диригент симфонічного оркестру Соловецького театру).
Розстріл: 02.11.1937 (постанова окремої трійки УНКВД ЛО 09.10.1937).
Реабілітований. ВК ВС СРСР 16.04.1957 (ЦДАГО України. — Ф. 263. — Оп. 1. — Спр. 42098-ФП).
36. Вайсберг Йосип Абрамович, 1899 р. н., уродж. м. Васильків (нині Київської обл.), єврей, з купецької родини, освіта вища, закінчив Київський інститут народної освіти, історик-філософ, був канд. у члени ВКП(б) (1932—1936). З 1929-го в Ленінграді, професор, старший викладач, завідувач кафедри філософії Військово-медичної академії, батальйонний комісар. Був старшим науковим співробітником Ленінградського відділення Інституту філософії АН СРСР. Проживав: м. Ленінград, вул. Достоєвського, 30, кв. 24.
Арешт: 11.07.1936. В/с ВК ВС СРСР у м. Ленінград 28.12.1936, ст. 17, 58-8, 58-11 КК РСФСР, 10 років ВТТ. Відбував покарання: Соловки (Савватіївський спецізолятор).
Розстріл: 02.11.1937 (постанова окремої трійки УНКВД ЛО 09.10.1937).
Реабілітований: ВК ВС СРСР 12.05.1956; ВТ Ленінградського військового округу 20.05.1957.
37. Вакар Григорій Васильович (у протоколі трійки — Вокор, літературний псевдонім — Ґро Вакар), 1901 р. н. уродж. с. Мирони (тепер Балтського р-ну Одеської обл.), українець, із селян, освіта вища, закінчив Одеський сільгоспінститут, позапартійний, за фахом агроном. Працював як літератор в Одесі, Харкові, Києві, входив до літоб'єднання авангардистів «Нова ґенерація» (згодом «Об'єднання пролетарських письменників України» — ОППУ), до арешту — коректор редакції газети «Комуніст». Проживав: м. Київ, вул. Полтавська, 14-а, кв. 2.
Арешт: 23.06.1934. ОН при НКВД СРСР 26.03.1935, за «контрреволюційну діяльність» (ст. 54-11 КК УРСР) 5 років ВТТ. Відбував покарання: Соловки (табпункт Кремль).
Розстріл: 03.11.1937 (постанова окремої трійки УНКВД ЛО 09.10.1937).
Реабілітований: судовою колегією ВС УРСР 14.08.1959; Архангельським облсудом 04.08.1965 (ЦДАГО України. — Спр. 50362–ФП).
38. Ваккер Герберт Фрідріхович, 1903 р. н., уродж. колонії Ней-Монталь (нині с. Переможне Токмацького р-ну Запорізької обл.), німець, освіта н/вища, був членом ВКП(б) (1931—1936), у минулому педагог у німецькій школі під Новгородом, згодом у Ленінграді — директор Німецького педтехнікуму, заступник директора Ленінградського відділення Центрального історичного архіву. Проживав: м. Ленінград, вул. Красна, 3, кімн. 3 (гуртожиток).
Арешт: 10.09.1936. В/с ВК ВС СРСР у м. Ленінград 30.12.1936, ст. 17, 58-8, 11 КК РСФСР, 10 років в'язниці. Відбував покарання: Соловки.
Розстріл: 04.11.1937 (постанова окремої трійки УНКВД ЛО 10.10.1937).
Реабілітований: ВК ВС СРСР 02.07.1957.
39. Вальда-Франовський (Фарановський) Олександр Казимирович, 1893 р. н., уродж. м. Підволочиськ (нині смт Підволочиськ у Тернопільській обл.), українець [німець], з дворян, освіта вища [н/вища], навчався в сільгоспакадемії, агроном, позапартійний, у минулому штабскапітан (ротмістр кавалерії) в арміях Врангеля і Денікіна. У 1921 р. заарештований як «організатор повстання на Україні», перебував під слідством у м. Мелітополі. Втік з тюрми губчека, переховувався в горах Криму, жив під вигаданим прізвищем Вальда. Служив начальником штабу Окремої Кавказької бригади РСЧА, військовим представником (1921—1922, Крим), згодом — агроном Київської дослідної станції (1923—1924), працівник земвідділу (1924—1930, Дніпропетровськ), агроном (1930—1932, Харків), завідувач сектору Всеукраїнського кооппромхарчоб'єднання. Проживав: м. Харків, вул. Римарська, 6, кв. 16.
Арешт: 21[20].04.1932 р. Судтрійка при колегії ГПУ УРСР 19.11.1932, ст. 54-7 (за ін. даними, 54-11) КК УРСР, 10 років ВТТ. Відбував покарання: Свірлаг (23.05.1934 рішенням трійки ПП ОГПУ за ст. 58-11 і 17, 82 ч. 1 дістав 2 роки штрафізолятора), далі — Соловки.
Розстріл: 01.11.1937 (постанова окремої трійки УНКВД ЛО 14.10.1937).
Реабілітований: прокуратурою Архангельської обл. 08.09.1989; прокуратурою Харківської обл. 17.10.1989 (ДАХО. — Ф. Р-6452. — Оп. 5. — Спр. 904; РУ ФСБ РФ АО. — Спр. П-16701).
40. Вангенгейм Олексій Феодосійович (у протоколі Особливої трійки Федосійович), 1881 р. н., уродж. с. Кропивне Конотопського повіту Чернігівської губернії (нині с. Кропивне Бахмацького р-ну Чернігівської обл.), росіянин, з дворян, освіта вища, закінчив фізмат Московського університету і сільгоспінститут, служив у царському війську (начальник метеослужби 8-ї армії, нагороджений золотою зброєю), був членом ВКП(б) (1928—1934). З 1917-го жив у Дмитрієві на Курщині, ст. агроном і інспектор народної освіти. Згодом — у Москві, заступник голови Центрального бюро краєзнавства (1920—1931). З 1928-го — професор кафедри фізики Московського державного університету. Дійсний член Головної геофізичної обсерваторії (м. Ленінград), організатор і перший керівник (1929—1935) Єдиної гідрометеорологічної служби СРСР. Проживав: м. Москва, Докучаєв пров., 7, кв. 1.
Арешт: 08.01.1934. Колегія ОГПУ СРСР 27.03.1934, ст. 58-7 КК РСФСР, 10 років ВТТ. Відбував покарання: Соловки, працював у музеї і бібліотеці.
Розстріл: 03.11.1937 (постанова окремої трійки УНКВД ЛО 09.10.1937).
Реабілітований: ВК ВС СРСР 23.06.1956.
41. Васильєв Леонід Петрович, 1876 р. н., уродж. м. Тула (Росія), українець, освіта вища — Санкт-Петербурзький університет, Київське військове училище (1901), позапартійний, офіцер царської армії (викладач і вихователь кадетських корпусів), підполковник Білої армії, викладач математики робітфаку Томського медичного інституту. Проживав у м. Томськ, Банний пров., 6, кв. 2.
Арешт: 04.05.1933 р. у справі «білогвардійської змови». Колегія ОГПУ СРСР 05.08.1933, ст. 58-2, 11 КК РСФСР, 10 років ВТТ. Відбував покарання: Соловки.
Розстріл: 27.10.1937 (постанова окремої трійки УНКВД ЛО 09.10.1937).
Реабілітований: (?).06.1959. [з Книги пам'яті Томської обл.].
42. Верещак Тимофій Якович, 1881 р. н., уродж. Волині (колишнього Новоград-Волинського повіту), українець, освіта початкова, був членом ВКП(б) (1928—1930), робітник на лінії Лосина (Лось) — Щелково Московської залізниці. Проживав: м. Москва, вул. Каланчовська, 14, кв. 6.
Арешт: за «контрреволюційну агітацію». ОН при НКВД СРСР 14.01.1936 р., 5 років ВТТ. Відбував покарання: Соловки.
Розстріл: 27.10.1937 (постанова окремої трійки УНКВД ЛО 09.10.1937).
Реабілітований. [Державний архів Російської Федерації. — Спр. № П-77120].
43. Вікул Сергій Павлович, 1890 р. н., уродж. м. Вінниця, українець, з родини священника, освіта вища, навчався на юридичному факультеті Петербурзького університету, був членом РСДРП, УСДРП (з 1911, член ЦК УСДРП у 1917—1919), членом КП(б)У (1920—1933). У минулому входив до УЦР, був урядовцем міністерства праці Директорії УНР (1919). Виїхав до Німеччини, як референт співпрацював з представництвом СРСР у Польщі. Редактор українсько-американського видавництва «Космос» у Берліні, контактував з КПЗУ, повернувся в УРСР (1928). Був членом колегії ЦСУ УРСР, заступником директора Інституту марксизму-ленінізму (1929—1930). Науковий співробітник Інституту економіки ВУАМЛІН, завсектору праць класиків марксизму-ленінізму Партвидаву ЦК КП(б)У. Проживав: м. Харків, вул. Каразінська, 15-а, кв. 2.
Арешт: 04.05.1933 у справі «УВО». Судтрійка при колегії ГПУ УРСР 23.09.1933, ст. 54-4, 6, 11 КК УРСР, 10 років ВТТ. Відбував покарання: Соловки (табірний пункт Кремль, одиночна камера спецізолятора).
Розстріл: 03.11.1937 (постанова окремої трійки УНКВД ЛО 09.10.1937).
Реабілітований: ВТ КВО 03.03.1959; в Україні — 1992 (ЦДАГО України. — Ф. 263. — Оп. 1. — Спр. 49887-ФП).
44. Віленський Олександр Ісакович, 1905 р. н., уродж. с. Нововоронцовка (нині смт Нововоронцовка — райцентр у Херсонській обл.), єврей, з робітників, освіта н/вища, був членом ВКП(б), інженер-будівельник. Проживав: м. Дніпропетровськ (нині Дніпро).
Арешт: 04.03.1935 (за «контрреволюційну троцькістську діяльність»). ОН при НКВД СРСР 28.09.1935, 3 роки ВТТ. Відбував покарання: Соловки.
Розстріл: 02.11.1937 (постанова окремої трійки УНКВД ЛО 09.10.1937).
Реабілітований: Дніпропетровським облсудом 19.12.1956.
45. Вінницький Тарас Іванович (він же Кюнц Франц Михайлович), 1890 р. н., уродж. м. Ходорів (нині Жидачівського р-ну Львівської обл.), українець, зі службовців, освіта вища, у минулому офіцер австрійської армії та УГА, був членом ВКП(б), завідувач навчальної частини робітфаку при Одеському енергоінституті. Проживав: м. Одеса, вул. Перекопської перемоги, 43.
Арешт: 23.02(22.06).1933 (у справі «УВО»). Судтрійка при колегії ГПУ УРСР 14.11.1933, ст. 54-11 КК УРСР, 5 років ВТТ. Відбував покарання: Карлаг (прибув 14.06.1934), Соловки (табірний пункт Кремль).
Розстріл: 03.11.1937 (постанова окремої трійки УНКВД ЛО 09.10.1937).
Реабілітований: прокуратурою Одеської обл. 10.07.1989; прокуратурою Архангельської обл. 17.07.1989 (ГДА СБУ, Одеса. — Спр. 19761-П; РУ ФСБ РФ АО. — Спр. П-12989).
46. Вовк Степан Петрович, 1895 р. н., уродж. с. Голгоча (нині Підгаєцького р-ну Тернопільської обл.), українець, освіта вища, позапартійний, у минулому вояк австрійської армії. Викладач хімії. Проживав: м. Київ.
Арешт: за «участь у контрреволюційній організації». ОН при НКВД СРСР 26.03.1935, 5 років ВТТ. Відбував покарання: Соловки (табірний пункт Кремль).
Розстріл: 03.11.1937 (постанова окремої трійки УНКВД ЛО 09.10.1937).
Реабілітований: прокуратурою України 29.12.1989 (ЦДАГО України. — Ф. 263. — Оп. 1. — Спр. 66656-ФП).
47. Вовкотруб Семен Петрович, 1907 р. н., уродж. с. Марійка (нині Жашківського р-ну Черкаської обл.), українець, із селян, освіта початкова, був кандидатом у члени ВКП(б), робітник. У 1928 р. виїхав до родичів у Канаду (м. Едмонтон), був членом робітничого запомогового товариства, у 1931-му через Англію, де потрапив до в'язниці й був депортований, повернувся в УРСР.
Арешт: 10.09.1931 затриманий Славутським прикордонним загоном поблизу Шепетівки, звинувачений у спробі нелегального перетину кордону з Польщею з метою шпигунства. Висланий до м. Балашов (нині Саратовська обл., РФ). У 1932 р. втік на батьківщину, потім у Ленінград, де мешкав за документами брата. Працював помічником машиніста заводу «Більшовик».
Засідання (судове) колегії ОГПУ СРСР 27.04.1933, ст. 16, 58-6 КК РСФСР, 10 років ВТТ. Відбував покарання: Соловки, зокрема 9 місяців на посиленому режимі.
Розстріл: 01.11.1937 (постанова окремої трійки УНКВД ЛО 14.10.1937).
Реабілітований: 26.12.1955 (ЦДАГО України. — Ф. 263. — Оп. 1. — Спр. 54049-ФП).
48. Войтюк Яків Семенович, (також Войтюк-Макаренко), 1894 р. н., уродж. с. Сільце на Холмщині (нині Люблінське воєводство, Польща), українець, з родини заможних селян, закінчив духовне училище, 3 класи духовної семінарії, навчався на історико-філологічному факультеті Московського університету, згодом в УРСР закінчив Харківський кооперативний інститут. Під час 1-ї світової війни служив у російській армії на Тернопільщині. Громадсько-політичний діяч на Холмщині: організатор «Поліської Січі» в Кобрині (1919); редактор української газети «Наше життя» в м. Холм; посол до польського Сейму (1922—1927), де був членом українського клубу Соціал-демократичної партії (УСДП), а з 1924 р. — головою комуністичної фракції у Сеймі. У 1928-му виїхав до УРСР. Був членом КПЗУ, КП(б)У (1924—1933), викладач соціально-економічних наук у медичному і кооперативному інститутах. Проживав: м. Харків.
Арешт: 11.05.1933 (у справі «УВО»). Судтрійка при колегії ГПУ УРСР 01.10.1933, ст. 54-11 КК УРСР, 10 років ВТТ. Відбував покарання: Соловки (табірний пункт Кремль, одиночна камера спецізолятора).
Розстріл: 03.11.1937 (постанова окремої трійки УНКВД ЛО 09.10.1937).
Реабілітований: 28.08.1956 (ДАХО. — Ф. Р-6452. — Оп. 4. — Спр. 1103).
49. Волгай Василь Костянтинович, 1903 р. н., уродж. м. Ромни (нині Сумської обл.), українець, із сім'ї кустаря, освіта вища, був членом ВКП(б), асистент з курсу історії народів СРСР у Вологодському педінституті (1934—1935).
Арешт: за «контрреволюційну троцькістську діяльність». ОН при НКВД СРСР 28.09.1935, 5 років ВТТ. Відбував покарання: Соловки.
Розстріл: 02.11.1937 (постанова окремої трійки УНКВД ЛО 09.10.1937).
Реабілітований: Вологодським облсудом 19.10.1959; Архангельським облсудом 12.10.1961 (УФСБ РФ по Вологодській області. — Спр. 8466; РУ ФСБ РФ АО. — Спр. П-10068).
50. Волков Василь Митрофанович, 1902 р. н., уродж. с. Шенгаріївка (нині в Зіньківському р-ні Полтавської обл.), українець, освіта вища, був членом ВКП(б), науковий співробітник ВУАН, начальник Управління держзабезпечення Наркомсоцзабезу УРСР. Проживав: м. Київ.
ОН при НКВД УРСР 03.09.1936, ст. 54-8, 11 КК УРСР, 5 років ВТТ. Відбував покарання: Соловки.
Розстріл: 04.11.1937 (постанова окремої трійки УНКВД ЛО 10.10.1937).
Реабілітований: ВС УРСР 06.06.1957; Архангельським облсудом 11.10.1957 (ГДА СБУ. — Спр. 64516-ФП).
51. Волков Георгій Федорович, 1888 р. н., уродж. с. Малі Бубни (нині Роменський р-н Сумській обл.). За ін. даними уродж. м. Білопілля колишньої Харківської губернії. Українець, із сім'ї залізничника, освіта середня, позапартійний, пенсіонер, екскурсовод Товариства політкаторжан і засланців, проживав у Москві.
ВК ВС СРСР 02.03.1936, ст. 58-8, 11 КК РСФСР, 10 років ВТТ. Відбував покарання: Соловки.
Розстріл: 03.11.1937 (постанова окремої трійки УНКВД ЛО 09.10.1937).
Реабілітований.
52. Волох Омелян Іванович 1886 р. н., уродж. станиці Калніболотська (нині Новопокровського р-ну Краснодарського краю РФ), українець, освіта середня, у минулому штабскапітан царської армії, полковник армії УНР. У містечку Любар (нині смт Любар Житомирської обл.) спробував підняти повстання проти Директорії, після придушення заколоту захопив державну скарбницю і перейшов на бік більшовиків. Згодом командир роти Червоної армії, був членом УКП (боротьбистів), КП(б)У (1920—1933), працював у Наркоматі землеробства УРСР, обіймав низку відповідальних посад у ВУЦВК, Держстраху України, навчався в Архітектурному інституті. Проживав: м. Харків.
Арешт: 04.05.1933 (у справі «УВО»). Судтрійка при колегії ГПУ УРСР 23.09.1933, ст. 54-11 КК УРСР, 10 років ув'язнення. Відбував покарання: Соловки (табпункт Кремль, одиночна камера спецізолятора).
Розстріл: 03.11.1937 (постанова окремої трійки УНКВД ЛО 09.10.1937).
Реабілітований: прокуратурою України 20.04.1989; прокуратурою Архангельської обл. 14.07.1989 (ЦДАГО України. — Ф. 263. — Оп. 1. — Спр. 60683-ФП; РУ ФСБ РФ АО. — Спр. П-14793).
53. Вольгрот Фердинанд Йосипович, 1878 р. н., уродж. м. Одеса, з родини переселенця з Ельзасу (Франція), освіта середня, учасник російсько-японської війни (прапорщик), учасник білого руху. Службовець Російського товариства пароплавства й торгівлі, працівник Черномортрансу і Совторгфлоту (1917—1930). Проживав: м. Одеса.
Арешти: 1927 р. (згодом звільнений), вдруге 10.11.1930 — за звинуваченням у шкідництві. Колегія ОГПУ 10.05.1931, 5 років ВТТ. Відбував покарання: Кунгурський табір; Біломорбуд — до серпня 1933 р. Після звільнення працював економістом міськпотребспілки в Одесі. Третій арешт — 02.01.1935 за звинуваченням у шпигунстві. Під час слідства перебував у Бутирській в'язниці. ОН при НКВД СРСР 01.08.1935, 5 років ВТТ. Відбував покарання: Соловки.
Розстріл: 01.11.1937 (постанова окремої трійки УНКВД ЛО 14.10.1937).
Реабілітований.
54. Вольф Михайло Йосипович, 1890 р. н., уродж. колонії Ней Лібенталь (тепер с. Вовкове Іванівського р-ну Одеської обл.), німець, із селян, освіта вища, закінчив Саратовську духовну семінарію і богословський університет, магістр богослов'я, священник, служив у католицьких парафіях німецьких колоній на Одещині, професор духовної семінарії в Саратові, викладав у духовній семінарії м. Одеса. Настоятель костелу й декан у м. Дніпропетровськ (1923—1929).
Арешт: 08.06.1929. Надзвичайна сесія Дніпропетровського окрсуду 30–31.08.1930, ст. 54-6, 10, 11 КК УРСР, 10 років ВТТ. Відбував покарання: Соловки (1931-го переведений на о. Анзер, командировка Троїцька, де 05.07.1932 арештований у груповій справі католицького духовенства; 1935-го перебував на Поповому острові, працював у хутровому господарстві).
Розстріл: 03.11.1937 (постанова окремої трійки УНКВД ЛО 09.10.1937).
Реабілітований: прокуратурою Архангельської обл. 14.07.1989.
55. Вольфсон Ной Бенціанович, 1898 р. н., уродж. м. Біла Церква (нині Київської обл.), єврей, був членом ВКП(б), культпрацівник (за іншими даними — економіст-плановик). Рішенням ОН при колегії ГПУ УРСР 15.04.1930, ст. 54-10 КК УРСР, висланий на 3 роки в Казахстан (Алма-Ата), де 1931-го притягнутий до відповідальності за «к/р діяльність». Після повернення 1934-го знову висланий.
Арешт: 1935 р. в м. Акмолінськ (за «поширення к/р провокаційних чуток»). ОН при НКВД СРСР 15.06.1935 — 3 роки ВТТ. Відбував покарання: Соловки.
Розстріл: 04.11.1937 (постанова окремої трійки УНКВД ЛО 10.10.1937).
Реабілітований: прокуратурою України 20.12.1989 (ЦДАГО України. — Ф. 263. — Оп. 1. — Спр. 66627-ФП).
56. Вороний Марко Миколайович, 1904 р. н., уродж. м. Чернігів, українець, із дворян, син письменника Миколи Вороного, освіта н/вища, навчався в Київському музично-драматичному інституті (режисерський факультет) та інституті народної освіти, поет (псевдонім Антіох), перекладач, член Спілки совєтських письменників. З 1928-го — працівник кіностудії, восени 1933-го переїхав до Москви, працював у журналі «Наши достижения». Повернувся в УРСР 1934-го, проживав: м. Київ, вул. Малопідвальна, 14, кв. 2.
Арешт: 19.03.1935 р. ВТ КВО 1–4.02.1936, ст. 54-8, 11 КК УРСР, 8 років ВТТ. Відбував покарання: Соловки.
Розстріл: 03.11.1937 (постанова окремої трійки УНКВД ЛО 09.10.1937).
Реабілітований: ВК ВС СРСР 23.01.1958 (ГДА СБУ. — Спр. 48570-ФП).
57. Воскресенський Дмитро Григорович (архієпископ Курський і Обоянський Даміан), 1873 р. н., уродж. с. Брусове (нині в Понирівському р-ні Курської обл., РФ), росіянин, з родини священника, починав церковне служіння з України — з 1894 р. псаломщик Спасо-Преображенського собору в Путивлі, у 1897—1901 роках — настоятель церкви св. Миколая с. Миколаївка (нині Буринського р-ну Сумської обл.). Освіта вища, закінчив Духовну академію і Археологічний інститут у Петербурзі. Від 1920 р. неодноразово перебував в ув'язненні (м. Владимир) і на засланні (Туркестан). Архієпископ Полтавський і Переяславський (1927—1928), водночас тимчасово керував Катеринославською єпархією. Проживав: м. Курськ (нинішня вул. Челюскінців 10).
Арешт: 26.07.1932 р. Колегія ОГПУ СРСР 26.12.1932, ст. 58-10, 11 КК РСФСР, розстріл із заміною на 10 років ВТТ. Відбував покарання: Соловки (скит Філітон).
Розстріл: 03.11.1937 (постанова окремої трійки УНКВД ЛО 09.10.1937).
Реабілітований: 13.05.1989. Канонізований РПЦ 2000 р. як святий мученик.
58. Гайдерова Зінаїда Никандрівна, 1881 р. н., уродж. м. Харків, росіянка, з родини службовців, освіта вища, закінчила Московський державний університет, історикиня, була членом ВКП(б) (1905—1934). Перебувала на партроботі в Рибінську (1917—1918), член міськвиконкому. Згодом — заступниця директора Бібліотеки Академії наук, доцентка Ленінградського державного історико-лінгвістичного інституту. Проживала: м. Ленінград, вул. Мохова, 7, кв. 5.
Арешти: перебувала під слідством 1933 р., вдруге заарештована 13.12.1934 р. ОН при НКВД 16.01.1935 за «участь у контрреволюційній зінов'євської організації» — 4 роки ВТТ. У Челябінському політізоляторі знову заарештована 05.11.1936. В/с ВК ВС СРСР у м. Ленінград 29.12.1936, ст. 17, 58-8, 11, 10 років тюрми. Відбувала покарання: Соловки.
Розстріл: 02.11.1937 (постанова окремої трійки УНКВД ЛО 09.10.1937).
Реабілітована: ВТ ЛВО 08.07.1957; ВК ВС СРСР 06.05.1989.
59. Ганджа Олексій Миколайович, 1900 р. н., уродж. с. Степанівка (нині Теплицького р-ну Вінницької обл.), українець, освіта середня, у минулому хорунжий Армії УНР, перебував за кордоном (1921—1926), прибув з Польщі. Був членом ВКП(б), директор картограм.
Колегія ОГПУ СРСР 22.04.1934, ст. 58-6, 11 КК РСФСР, 10 років ВТТ. Відбував покарання: Соловки.
Розстріл: 03.11.1937 (постанова окремої трійки УНКВД ЛО 09.10.1937).
Реабілітований.
60. Гарбуз Антон Микитович, 1890 р. н., уродж. с. Гельмязів (нині Золотоніського р-ну Черкаської обл.), українець, із селян, освіта вища, закінчив Агробіологічний інститут і комуністичний університет, у минулому вояк царської армії (1911—1917) і РСЧА (1918—1919), був ротним фельдшером, згодом — заступник голови губернського ревтрибуналу (1921), був членом КП(б)У, професор, аспірант Інституту сходознавства, викладач Машинобудівного інституту. Проживав: м. Харків, вул. Александро-Невська, 16.
Арешт: 18.02.1933 (у справі «УВО»). Судтрійка при колегії ГПУ УРСР 23.09.1933, ст. 54-4, 11 КК УРСР, 5 років ВТТ. Відбував покарання: Карлаг; Соловки, працював лікпомом.
Розстріл: 03.11.1937 (постанова окремої трійки УНКВД ЛО 09.10.1937).
Реабілітований: прокуратурою УРСР 20.04.1989; прокуратурою Архангельської обл. 10[17].07.1989 (ЦДАГО України. — Ф. 263. — Оп. 1. — Спр. 60684-ФП; РУ ФСБ РФ АО. Спр. — П-14794).
61. Глейх Григорій Давидович, 1901 р. н., уродж. м. Прилуки (нині Чернігівської обл.), єврей, з робітників, був членом КП(б)У (1925—1935), культпрацівник, начальник адмінуправління тресту «Індивідуальне будівництво» (Індубуд). Проживав: м. Харків.
Арешт: у справі «контрреволюційної троцькістської організації на Україні». ОН при НКВД СРСР 01.04.1935, ст. 58-1 КК РСФСР, 5 років ВТТ. Відбував покарання: Соловки.
Розстріл: 02.11.1937 (постанова окремої трійки УНКВД ЛО 09.10.1937).
Реабілітований: ВК ВС СРСР 08.04.1957 (ЦДАГО України. — Ф. 263. — Оп. 1. — Спр. 43185-ФП).
62. Глібовицький Богдан Авксентійович, 1900 р. н. (за ін. даними 1903), уродж. с. Худиківці (нині Борщівського р-ну Тернопільської обл.), росіянин (за ін. даними поляк), з родини священника, освіта середня, в СРСР як політемігрант з 1923 р., був членом ВКП(б), закінчив кавалерійську школу ім. Будьонного, командир взводу кінних розвідників РСЧА. Проживав у Криму (м. Севастополь).
Арешт: 16.05.1932 ОВ 3-ї дивізії, ст. 58-6 КК РСФСР («польський шпигун»). Колегія ОГПУ 22.08.1932 — розстріл із заміною на 10 років ВТТ. Відбував покарання: Соловки.
Розстріл: 01.11.1937 (постанова окремої трійки УНКВД ЛО 14.10.1937).
Реабілітований: Військовою прокуратурою Одеського ВО 22.05.1990 (ГДА СБУ, АР Крим. — Спр. 017489).
63. Глузман Пінхус (Пінхос) Гершович, 1899 р. н., уродж. м. Проскурів (нині м. Хмельницький), єврей, з робітників, освіта вища, був членом ВКП(б), професор, завідувач кафедри історії ВКП(б) Дніпропетровського держуніверситету.
Арешт: за троцькістську діяльність. ОН при НКВД 28.11.1935, ст. 54-10, 11 КК УРСР, 5 років ВТТ. Відбував покарання: Соловки.
Розстріл: 02.11.1937 (постанова окремої трійки УНКВД ЛО 09.10.1937).
Реабілітований: Дніпропетровським облсудом 24.02.1960 (ДАДО. — Спр. П-14501).
64. Глущенко Тимофій Гнатович, 1888 р. н., уродж. с. Олександрівка (нині Козельщинського р-ну Полтавської обл.), українець (за ін. даними росіянин), освіта середня, був членом ВКП(б) (1917—1930). У минулому служив у РСЧА (Південний фронт). До 1929 р. керував Балтійською конторою Совторгфлоту (адреса в Ленінграді: вул. Ракова, 33). Був головою Комісії із закупівлі в Америці пароплавів для Совторгфлоту, проживав: м. Москва, вул. М'ясницька, 24, кв. 76.
Арешт: 10.04.1930 без пред'явлення звинувачення. Колегія ОГПУ СРСР 06.07.1931, ст. 58-6, 7 КК РСФСР, розстріл із заміною на 10 років ВТТ. Відбував покарання: Соловки (табпункт Анзер, працював у сільгоспі; з 1936-го — в табпункті Кремль).
Розстріл: 01.11.1937 (постанова окремої трійки УНКВД ЛО 14.10.1937).
Реабілітований. (РУ ФСБ РФ АО. — Спр. П-15810).
65. Гольденберг Еммануїл Зіновійович, 1904 р. н., уродж. с. Саксагань (нині П'ятихатського р-ну Дніпропетровської обл.), за ін. даними — м. Васильків (Київської обл.), єврей, з міщан, освіта н/середня, був канд. у члени ВКП(б) (1930—1936), начальник 2–го відділення відділу трудових колоній УНКВД ЛО. Проживав: м. Ленінград, вул. Слуцького, 45, кв. 42.
Арешт: 10.07.1936. В/с ВК ВС СРСР у м. Ленінград 29.12.1936, ст. 17, 58-8, 11 КК РСФСР, 10 років в'язниці. Відбував покарання: Соловки.
Розстріл: 04.11.1937 (постанова окремої трійки УНКВД ЛО 10.10.1937).
Реабілітований.
66. Гончаренко Федір Максимович, 1882 р. н., уродж. с. Ольшаниця (нині Рокитнянського р-ну Київської обл.), українець, малописьменний, у минулому есер, був членом КП(б)У, в минулому жандарм, згодом — тесля в с. Ольшаниця.
Колегія ОГПУ 13.02.1932, ст. 58-2, 11 КК РСФСР (за ін. даними ОН при колегії ГПУ УРСР, ст. 54-2, 1 КК УРСР) — розстріл із заміною на 10 років ВТТ. Відбував покарання: Соловки.
Розстріл: 03.11.1937 (постанова окремої трійки УНКВД ЛО 09.10.1937).
Реабілітований: прокуратурою Київської обл. 15.07.1989 (ЦДАГО України. — Ф. 263. — 1. — Спр. 64391-ФП).
67. Горинський Йосип Карлович (він же Гаусман Тадеуш Морісовіч, у протоколі трійки — Горинський-Гаусман Йосип Карлович), 1904 р. н., уродж. м. Долина (нині Долинського р-ну Івано-Франківської обл.), за ін. даними — уродж. м. Львів, єврей, із сім'ї юриста, перебував на відповідальній роботі в КПЗУ. У лютому 1933 р. нелегально прибув до СРСР, змінивши прізвище. Інженер-механік, конструктор заводу ім. Марті в Одесі. Проживав: м. Одеса, вул. Пішонівська, 16, кв. 2.
Арешт: 11.12.1934 (у справі «УВО»). ОН при НКВД СРСР 21.07.1935, за «контрреволюційну діяльність» 5 років ВТТ. Відбував покарання: Соловки.
Розстріл: 03.11.1937 (постанова окремої трійки УНКВД ЛО 09.10.1937).
Реабілітований: прокуратурою Одеської обл. 31.05.1989 (ГДА СБУ, Одеса. — Спр. 17564-П).
68. Гоца Василь Пилипович, 1885 р. н., уродж. с. Озерна (нині Зборівського р-ну Тернопільської обл.), українець, з селян, освіта вища, закінчив відділення українознавства (філософський факультет) Львівського університету, був членом Української партії радикалів Східної Галичини (до 1914), ВКП(б) (1918[1927]—1933). У минулому вояк австрійського війська, перебував у російському полоні в Сибіру, згодом — на фронті, політпрацівник РСЧА (1918—1921), освітянин, професор. Ректор Волинського інституту народної освіти в Житомирі (1928—1933). Проживав: м. Житомир.
Арешт: 03.08.1933 (у справі «УВО»). Судтрійка при ПП ГПУ УРСР 14.02.1934, ст. 54-2, 11 КК УРСР, 5 років ВТТ. Відбував покарання: Карлаг, був завідувачем музею; Соловки (табірний пункт Кремль).
Розстріл: 03.11.1937 (постанова окремої трійки УНКВД ЛО 09.10.1937).
Реабілітований: ВТ Прикарпатського військового округу (далі — ПрикВО) 04(05).10.1966; прокуратурою Архангельської обл. 17.07.1989 (ДАЖО. — Спр. 17848-П; РУ ФСБ РФ АО. Спр. — П-12929).
69. Гребінський Яків Іванович, 1891 р. н., уродж. м. Харків, росіянин, освіта середня (за ін. даними, навчався в Павловському військовому училищі в Петербурзі), позапартійний, служив у білій армії в чині поручика (мічман корпусу морських стрільців у 1919 р.). Викладач геотопографії Топографічного технікуму. Проживав: м. Томськ.
Арешти: у 1928, 1930 роках та у справі «білогвардійської змови» — 05.05.1933. Колегія ОГПУ СРСР 05.08.1933, ст. 58-2, 11 КК РСФСР, 10 років ВТТ. Відбував покарання: Соловки.
Розстріл: 27.10.1937 (постанова окремої трійки УНКВД ЛО 09.10.1937).
Реабілітований: у червні 1959 р. [дані з Книги пам'яті Томської області].
70. Григорович Дмитро Артемович (Артемійович), 1897 р. н., уродж. с. Широке (нині смт Широке в Дніпропетровській обл.), українець, освіта — закінчив Бессарабське училище виноградарства й виноробства (1918) і Єлисаветградський вищий сільгосптехнікум (1922). У минулому служив у білій армії та в Кримському карному розшуку (м. Сімферополь). Агроном-плановик контори «Центроплодоовоч», до арешту жив у м. Одеса.
Арешт: у справі «контрреволюційної шкідницької організації в системі Наркомзему і Наркомрадгоспу». Колегія ОГПУ 11.03.1933, ст. (?), 10 років в'язниці. Відбував покарання: Соловки.
Розстріл: 01.11.1937 (постанова окремої трійки УНКВД ЛО 14.10.1937).
Реабілітований: ВК ВС СРСР 20.06. (за ін. даними, 12.03.) 1957.
71. Гройсман Леонід (Авраам, Абрам) Ісаакович, 1907 р. н., уродж. м. Миколаїв [за ін. даними — м. Тараща] (у протоколі трійки місце народження — Таращанський р-н Київської обл.), єврей, освіта початкова, був членом ВКП(б), мірошник держмлину, голова робітничого комітету Київського тресту хлібовипічки. Проживав: м. Київ.
ОН при НКВД 21.12.1935, ст. 54-10, ч. 1 КК УРСР, 5 років ВТТ. Відбував покарання: Соловки.
Розстріл: 02.11.1937 (постанова окремої трійки УНКВД ЛО 09.10.1937).
Реабілітований: прокуратурою м. Києва 05.07.1989 (ЦДАГО України. — Ф. 263. — Оп. 1. — Спр. 66571-ФП).
72. Грушевський Сергій Григорович, 1892 р. н. (за ін. даними 1888), уродж. с. Кам'янка (нині м. Кам'янка Черкаської обл.), українець, з сім'ї священника, освіта вища, закінчив історико-філологічний факультет Київського університету (1913), позапартійний, професор, кандидат в члени 1-ї Державної думи і Установчих зборів, історик (небіж М. С. Грушевського). Організатор Кременчуцького інституту народної освіти, у 1923—1925 роках інспектор Полтавського губвідділу наросвіти, викладач історії в Полтавському інституті народної освіти. З 1925-го в Донецькому інституті народної освіти (м. Луганськ): декан факультету соціального виховання, професор кафедри історії. Був депутатом міської й окружної рад, членом виконкому. З 1931 р. завкафедри історії України Кубанського інституту народної освіти, проживав у м. Краснодар.
Арешт: 13.01.1933 (у справі «Союзу Кубані і України»). Колегія ОГПУ 28.08.1933, ст. 58-2, 11, 13 КК РСФСР, 10 років ВТТ. Відбував покарання: в'язниця ОГПУ в Ростові-на-Дону (до серпня 1934); Дмитлаг; Соловки.
Розстріл: 03.11.1937 (постанова окремої трійки УНКВД ЛО 09.10.1937).
Реабілітований: ВТ Північно-Кавказького ВО 08.08.1960.
73. Гумецький Федір Михайлович, 1896 р. н., уродж. Галичини, українець, освіта вища, службовець, проживав: м. Москва.
Колегія ОГПУ 05.09.1933, ст. 58-2, 6, 11 КК РСФСР, 10 років ВТТ. Відбував покарання: Соловки (табірний пункт Кремль, одиночна камера спецізолятора).
Розстріл: 03.11.1937 (постанова окремої трійки УНКВД ЛО 09.10.1937).
Реабілітований.
74. Гусакова Катерина Павлівна, 1905 [1904] р. н., уродж. м. Рикове (тепер Єнакієве Донецької обл.) [м. Софіївка, колишнього Херсонського повіту Херсонської губернії], єврейка, з міщан, освіта вища, закінчила Інститут народного господарства, була членом ВЛКСМ (з 1924), юристка-економістка, стажистка Наркомату праці УРСР, проживала: м. Харків.
Арешт: 24.11.1928 р. за антисовєтську діяльність, ОН при ОГПУ, 17.11.1928, 3 роки заслання у м. Курган. Втекла із заслання.
Арешт: 28.02.1932 в м. Чердинь на Уралі, засуджена 26.05.1932, 3 роки заслання в Середню Азію. З 1934 р. проживала в м. Самарканд, працювала секретаркою юридичного бюро контори Заготзерно.
Арешт: у м. Фрунзе (тепер — Бішкек) за «участь у троцькістсько-зінов'євській к/р організації». ОН при НКВД СРСР, 1935 р. — 5 років ВТТ. Відбувала покарання: ББК (3-й табпункт 9-го Кемського відділення).
Арешт: 04.06.1936. В/с ВК ВС СРСР у м. Ленінград 28.12.1936, ст. 17, 58-8, 11 КК РСФСР, 10 років в'язниці. Відбувала покарання: Соловки (табпункт Муксалма).
Розстріл: 04.11.1937 (постанова окремої трійки УНКВД ЛО 10.10.1937).
Реабілітована: прокуратурою Харківської обл. 14.10.1989 (ДАХО. Ф. Р-6452. — Оп. 5. — Спр. 752).
75. Гутман Віра Миколаївна, 1901 р. н., уродж. м. Чернігів, єврейка, з міщан, освіта вища, була членом ВКП(б), літературна працівниця, проживала: м. Москва. Вислана 1929 р. за «контрреволюційну діяльність», 1930-го повернулася із заслання.
ВК ВС СРСР 10.11.1936, 10 років в'язниці. Відбувала покарання: Соловки.
Розстріл: 04.11.1937 (постанова окремої трійки УНКВД ЛО 10.10.1937).
Реабілітована.
76. Гуцуляк Семен Юрійович, 1897 р. н., уродж. с. Долішні Станівці (нині с. Нижні Станівці Кіцманського р-ну Чернівецької обл.), українець, зі службовців, освіта вища, закінчив соціально-економічний факультет Віденського університету (1924), економіст, у минулому лейтенант австрійської армії (1915—1917), воював у Франції та Німеччині, 1919-го повернувся на Буковину. Був членом КП Буковини (1920—1925) і ЦК цієї партії, КП(б)У (1928—1934). З 1921-го у Відні, з 1925-го в Харкові, член Президії Держплану УРСР (1925—1933), директор радгоспу Свинартресту в с. Онуфріївка (Харківська обл.). Проживав у Харкові.
Арешт: 11.12.1933 (у справі «УВО»). Судтрійка при колегії ГПУ УРСР 26.02.1934, ст. 54-11 КК УРСР, 5 років ВТТ. Відбував покарання: Карлаг, Соловки (табірний пункт Кремль).
Розстріл: 03.11.1937 (постанова окремої трійки УНКВД ЛО 09.10.1937).
Реабілітований: військовою прокуратурою КВО 31.12.1964; Архангельським облсудом 10.03.1965 (Державний архів Кіровоградської області. — Спр. 7915-ФПД; РУ ФСБ РФ АО. Спр. — П-11370).
77. Демчук Петро Іванович, 1900 р. н., уродж. м. Городенка (нині Івано-Франківської обл.), українець, із селян, освіта вища, закінчив Віденський університет права (юридичний і філософський факультети, 1920—1924), аспірантуру при Інституті марксизму-ленінізму (1927). У минулому січовий стрілець (1915—1918), вступив до лав УГА, боровся проти поляків і більшовиків (1918—1919), червоний партизан, комісар загону (1920), був членом КПЗУ (з 1919), КП(б)У (1929—1933). У 1925 р. секретар консульської частини Повпредства СРСР у м. Відень (Австрія). В УРСР прибув 1925 р., закінчив аспірантуру при Українському інституті марксизму-ленінізму (1927). Юрист, філософ, керівник кафедри діамату Комуністичного інституту совєтського будівництва і права. Професор, член-кореспондент ВУАН (1932), входив до складу філософської комісії при ВУАН. Проживав: м. Харків, вул. Артема, 1, кв. 29.
Арешт: 05.05.1933 (у справі «УВО»). Судтрійка при колегії ГПУ УРСР 23.09.1933, ст. 54-11 КК УРСР, 5 років ВТТ. Відбував покарання: Соловки (табпункт Кремль), на канцелярській роботі, переведений на табпункт Муксалма, оголошував голодування.
Розстріл: 03.11.1937 (постанова окремої трійки УНКВД ЛО 09.10.1937).
Реабілітований: Архангельським облсудом 20.08.1959; ВС УРСР 13.05.1961 (ЦДАГО України. — Ф. 263. — Оп. 1. — Спр. 53517-ФП; УФСБ РФ РК. — Спр. П-9152).
78. Детюк Ростислав Федорович, 1900 р. н., уродж. х. Губаницький (нині Харківської обл.), українець, з селян, освіта н/вища, агроном. У 1919-му служив у війську Денікіна, відтак у РСЧА (1920—1923). До арешту зав. с/г дослідної станції. Жив у Чеченській АССР.
 Арешт: 31.12.1930. Колегія ОГПУ СРСР 05.01.1932, ст. (?), розстріл із заміною на 10 років ВТТ. Спецколегія Головсуду Карельської АССР 04.06.1936 — за ст. 58-7 КК додатково 2 роки ВТТ. Відбував покарання: Соловки (табпункт Анзер, командировка Філімоново), працював агрономом. За даними оперчастини табору, спілкувався з «українськими націоналістами», грав на бандурі, співав українських пісень.
Розстріл: 27.10.1937 (постанова окремої трійки УНКВД ЛО 09.10.1937).
Реабілітований: прокурором Республіки Карелія 06.11.1992.
79. Дідушок Василь Федорович, (брат-близнюк П. Ф. Дідушка-Гельмера), 1889 р. н., уродж. с. Княже (нині Золочівського р-ну Львівської обл.), українець, освіта вища юридична, капітан армії Австро-Угорщини (1914—1917), командир батальйону, потім куреня українських Січових стрільців (1918), отаман, начальник штабу Головної губернської військової комендатури Київщини, полковник Армії УНР, начальник штабу комендатури Києва і Київської фортеці, згодом начальник штабу Корпусу УСС. Був членом ВКП(б), служив у Розвідуправлінні Генштабу РСЧА. Як військовий розвідник-нелегал (1920—1932) працював у Польщі, Румунії, де був засуджений за шпигунство (1923) і провів три роки у в'язниці. Працівник нелегальної резидентури в Харбіні (Китай, 1926—1929), у Фінляндії (1929—1930), заступник резидента у Відні (Австрія, 1931—1932), резидент у Берліні (1932). Відкликаний з-за кордону 1932 р.
Колегія ОГПУ 02.09.1933, ст. 58-6 КК РСФСР — розстріл із заміною на 10 років ВТТ. Відбував покарання: Соловки.
Розстріл: 03.11.1937 (постанова окремої трійки УНКВД ЛО 09.10.1937).
Реабілітований.
80. Дідушок Володимир Федорович, (брат Василя і Петра Дідушків), 1897 р. н., уродж. Львівщини, українець, освіта вища, у минулому взводний командир армії Австро-Угорщини, чотар УГА, був членом КП(б)У, відповідальний секретар ревізійної комісії дорожнього комітету Управління Південно-Західної залізниці, проживав: м. Київ.
ОН при НКВД 29.12.1935, ст. 54-11 КК УРСР, 5 років ВТТ. Відбував покарання: Соловки.
Розстріл: 03.11.1937 (постанова окремої трійки УНКВД ЛО 09.10.1937).
Реабілітований: прокуратурою України 13.03.1989 (ЦДАГО України. — Ф. 263. — Оп. 1. — Спр. 58587-ФП).
81. Дідушок Петро Федорович, (псевдонім Гельмер, брат-близнюк В. Ф. Дідушка), 1889 р. н., уродж. с. Княже (нині Золочівського р-ну Львівської обл.), українець, освіта вища, закінчив Львівський університет (право, 1914) і Берлінський університет (1921). У минулому офіцер армії Австро-Угорщини, командир куреня УСС, потрапив у російський полон, перебував у таборі в Симбірську (нині Ульяновськ, РФ). У період Гетьманату — секретар Українського національного союзу, згодом секретар Директорії, дипломат УНР. Від 1920 р. — секретар Закордонного бюро Української соціал-демократичної робітничої партії в Берліні (Німеччина). Був членом КП(б)У, 1930-го прибув до Москви під прізвищем Гельмер, економіст, начальник іноземного відділу Головного управління Цивільного повітряного флоту СРСР (Аерофлот).
Арешт: 04.12.1934, звинувачений у приналежності до ОУН. ОН при НКВД 26.03.1935, ст. 54-8, 11 КК УРСР, 5 років ВТТ. Відбував покарання: Соловки.
Розстріл: 03.11.1937 (постанова окремої трійки УНКВД ЛО 09.10.1937).
Реабілітований: ВТ КВО 24.04.1956 (ЦДАГО України. — Ф. 263. — Оп. 1. — Спр. 36494-ФП).
82. Дорожний-Міненко Іван Дмитрович, (Дорожний — літературний псевдонім), 1897 р. н., уродж. слободи Бойківка колишньої Харківської губернії, українець, із селян, освіта вища, навчався в Академії комуністичної просвіти в Москві. У минулому комісар полку РСЧА (1920—1921), був членом ВКП(б) (1917—1935). Був директором Українського педтехнікуму в станиці Полтавській на Кубані (1924—1925); 1925—1926 — інспектор Наркомосу в м. Кзил-Орда (Казахстан), заступник голови московської філії «Гарту» (Москфільмгарт, 1926). У 1926—1929 викладач у школі, в педтехнікумі ім. Г. Сковороди в Харкові, відповідальний секретар видавництва ЦК Міжнародної організації допомоги робітникам. Згодом працював у Донбасі (1929—1931) й Харкові. Письменник, аспірант 3-го курсу Інституту червоної професури, доцент, від 1935 року — завідувач кафедри літератури й мови Вінницького педтехнікуму, проживав: м. Вінниця.
Арешт: 14(15).08.1935. ВТ КВО 22.10.1935, ст. 54-8, 11 КК УРСР — розстріл із заміною на 10 років ВТТ. Відбував покарання: Соловки.
Розстріл: 03.11.1937 (постанова Особливої трійки УНКВД ЛО 09.10.1937).
Реабілітований: ВК ВС СРСР 17.11.1959; Архангельським облсудом 28.04.1960 (ГДА СБУ. — Спр. 51249-ФП).
83. Древаль Борис Іванович, 1906 р. н., уродж. м. Веприк (нині Гадяцького р-ну Полтавської обл.), німець, освіта середня технічна, позапартійний, конструктор, проживав: м. Москва.
ОН при НКВД СРСР 16.08.1935, 5 років ВТТ. Відбував покарання: Соловки.
Розстріл: 01.11.1937 (постанова окремої трійки УНКВД ЛО 14.10.1937).
Реабілітований.
84. Дудкевич Казимир Іванович, 1908 р. н., уродж. м. Львів, українець, з селян, освіта вища, викладач філософського факультету Львівського університету. В СРСР з 1930 року. Аспірант-кінорежисер «Союзкіно», проживав: м. Москва.
Арешт: у січні 1930. Колегія ОГПУ 05.09.1933, ст. 58-2, 6, 11 КК РСФСР, 10 років позбавлення волі. Відбував покарання: Соловки, 1934 р. таємно надіслав листа нареченій (проживала на тогочасній території Польщі).
Розстріл: 03.11.1937 (постанова окремої трійки УНКВД ЛО 09.10.1937).
Реабілітований.
85. Дятлів Петро Юрійович (також Дятлов), 1883 р. н., уродж. м. Стародуб колишньої Чернігівської губернії (нині місто в Брянській обл., РФ), українець, з сім'ї ремісників-кустарів, навчався в Ніжині, згодом — у Росії (виключений з Московського університету і з Петербурзького політехнічного інституту як неблагонадійний), освіта вища, закінчив Віденський університет і Празький політехнікум. У минулому редагував нелегальний часопис «Социал-демократ» у Полтаві (1907), за що був заарештований і ув'язнений на 1 рік. Відбувши покарання, виїхав за кордон, мешкав у м. Цюрих (Швейцарія, 1909—1910), потім у Празі. Під час Першої світової війни співпрацював із Союзом визволення України. Був членом ЦК УСДРП, українських секцій КП Австрії і Німеччини, Чехо-Словаччини, КП(б)У (1926—1933), працював у диппредставництві в Берліні, Празі. З 1925 р. — в УРСР, був ученим секретарем Наркомосу, перекладачем і редактором Держвидаву України, публіцист. Професор, зав. кафедри політекономії Інституту комунального господарства, проживав: м. Харків.
Арешт: 21.03.1933 (у справі «УВО»). Судтрійка при колегії ГПУ УРСР 01.10.1933, ст. 54-11 КК УРСР, 5 років ВТТ. Відбував покарання: Свірлаг; Соловки (з лютого 1936).
Розстріл: 03.11.1937 (постанова окремої трійки УНКВД ЛО 09.10.1937).
Реабілітований: Харківським облсудом 09.05.1958; Архангельським облсудом 05.11.1959 (ГДА СБУ, Харків. — Спр. 032167).
86. Дяченко Володимир Дмитрович, 1891 р. н., уродж. м. Іркутськ (Росія), українець, із селян. Закінчив духовне училище (за ін. даними, зразкову школу при Іркутській учительській семінарії), згодом школу прапорщиків, учасник Першої світової війни, служив у війську Колчака, поручик. Перед арештом жив у м. Ойрот-Тура (нині м. Горно-Алтайськ, Республіка Алтай, РФ), працював бухгалтером Ойротського обласного управління міліції.
Арешт: 20.02.1933, у справі «білогвардійської змови». Колегія ОГПУ 05.08.1933, ст. 58-2, 11 КК РСФСР, розстріл із заміною на 10 років ВТТ. Відбував покарання: Соловки.
Розстріл: 27.10.1937 (постанова окремої трійки УНКВД ЛО 09.10.1937).
Реабілітований.
87. Емдіна Белла Ізраїлівна, 1890 р. н., уродж. м. Сміла (нині Черкаської обл.), єврейка, з родини кустаря, освіта вища, була членом ВКП(б) (1919—1935). До 1927-го жила в Харкові, потім у Києві, економістка-трудовиця проєктного бюро Наркоммісцепрому.
Арешт: 17.08.1935 в Києві (звинувачена в «троцькізмі»). Спецколегія Київського облсуду 29.10.1935, ст. 54-10 ч. 1, 54-11 КК УРСР, 3 роки ВТТ. Відбувала покарання: Соловки.
Розстріл: 02.11.1937 (постанова окремої трійки УНКВД ЛО 09.10.1937).
Реабілітована: прокуратурою Київської обл. 16.04.1992 (ГДА СБУ. — Спр. 69465-ФП).
88. Епік Григорій Данилович, 1901 р. н., уродж. с. Кам'янка колишнього Катеринославського повіту Катеринославської губернії (тепер у межах м. Дніпро), українець, з сім'ї робітників, навчався в Інституті червоної професури (1925—1929), в минулому боротьбист, був членом КП(б)У (1920—1934). Від початку 1920-х у Полтаві: інструктор політосвіти, секретар і голова повітового виконкому, секретар губкому комсомолу. Згодом — у Харкові, письменник, перекладач, публіцист, член Спілки селянських письменників «Плуг», належав до організації «Вільна академія пролетарської літератури» (ВАПЛІТЕ), головний редактор видавництва «Червоний шлях» (1924—1926) і Держвидавництва України. Проживав: м. Харків, Будинок письменників «Слово», кв. 7.
Арешт: 05.12.1934 (у справі «боротьбистської контрреволюційної організації»). В/с ВК ВС СРСР у м. Києві 27–28.03.1935, ст. 54-8, 11 КК УРСР, 10 років ВТТ. Відбував покарання: Соловки (табірний пункт Кремль).
Розстріл: 03.11.1937 (постанова окремої трійки УНКВД ЛО 09.10.1937).
Реабілітований: ВК ВС СРСР 04.08.1956 (ГДА СБУ. — Спр. 36546-ФП).
89. Ерстенюк Микола Васильович, 1892 р. н., уродж. с. Перерісль (нині Надвірнянського р-ну Івано-Франківської обл.), українець, зі службовців, освіта вища, навчався на юридичному факультеті Львівського університету, закінчив юрфак Карлового університету в Празі, правознавець. У минулому поручник армії Австро-Угорщини, від 1916, після поранення, служив у Воєнному архіві у Відні, хорунжий УГА. Був членом КП Чехо-Словаччини. Приїхав до УРСР 1924 р., особистий секретар і прокурор для доручень при наркомі юстиції УРСР та генеральному прокурорі УРСР М. Скрипнику (1925—1927), згодом — помічник вченого секретаря Наркомосу УРСР, особистий секретар наркома освіти УРСР (1927—1933). Проживав: м. Харків, вул. Садова, 14.
Арешт: 19.02.1933 (у справі «УВО»). Судтрійка при колегії ГПУ УРСР 23.09.1933, ст. 54-2, 3, 4, 6, 8, 10, 11, 13 КК УРСР, 10 років позбавлення волі. Відбував покарання: Білбалтлаг; Соловки (табірний пункт Кремль, одиночна камера спецізолятора).
Розстріл: 01.11.1937 (постанова окремої трійки УНКВД ЛО 14.10.1937).
Реабілітований: Прокуратурою України 03.08.1989; прокуратурою Архангельської обл. 08.09.1989 (ЦДАГО України. — Ф. 263. — Оп. 1. — Спр. 66851-ФП; РУ ФСБ РФ АО. — Спр. П-16700).
90. Желєзняк Порфирій Омелянович, 1897 р. н., уродж. с. Жабокрич колишнього Ольгопільського повіту на Поділлі (нині село Крижопільського р-ну Вінницької обл., за ін. даними, нині село Торків Тульчинського р-ну Вінницької обл.), українець, селянин-одноосібник. Учасник (керівник штабу) повстання в 1920—1921 роках в Україні (у протоколі трійки — «брав участь у розстрілі червоноармійців»).
Судтрійка при колегії ГПУ УРСР 13.11.1931, ст. 54-2, 11 КК УРСР, присуд — розстріл. Колегія ОГПУ 01.02.1932, ст. 59-3 КК РСФСР, розстріл із заміною на 10 років ВТТ. Відбував покарання: Соловки (табпункт Кремль), оголошував голодування.
Розстріл: 27.10.1937 (постанова окремої трійки УНКВД ЛО 09.10.1937).
Реабілітований: прокуратурою Вінницької обл. 23.11.1989 (Державний архів Вінницької області [далі — ДАВО]. — Спр. 22951-ПФ).
91. Забуранний Антон Власович, 1887 р. н., уродж. с. Уладівка (нині Літинського р-ну Вінницької обл.), росіянин (за ін. даними українець), із селян, малоосвічений, був членом ВКП(б) (1924—1927, за ін. даними — позапартійний), робітник — мідник суднобудівного заводу ім. А. О. Жданова. Проживав: м. Ленінград, вул. Плеханова, 15, кв. 16.
Арешт: 01.09.1936 (як учасник «троцькістсько-зінов'євської організації»). В/с ВК ВС СРСР у м. Ленінград 29.12.1936, ст. 17, 58-8, 11 КК РСФСР, 8 років в'язниці. Відбував покарання: Соловки.
Розстріл: 01.11.1937 (постанова окремої трійки УНКВД ЛО 14.10.1937).
Реабілітований: ВК ВС СРСР 27.02.1958.
92. Загоруйко Федір Дорофійович (він же Загоруй Федір Єрофійович), 1906 р. н., уродж. м. Дмитріївка (нині м. Макіївка Донецької обл.), українець, з робітників-кустарів, освіта вища, закінчив Інститут інженерів залізничного транспорту, був членом ВЛКСМ, інженер виробничо-технічного відділу будівництва Володарського мосту в Ленінграді. Проживав: м. Ленінград, вул. Большая Щемиловка, 2-а, корп. 7, кв. 212.
Арешт: 16.09.1936 (як учасник «троцькістсько-зінов'євської організації»). В/с ВК ВС СРСР у м. Ленінград 30.12.1936, ст. 17, 58-8, 58-11 КК РСФСР, 8 років в'язниці. Відбував покарання: Соловки.
Розстріл: 01.11.1937 (постанова окремої трійки УНКВД ЛО 14.10.1937).
Реабілітований: ВК ВС СРСР 27.06.1956.
93. Замислов Петро Кузьмич, 1886 р. н., народився у с. Лопазна Костеніцької волості Мглинського повіту Чернігівської губернії (нині село Суразького р-ну Брянської обл., РФ), росіянин, освіта вища, був членом партії есерів (1906—1907), боротьбистів, КП(б)У (1920—1932), економіст, працівник контори «Союздрук». Проживав: м. Київ.
ОН при НКВД СРСР 28(29).07.1936, ст. 54-2, 8, 10, 11 КК УРСР, 5 років ВТТ. Відбував покарання: Соловки.
Розстріл: 03.11.1937 (постанова окремої трійки УНКВД ЛО 09.10.1937).
Реабілітований. (ЦДАГО України. — Ф. 263. — Оп. 1. — Спр. 57955-ФП)
94. Запорований (Запарований) Степан (Стефан) Гаврилович, 1909 р. н., уродж. с. Верхнячка (тепер селище міського типу в Христинівському р-ні Черкаської обл.), українець, з робітників, освіта н/вища, позапартійний, студент Лінгвістичного інституту, проживав: м. Київ.
Арешт: 04.11.1932 (у груповій справі «Української революційно-демократичної спілки»). Судтрійка при колегії ГПУ УРСР 23.01.1933, ст. 54-2, 11 КК УРСР, 5 років ВТТ. Відбував покарання: Карлаг; Соловки (табпункт Кремль), працював агрономом, мав адміністративні покарання за крадіжки картоплі.
Розстріл: 03.11.1937 (постанова окремої трійки УНКВД ЛО 09.10.1937).
Реабілітований: прокуратурою України [Київської області] 04.09.1989 (ЦДАГО України. — Ф. 263. — Оп. 1. — Спр. 64622–ФП).
95. Зевін Зіновій Давидович, 1901 р. н., уродж. міст. Кам'янське Мелітопольського повіту Таврійської губернії (тепер село в Запорізькій обл.), єврей, зі службовців, освіта вища, інженер-технолог, був членом ВКП(б) (1919—1928, виключений як опозиціонер, і в 1930—1934). У минулому служив в РСЧА (1919—1924), інженер Укрдіпромезу, згодом старший інженер (інструктор) Харківського тракторного заводу, за сумісництвом з 1930-го — керівник кафедри Харківського авіаінституту. Проживав: м. Харків.
Арешт: 31.03.1929 р. за «троцькістську діяльність», ОН при колегії ОГПУ 23.04.1929, ст. 58-10 КК РСФСР, 3 роки ув'язнення (відбував покарання у Верхньоуральському політізоляторі, 30.08.1929 звільнений достроково).
Арешт: 22.12.1934. ОН при НКВД СРСР 15.10.1935, ст. 54-11 КК УРСР, 3 роки ВТТ. Відбував покарання: Соловки.
Розстріл: 02.11.1937 (постанова окремої трійки УНКВД ЛО 09.10.1937).
Реабілітований: Харківським облсудом 12.07.1963; прокуратурою Архангельської обл. 20.09.1989; прокуратурою Харківської обл. 15.10.1992 (ДАХО. — Ф. Р-6452. — Оп. 6. — Спр. 556).
96. Зеров Микола Костянтинович (Микола Зеров), 1890 р. н., уродж. м. Зіньків (нині Полтавської обл.), українець, з родини вчителя, освіта вища, закінчив історико-філологічний факультет Київського університету (1914), позапартійний. З 1917-го викладав у навчальних закладах, з 1923-го — професор Київського інституту народної освіти, фахівець з античної класики. Літературознавець, поет-неокласик, перекладач. Проживав: м. Київ, вул. Леніна, 82, кв. 7 (до арешту — м. Пушкіно Московської обл., Перша Гоголівська вул., 1, кв. 1).
Арешт: 27.04.1935, у травні переведений до Києва. Військовий трибунал КВО 07.02.1936, ст. 54-8, 11 КК УРСР, 10 років ВТТ. Відбував покарання: Соловки (табпункт Кремль).
Розстріл: 03.11.1937 (постанова окремої трійки УНКВД ЛО 09.10.1937).
Реабілітований: ВК ВС СРСР 31.03.1958 (ГДА СБУ. — Спр. 48570-ФП).
97. Іванісов Павло Сергійович, 1915 р. н., уродж. м. Катеринодар (нині Краснодар, РФ), росіянин, з робітників, неписьменний, позапартійний, без певних занять. У 1930-му був засуджений за ст. 178 ч. 3 КК УРСР до 1 року (умовно).
Арешт: 26.02.1936. Нарсуд Макіївського району 08.04.1936, ст. 170 КК УРСР (крадіжка), 6 років ВТТ. Відбував покарання: Соловки. Відмовлявся від роботи, провів півроку в штрафізоляторі, впродовж року не виходив з камери посиленого режиму, брав участь у заколоті в камері (30.08.1937).
Розстріл: 27.10.1937 (постанова окремої трійки УНКВД ЛО 09.10.1937).
Немає відомостей про реабілітацію. (РУ ФСБ РФ АО. — Спр. П-14563).
98. Іллінський Павло Васильович (також Ільїнський), 1896 р. н., уродж. м. Білгород (нині м. Бєлгород в РФ), українець, з військовослужбовців, освіта вища, служив в арміях Денікіна і Врангеля. Емігрував, закінчив юридичний факультет Празького університету (член Спілки студентів — громадян України). Повернувся в Україну, працював інженером тракторного заводу (ХТЗ). Проживав: м. Харків.
Арешт: 30.10.1933 [09.11.1933] як «член есерівської організації» і «чеський шпигун». Судова колегія ОГПУ 29.03.1934, ст. 58-4, 6, 11 [за ін. даними, і 58-7] КК РСФСР, розстріл із заміною на 10 років ВТТ. Відбував покарання: Соловки.
Розстріл: 01.11.1937 (постанова окремої трійки УНКВД ЛО 14.10.1937).
Реабілітований: прокуратурою КВО 28.11.1989 (ГДА СБУ, Харків. — Спр. 032605).
99. Ільницький Володимир Володимирович (він же Телеп'янович Йосип Іванович), 1898 р. н., уродж. с. Івашківці на Галичині, українець, із селян, освіта вища, закінчив сільгоспінститут (за ін. даними, не закінчив), у минулому унтерофіцер УГА (1916—1919), ад'ютант у РСЧА (1919—1924), позапартійний, заввідділу постачання НДІ педагогіки УРСР. Проживав: м. Харків, вул. Батуринська, 9 кв. 7.
Арешт: 13.07.1933 (у справі «УВО»). Судтрійка при колегії ГПУ УРСР 23.09.1933, ст. 54-4, 8, 11 КК УРСР, 5 років ВТТ. Відбував покарання: Карлаг; Соловки (табірний пункт Кремль).
Розстріл: 03.11.1937 (постанова окремої трійки УНКВД ЛО 09.10.1937).
Реабілітований: прокуратурою України 19.04.1989; прокуратурою Архангельської обл. 17.07.1989 (ЦДАГО України. — Ф. 263. — Оп. 1. — Спр. 61300-ФП; РУ ФСБ РФ АО. Спр. — П-14795).
100. Ірчан Мирослав Дмитрович (Баб'юк Андрій Дмитрович, Мирослав Ірчан), 1897 р. н. (у протоколі трійки — 1896), уродж. с. П'ядики (нині Коломийського р-ну Івано-Франківської обл.), українець, з селян, освіта вища, закінчив Львівську учительську семінарію, навчався в Карловому університеті (Прага), у минулому поручник австрійської армії, хорунжий УГА, був членом КПЗУ, КП Канади (з 1922 р. по 1929 р. жив у Канаді), КП(б)У, письменник-драматург, відповідальний редактор журналу «Західна Україна». Проживав: м. Харків.
Арешт: 28.12.1933 (у справі «УВО»). Судтрійка при колегії ГПУ УРСР 28.02.1934, ст. 54-6, 8, 11 КК УРСР, 10 років ВТТ. Відбував покарання: 4-те відділення ББК (Сегежа); Соловки (табпункт Кремль), брав участь у виставах табірного театру.
Розстріл: 03.11.1937 (постанова окремої трійки УНКВД ЛО 09.10.1937).
Реабілітований: ВТ КВО 03.04.1956 (ГДА СБУ, Харків. — Спр. 021515).
101. Кан Юрій Еммануїлович, 1909 р. н., уродж. м. Катеринослав (нині Дніпро), єврей, освіта середня, позапартійний, технік-нормувальник.
Колегія ОГПУ 22.06.1933, ст. 58-8, 10, 11 КК РСФСР, 10 років ВТТ. Відбував покарання: Соловки (1935 р. — командировка Нова Соснова). Трибунал при ББК НКВД 29.10.1935, ст. 58-10, 11 додатково — 10 років з поглинанням першого строку.
Розстріл: 03.11.1937 (постанова окремої трійки УНКВД ЛО 09.10.1937).
Реабілітований.
102. Карпинський Йосип Станіславович, 1888 р. н., уродж. с. Старожеби колишньої Плоцької губернії (нині в Мазовецькому воєводстві, Польща), поляк (за ін. даними — українець), з містян, освіта середня, закінчив Житомирську католицьку семінарію, позапартійний, священник з 1913 р., служив в українських парафіях, з 1921-го — настоятель Махнівського приходу Бердичівського деканату. Проживав: с. Махнівка (нині смт Комсомольське Вінницької обл.).
Арешт: 26.01.[03.02.]1930 (у груповій справі католицького духівництва в УРСР). Судтрійка при колегії ГПУ УРСР 12[11].05.1930, ст. 54-6, 10 КК УРСР, 10 років ВТТ. Відбував покарання: Ярославський політізолятор; Соловки (Савватіївський спецізолятор).
Розстріл: 03.11.1937 (постанова окремої трійки УНКВД ЛО 09.10.1937).
Реабілітований: прокуратурою ПрикВО 27.06.1989; прокуратурою Архангельської обл. 17.07.1989 (ДАЖО. — Спр. 23436-П; РУ ФСБ РФ АО. — Спр. П-14807).
103. Качанова Євгенія Львівна (також Кочанова), 1904 р. н. уродж. ст. Злинка на Стародубщині (до 1919 року Злинка входила до Новозибківського повіту Чернігівської губернії УНР [Української Держави]), нині — місто, райцентр у Брянській обл. РФ, єврейка, з робітників, освіта середня, чл. ВКП(б) (1926–1936), економістка. Завідувачка масового сектора парткому заводу «Ліфтбуд», у тресті «Експортліс», у 1936-му — пропагандистка Кіровського райкому ВКП(б), проживала: м. Ленінград, вул. Гоголя, 18, кв. 60.
Арешт: 05.10.1936 (звинувачена в «троцькізмі»). В/с ВК ВС СРСР у м. Ленінград 29.12.1936, ст. 17, 58-8, 11 КК РСФСР, 8 років тюремного ув'язнення. Відбувала покарання: ББК (ст. Медвежа Гора); Соловки.
Розстріл: 01.11.1937 (постанова окремої трійки УНКВД ЛО 14.10.1937).
Реабілітована.
104. Качанюк Михайло Адамович, 1889 р. н., уродж. с. Кути (нині Буського р-ну Львівської обл.), українець, з робітників, освіта вища юридична, закінчив Львівський (1914) і Карлів (Прага, 1920—1922) університети, доктор філософії Українського вільного університету (Прага, 1923), позапартійний. У минулому офіцер австрійської армії й УГА, від 1920 р. — у таборі для інтернованих українських вояків у Чехословаччині. Письменник, літературознавець, перекладач. Переїхав до УРСР 1924-го (Харків), член літорганізації «Західна Україна» (1926). Працівник Інституту Тараса Шевченка, від 1932–го — референт з драматургії Всеукраїнського товариства драматургів і композиторів. Проживав: м. Харків, пл. Феєрбаха, 12.
Арешт: 31.12.1932 (у справі «УВО»). Судтрійка при колегії ГПУ УРСР 23.09.1933, ст. 54-4, 11 КК УРСР, 5 років ВТТ. Відбував покарання: Карлаг; Соловки.
Розстріл: 03.11.1937 (постанова окремої трійки УНКВД ЛО 09.10.1937).
Реабілітований: прокуратурою України 19.04.1989, прокуратурою Архангельської обл. 17.07.1989 (ЦДАГО України. — Ф. 263. — Оп. 1. — Спр. 61301-ФП; РУ ФСБ РФ АО. — Спр. П-14790).
105. Кереказо Костянтин Іванович (також Керекеза, він же Юрченко Андрій Григорович), 1905 р. н., уродж. м. Київ, українець (за ін. даними — росіянин), з робітників, освіта н/середня, був членом ВКП(б) (1928—1933), машиніст, старшина ВМФ (м. Севастополь).
Арешт: 27.02.1933 за антисовєтську агітацію. Колегія ОГПУ 09.07.1933, ст. 58-11 КК РСФСР, 5 років ВТТ. У 1934-му втік і жив у Ленінграді «за підробленими документами». ОН при НКВД СРСР 20.04.1935, ст. 82 КК РСФСР, 5 років ВТТ. Відбував покарання: Соловки.
Розстріл: 02.11.1937 (постанова окремої трійки УНКВД ЛО 09.10.1937).
Реабілітований: прокуратурою м. Києва 05.07.1989; прокуратурою Архангельської обл. 17.07.1989; Кримським облсудом 25.07.1990 (ЦДАГО України. — Ф. 263. — Оп. 1. — Спр. 61766-ФП; ДААРК. — Ф. Р-4808. — Оп. 1. — Спр. 018075).
106. Кимарський Олександр Хомич, 1905 [1906] р. н., уродж. м. Алчевськ (нині Луганської обл.), росіянин, з робітників, освіта вища, був членом ВКП(б). Стажер-економіст Держторгу. Інженер з технормування Управління театрального будівництва, проживав: м. Харків.
Арешт: 31.03.1929 за «контрреволюційну троцькістську діяльність». ОН при колегії ОГПУ 23.04.1929, ст. 58-10 КК РСФСР, 3 роки в місцях ув'язнення, підвідомчих ОГПУ. ОН при колегії ОГПУ 24.05.1929 висланий до В'ятської губернії Нижньогородського краю, 23.08.1929 звільнений достроково.
Арешт вдруге. ОН НКВД СРСР 13.09.1935, ст. 54-10 ч. 1, 54-11 КК УРСР, 3 роки ВТТ. Відбував покарання: Соловки.
Розстріл: 02.11.1937 (постанова окремої трійки УНКВД ЛО 09.10.1937).
Реабілітований: Харківським облсудом 08.04.1960; за перше покарання — 17.08.1993 (ДАХО. — Ф. Р-6452. — Оп. 3. — Спр. 1089).
107. Кириленко Тарас Андрійович, 1904 р. н., уродж. с. Валегоцулівка (нині с. Долинське Ананьївського р-ну Одеської обл.), росіянин, водій у м. Одеса.
Колегія ОГПУ СРСР, 16.04.1933, ст. 59-3 КК РСФСР, розстріл із заміною на 10 років ВТТ. Відбував покарання: Соловки, брав участь у заколоті в камері, перебував 5 діб у карцері. У таборі засуджений спецколегією Головсуду АКССР 24.10.1936, ст. 154-2 ч. 1, строк збільшено на 3 роки до невідбутого строку.
Розстріл: 27.10.1937 (постанова окремої трійки УНКВД ЛО 09.10.1937).
Немає відомостей про реабілітацію.
108. Кишан Петро Васильович (за ін. даними Кишон), 1907 р. н., уродж. с. Янушівка (нині Славутського р-ну Хмельницької обл.), за ін. даними, народився в с. Іванівка, українець, освіта початкова, колгоспник, служив червоноармійцем військ НКВД у м. Тифліс (Грузія). Втік до Польщі, згодом повернувся в СРСР.
Арешт: 25.06.1931 за «шпигунство». Судтрійка при колегії ОГПУ СРСР 14.08.1932, ст. 58-6, 193-9 КК РСФСР, розстріл із заміною на 10 років ВТТ. Відбував покарання: Соловки.
Розстріл: 01.11.1937 (постанова окремої трійки УНКВД ЛО 14.10.1937).
Реабілітований: військовою прокуратурою Закавказького ВО 30.03.1990 (ДАХмО. — Спр. П-25727).
109. Кликов Григорій Миколайович, 1897 р. н., уродж. колишньої Катеринославської губернії (у документах НКВД — Горлівського р-ну, нині — Донецької обл.), українець, мав судимість 1933 р., відбував покарання на Вайгачі (нині в Ненецькому національному окрузі Архангельської обл. РФ), брав участь у збройній втечі з командировки Білий мис (експедиція УСЛОНу ОГПУ).
Управління Ленінградської експедиції ОГПУ 11.06.1934 — розстріл із заміною на 10 років ВТТ. Відбував покарання: Соловки («весь час перебував у штрафізоляторі»).
Розстріл: 27.10.1937 (постанова окремої трійки УНКВД ЛО 09.10.1937).
Немає відомостей про реабілітацію.
110. Клименко Володимир Миколайович, 1899 р. н., уродж. с. Війтівці (нині с. Мостове Андрушівського р-ну Житомирської обл.), українець, із селян, освіта початкова, позапартійний. У минулому служив у Білій армії (є дані, що служив у війську УНР). Хлібороб-одноосібник.
Арешт: 01.07.1931 як «члена керівної п'ятірки Попільнянсько-Фастівської контрреволюційної повстанської організації» [звинувачений у причетності до «СВУ»]. Судтрійка при колегії ГПУ УРСР 01.11.1931, ст. 54-10, 11 КК УРСР, розстріл; судова колегія ОГПУ СРСР 13.06.[02]1932, розстріл замінено за ст. 58-2, 11 КК РСФСР, 10 років ВТТ. Відбував покарання: Соловки.
Розстріл: 27.10.1937 (постанова окремої трійки УНКВД ЛО 09.10.1937).
Реабілітований: [1960]; Житомирським облсудом 25.11.1966 (ДАЖО. — Спр. 11298-П).
111. Клосс Михайло Миколайович, 1905 р. н., уродж. с. Молотів (нині в Жидачівському р-ні Львівської обл.), українець, освіта середня, був членом КП Німеччини (нелегально перейшов з Польщі до Німеччини, звідки прибув до СРСР). Прядильник фабрики «Червона нитка». Проживав: м. Харків.
Судтрійка при колегії ГПУ УРСР 25.05.1934, ст. 54-6, 11 КК УРСР, 10 років ВТТ. Відбував покарання: Соловки (командировка Нова Соснова), звинувачений у «контрреволюційній діяльності, спрямованій на зрив трудової політики табору».
Розстріл: 01.11.1937 (постанова окремої трійки УНКВД ЛО 14.10.1937).
Реабілітований: прокуратурою КВО 17.04.1989; прокуратурою Архангельської обл. 08.09.1989 (ЦДАГО України. — Ф. 263. — Оп. 1. — Спр. 62098-ФП).
112. Клюк Альфред (Альфред-Карл) Робертович, 1895 р. н., уродж. м. Дунаївці (нині Хмельницької обл.), німець, з міщан, закінчив гімназію в Кам'янці-Подільському, освіта вища, лютеранин, службовець, проживав: м. Москва.
Арешт: за «підготовку диверсійних актів на підприємствах оборонного значення». ВК ВС СРСР 21.08.1935, 10 років в'язниці. Відбував покарання: Соловки, працював у йодпромі.
Розстріл: 01.11.1937 (постанова окремої трійки УНКВД ЛО 14.10.1937).
Реабілітований.
113. Клюковський Рафаїл Петрович, 1893 р. н., уродж. колишньої Київської губернії (нинішнього Ємільчинського р-ну Житомирської обл.), українець, позапартійний, селянин. Під час розкуркулення втік на територію Польщі, згодом повернувся й допоміг втекти дружині та деяким іншим селянам.
Арешт: 09.01.1932. Судтрійка при колегії ОГПУ СРСР, ст. 54-6, 80 КК УРСР, розстріл; 07.03.1932, засідання (судове) колегії ОГПУ СРСР, ст. 58-6 (шпигунство) КК РСФСР, розстріл із заміною на 10 років ВТТ. Відбував покарання: Соловки.
Розстріл: 01.11.1937 (постанова окремої трійки УНКВД ЛО 14.10.1937).
Архівну справу переглядала 1998 року прокуратура Житомирської обл., не реабілітований (ГДА СБУ, Житомир. — Спр. 29182–ОФ).
114. Клягіна Ольга Іллівна, 1902 р. н., уродж. м. Алупка (нині в АР Крим), росіянка, освіта вища, позапартійна, проживала в Польщі, звідки прибула в СРСР, службовиця.
Арешт: у 1930 р. Колегія ОГПУ 02.11.1931, ст. 58-6 КК РСФСР, 10 років ВТТ. Відбувала покарання: Соловки (табпункт Анзер), не раз оголошувала голодування.
Розстріл: 01.11.1937 (постанова окремої трійки УНКВД ЛО 14.10.1937).
Реабілітована.
115. Книшик Олексій Михайлович (варіант прізвища — Книшек), 1896 р. н., уродж. с. Міженець (нині Старосамбірського р-ну Львівської обл.), українець, з робітників, освіта початкова, швець. У минулому служив в австрійській армії (1914—1918), був членом ВКП(б). Служив у київській міліції наглядачем (1925—1930), помічник начальника охорони кооперативів при промисловій міліції (1930—1932). Проживав: м. Київ, вул. Басейна, 5-б.
Арешт: 30.11.1932 (у справі «УВО»). Судтрійка при колегії ГПУ УРСР 23.09.1933, ст. 54-4, 6 КК УРСР, 10 років ВТТ. Відбував покарання: 4-те відділення Білбалтлагу; Соловки.
Розстріл: 03.11.1937 (постанова окремої трійки УНКВД ЛО 09.10.1937).
Реабілітований: прокуратурою КВО 14.06.1989; прокуратурою Архангельської обл. 17.07.1989 (ЦДАГО України. — Ф. 263. — Оп. 1. — Спр. 60580-ФП; РУ ФСБ РФ АО. Спр. — П-12990).
116. Ковальський Йосип Антонович (варіант імені — Юзеф), 1898 р. н., уродж. с. Велика Новоселиця (нині с. Новоселиця Полонського р-ну Хмельницької обл.), за ін. даними — уродж. м. Полонне колишньої Волинської губернії, поляк, із селян, освіта вища, закінчив фізико-математичний факультет Київського інституту народної освіти (1921—1925) і підпільну духовну семінарію в Києві, позапартійний. Вчителював у м. Полонне (1918—1921), викладав у меліоративному технікумі в Києві (1925—1926). З 1928 р. римо-католицький священник (таємно висвячений у Ленінграді), служив у м. Фастів (Київська обл.).
Арешт: 29.05.1929 (за ін. даними — в червні 1929) у м. Фастів (у груповій справі католицького духівництва). Судтрійка при колегії ГПУ УРСР 12.05.1930, ст. 54-4, 10 КК УРСР, 10 років ув'язнення. Відбував покарання: Ярославський політізолятор; Соловки (Савватіївський спецізолятор).
Розстріл: 03.11.1937 (постанова окремої трійки УНКВД ЛО 09.10.1937).
Реабілітований: прокуратурою Київської обл. 10.05.1989; прокуратурою Архангельської обл. 17.07.1989 (ЦДАГО України. — Ф. 263. — Оп. 1. — Спр. 61486-ФП; РУ ФСБ РФ АО. — Спр. П-15669).
117. Ковальчук Григорій Іванович, 1892 р. н., уродж. с. Дідовичі (нині в Новоград-Волинському р-ні Житомирської обл.), українець, агроном-зоотехнік райколгоспферми. Проживав: м. Сміла (нині Черкаська область).
Судтрійка при колегії ГПУ УРСР 11.05.1933, ст. 54-10, 11 КК УРСР, присуд — розстріл. Колегія ОГПУ 28.07.1933, 10 років ВТТ. Відбував покарання: Соловки (табпункт Кремль).
Розстріл: 03.11.1937 (постанова окремої трійки УНКВД ЛО 09.10.1937).
Реабілітований: прокуратурою Хмельницької обл. 11.08.1990 (ДАХмО. — Спр. П-25891).
118. Ковальчук Кирило Іванович, 1913 р. н., уродж. с. Валіївка (нині Білопільського р-ну Сумської обл.), українець, освіта середня, був членом ВЛКСМ, курсант школи ВЦВК (у лютому 1935 р. був призначений у наряд з охорони Кремлівського палацу, де проходив 2–й з'їзд колгоспників-ударників). Проживав: м. Москва.
Арешт: за «підготовку терористичного акту». ОН при НКВД СРСР 11.06.1935, 5 років ув'язнення. Відбував покарання: Соловки.
Розстріл: 03.11.1937 (постанова окремої трійки УНКВД ЛО 09.10.1937).
Реабілітований.
119. Ковальчук Яків Охрімович (варіант — Єфремович), 1889 р. н., уродж. с. Городниця (нині в Немирівському р-ні Вінницької обл.), українець, освіта вища, позапартійний. У минулому служив у війську УНР, заарештований і ув'язнений у м. Брацлав (нині смт Брацлав Немирівського р-ну Вінницької обл.), звідки втік і 1921 р. заарештований особливим відділом 34-ї Самаркандської стрілецької дивізії як підозрюваний у «петлюрівщині». Після реабілітації залишився слідчим при цьому відділі до червня; перейшов до особливого відділу 8-ї Червоної козачої дивізії, заарештований знову в грудні. Після звільнення працював (1922—1924) у київських часописах, переїхав до Харкова на посаду керуючого справами у «Плузі». Журналіст, письменник. Проживав: м. Харків, пров. Лопанський, 4, кв. 2.
Арешт: 16.12.1933. Судтрійка при колегії ГПУ УРСР 26.02.1934, ст. 54-8, 11 КК УРСР, 10 років ВТТ. Відбував покарання: Соловки.
Розстріл: 03.11.1937 (постанова окремої трійки УНКВД ЛО 09.10.1937).
Реабілітований: (?) 31.03.1965; ВС УРСР 14.05.1965 (ГДА СБУ, Харків. — Спр. 023019).
120. Ков'яр Леонід Маркович, 1908 р. н., уродж. м. Одеса, єврей, позапартійний, службовець, проживав: м. Ленінград.
Арешт: як «активного члена контрреволюційної терористичної організації». Колегія ОГПУ 10.05.1933, розстріл із заміною на 10 років ВТТ. Відбував покарання: Соловки.
Розстріл: 02.11.1937 (постанова окремої трійки УНКВД ЛО 09.10.1937).
Реабілітований.
121. Коган Лев Мойсейович, 1905 р. н., уродж. м. Одеса, єврей, освіта вища, був членом ВКП(б), директор утилькомбінату, голова райради ТСОАВІАХІМу. Проживав: м. Одеса, вул. Пушкінська, 53, кв. 2.
Арешт: 31.01.1935 за «контрреволюційну троцькістську діяльність». ОН при НКВС СРСР 02.12.1935, ст. 54-10 КК УРСР, 3 роки ВТТ. Відбував покарання: Свірлаг; Соловки.
Розстріл: 02.11.1937 (постанова окремої трійки УНКВД ЛО 09.10.1937).
Реабілітований: прокуратурою Одеської обл. 04.11.1989 (ГДА СБУ, Одеса. — Спр. 21123-П).
122. Коган Яків Аронович, 1900 р. н., уродж. м. Київ, єврей, освіта середня, позапартійний, заступник директора взуттєвої контори Ленпромторгу (раніше керівник групи заготівель експортної сировини). Проживав: м. Ленінград, наб. р. Карпівки, 19, кв. 15.
Арешт: 25.04.1936 (звинувачений у «к/р троцькістській діяльності»). ОН при НКВД СРСР 25.10.1936, за «контрреволюційну троцькістську діяльність» 5 років ВТТ. Відбував покарання: Соловки (табпункт Анзер).
Розстріл: 02.11.1937 (постанова окремої трійки УНКВД ЛО 09.10.1937).
Реабілітований: Ленміськсудом 14.12.1956.
123. Козловський Борис Григорович, 1887 р. н., уродж. м. Миколаїв, українець, з робітників, освіта початкова, був членом ВКП(б) (1904—1936), завідувач масової роботи Будинку техніки водного транспорту (директор Музею водного транспорту). Проживав: м. Ленінград, вул. Герцена, 55, кв. 15.
Арешт: 14.06.1936. В/с ВК ВС СРСР у м. Ленінграді 23.12.1936, ст. 17, 58-8, 11 КК РСФСР, 10 років в'язниці. Відбував покарання: Соловки.
Розстріл: 04.11.1937 (постанова окремої трійки УНКВД ЛО 10.10.1937).
Реабілітований: ВК ВС СРСР 11.08.1956.
124. Козоріз (Козоріс) Михайло Кирилович (варіант — Кірович), 1882 р. н. (у протоколі трійки 1880 — помилка), уродж. м. Калуш (нині Івано-Франківської обл.), українець, з міщан, освіта вища, закінчив юридичний факультет Львівського університету (1912). За царату був висланий до Сибіру (1914—1917), згодом — секретар Вінницької губернської земельної управи, вчитель гімназії, за Гетьманату — арештований. Відтак повітовий комісар ЗУНР у Делятині, Косові (1919), вояк УГА, був членом ВКП(б) (1920—1933). Служив у державних установах УРСР: зав. профшколи на Уманщині, слідчий, секретар окружного суду в Києві, у 1927—1930 роках — секретар уповноваженого Укрголовнауки Наркомосу УРСР, закінчив аспірантуру при Українському науковому інституті книгознавства. З 1930-го — в системі ВУАН. Письменник, діяч літоб'єднання «Західна Україна» (з 1925). Проживав: м. Київ.
Арешт: 14.[05.]02.1933 (у справі «УВО»). Судтрійка при колегії ГПУ УРСР 01.10.1933, ст. 54-11 КК УРСР, 5 років ВТТ. Відбував покарання: Карлаг; Соловки (табпункт Кремль).
Розстріл: 03.11.1937 (постанова окремої трійки УНКВД ЛО 09.10.1937).
Реабілітований: ВТ КВО 10.02.1959 (ЦДАГО України. — Ф. 263. — Оп. 1. — Спр. 49757-ФП).
125. Коник Климентій Йосипович (варіант імені — Клим), 1888 р. н., уродж. м. Сянік на Лемківщині (нині м. Сянок Підкарпатського воєводства, Польща), українець, син судового чиновника, освіта вища, навчався на юридичному відділі Львівського університету, в офіцерській школі в Еґендорфі (1913), закінчив правничий факультет Віденського університету (1914), у минулому офіцер австрійської армії, УГА, РСЧА (слідчий окремого відділу дивізії), був членом КП(б)У (1920—1933), служив у системі освіти, ректор Житомирського інституту народної освіти (1925—1928) і Одеського інституту народного господарства (1928—1929), працював у Наркомосі УРСР, заступник завідувача відділу Головнауки, згодом керівник групи планування науки при Держплані УРСР. Проживав: м. Харків, вул. К. Лібкнехта, 65, кв. 6.
Арешт: 05.[04.]05.1933 (у справі «УВО»). Судтрійка при колегії ГПУ УРСР 23.09.1933, ст. 54-11, 6, 7 КК УРСР, 5 років ВТТ. Відбував покарання: Соловки.
Розстріл: 03.11.1937 (постанова окремої трійки УНКВД ЛО 09.10.1937).
Реабілітований: 1956 р. (ЦДАГО України. — Ф. 263. — Оп. 1. — Спр. 52281-ФП).
126. Корбутяк Василь Юлійович (Юрійович), 1883 р. н., уродж. с. Балинці (нині село Снятинського р-ну Івано-Франківської обл.), українець, із селян, освіта початкова, у минулому заробітчанин у Канаді й США, був членом Української федерації Соціалістичної партії США (1916), КПЗУ (1923—1925, з 1925 р. — член її ЦК), ВКП(б). Повернувся на батьківщину 1920 р., організатор виступу селян у містечку Заболотів (нині смт Заболотів Снятинського р-ну). Зазнав гонінь польської влади й 1930 р. виїхав до УРСР. Був директором Чугуївського ощадбанку (Харківська обл.), завідувачем Граківської агрохімічної [агротехнічної] бази НДІ хімії. Проживав: [ст. Гракове Південної залізниці], м. Чугуїв Харківської обл.
Арешт: 17.06.1933 у справі «УВО». Судтрійка при колегії ГПУ УРСР 10.11.1933, ст. 54-11 КК УРСР, 5 років ВТТ. Відбував покарання: Соловки.
Розстріл: 03.11.1937 (постанова окремої трійки УНКВД ЛО 09.10.1937).
Реабілітований: ВТ КВО 18.02.1959 (ДАХО. — Ф. Р-6452. — Оп. 4. — Спр. 1416).
127. Коренківський Павло Лук'янович (варіанти — Кореньківський, Лукич), 1900 р. н., уродж. с. Сороцьке (нині Теребовлянського р-ну Тернопільської обл.), українець, із селян, освіта вища, закінчив Харківський медінститут (1928), у минулому служив в австрійській армії (1918), УГА й РСЧА (1918—1920), був членом КП(б)У (1926[28]—1933), асистент (реєстратор) у Медінституті (1928—1933). Проживав: м. Харків.
Арешт: 17.06.1933 (у справі «УВО»). Судтрійка при колегії ГПУ УРСР 23.09.1933, ст. 54-4, 8, 11 КК України, 5 років ВТТ. Відбував покарання: Карлаг; Соловки.
Розстріл: 03.11.1937 (постанова окремої трійки УНКВД ЛО 09.10.1937).
Реабілітований: прокуратурою Архангельської обл. 17.07.1989; прокуратурою Харківської обл. 18.10.1989 (ДАХО. — Ф. Р-6452. — Оп. 5. — Спр. 921; РУ ФСБ РФ АО. Спр. — П-15385).
128. Корзун Ілля Тихонович, 1906 р. н., уродж. с. Федорівка (нині в Новоград-Волинському р-ні Житомирської обл.), українець, із селян, освіта середня, селянин-одноосібник, працював на Дніпробуді. Проживав у с. Федорівка. Намагався перейти кордон з Польщею.
Арешт: 07.08.1931. Судтрійка при колегії ГПУ УРСР 30.10.1931, ст. 54-2, 11 КК УРСР, присуд — розстріл. Судова колегія ОГПУ 07.03.1932, розстріл замінено за ст. 58-2, 11 КК РСФСР, 10 років ВТТ. Відбував покарання: Соловки.
Розстріл: 03.11.1937 (постанова окремої трійки УНКВД ЛО 09.10.1937).
Реабілітований: [1963 і 1992]; Житомирським облсудом 02.10.1989 (ДАЖО. — Спр. 29378-П).
129. Короткий-Борозе Михайло Йосипович, 1897 р. н., уродж. м. Одеса, єврей, з міщан, освіта вища, був членом ВКП(б) (1922—1933), інженер-механік. На початку 1920-х служив у губернській і Всеукраїнській ЧК. Був директором Криворізького заводу гірничорудного машинобудування, перед арештом — начальник механічного цеху верстатобудівного заводу (м. Єгор'євськ Московської обл.), проживав: м. Москва, вул. Пушечна, 17, кв. 26.
Арешт: 31.10.1935. ВК ВС СРСР 11.11.1936, ст. 17, 58-8, 58-11 КК РСФСР, 10 років в'язниці. Відбував покарання: Соловки.
Розстріл: 04.11.1937 (постанова окремої трійки УНКВД ЛО 10.10.1937).
Реабілітований: прокуратурою Архангельської обл. 14.07.1989.
130. Корсовецький Ілля Олександрович, 1907 р. н., уродж. с. Голово-Русава (нині північна частина с. Олександрівка Томашпільського р-ну Вінницької обл.), українець, із селян (з сім'ї дячка), освіта середня, сільський вчитель. Проживав у с. М'якохід (нині Бершадського р-ну Вінницької обл.).
Арешт: 21.05.1933. Судтрійка при колегії ГПУ УРСР 27.10.1933, ст. 54-11 КК УРСР, 5 років ВТТ. Відбував покарання: Соловки (табпункт Кремль).
Розстріл: 03.11.1937 (постанова окремої трійки УНКВД ЛО 09.10.1937).
Реабілітований: прокуратурою Вінницької обл. 20.12.1989 (ДАВО. — Спр. 25387-ПФ).
131. Косар-Заячківський Мирон Титович (Косар — партійний псевдонім), 1897 р. н., уродж. с. Довге (Галичина), за ін. даними — м. Коломия (нині Івано-Франківської обл.), з сім'ї службовця, українець, освіта н/вища, навчався на медичному факультеті Львівського університету (1917—1918), у минулому санітарний унтерофіцер австрійської армії, потрапив до російського полону, згодом — полковий лікар в УГА (1918—1919), військовий лікар галицького полку 45-ї дивізії Червоної армії (1920), був членом КП(б)У. З 1922-го — на педагогічній і партійній роботі в УРСР, партпрацівник на Черкащині, з 1926-го — зав. відділу агітації ЦК КП(б)У в Харкові, підпільник на Західній Україні (1928—1933), був секретарем, членом політбюро ЦК КПЗУ, кандидат у члени ЦК КП Польщі (з 1932). Редактор журналу «Наша правда». Відкликаний до Харкова 1933 р.
Арешт: 1934 р. (у справі «УВО»). Судтрійка при колегії ГПУ УРСР 29.05.1934, ст. 54-6, 11 КК УРСР, 10 років ВТТ. Відбував покарання: Соловки (табпункт Кремль).
Розстріл: 03.11.1937 (постанова окремої трійки УНКВД ЛО 09.10.1937).
Реабілітований: ВС СРСР 04.04.1956 (ЦДАГО України. — Ф. 263. — Оп. 1. — Спр. 38869-ФП).
132. Костецький Владислав Казимирович, 1907 р. н., уродж. м. Краків (Польща), поляк, був членом КП Польщі, секретарем Петроківського комітету в Польщі, прибув до СРСР 1932 р., службовець.
Колегія ОГПУ 22.08.1933, розстріл із заміною на 10 років ВТТ. Відбував покарання: Соловки, відмовлявся від роботи.
Розстріл: 01.11.1937 (постанова окремої трійки УНКВД ЛО 14.10.1937).
Реабілітований.
133. Костецький Петро Аркадійович, 1901 р. н., уродж. м. Корсунь (нині Черкаської обл.), за ін. даними — уродж. м. Харків, єврей, освіта вища, був членом КП(б)У (1919—1923), доцент Харківського фінансово-економічного інституту. Проживав: м. Харків.
Арешт: жовтень 1934 р. (у справі «контрреволюційної троцькістської організації на Україні»). ОН при НКВД СРСР 01.04.1935, ст. 54-10, 11 КК УРСР, 5 років ув'язнення. Відбував покарання: Соловки, не раз оголошував голодування.
Розстріл: 02.11.1937 (постанова окремої трійки УНКВД ЛО 09.10.1937).
Реабілітований. (ЦДАГО України. — Ф. 263. — Оп. 1. — Спр. 43185-ФП).
134. Котляревський Григорій Порфирович, 1887 р. н., уродж. Харківщини (можливо, с. Колодківка — нині Валківського р-ну Харківської обл.), українець, із сім'ї священника, освіта вища, педагог, у минулому служив у білій армії, був членом РСДРП, ВКП(б). Активіст товариства «Просвіта» з 1917 року в м. Слов'янськ (нині Донецької обл.). Заступник начальника Політвідділу Чорноморського флоту. Проживав у Криму.
Арешт: 07.03.1933 як «організатора й керівника контрреволюційної групи» в Криму. Колегія ОГПУ 11.04.1934, ст. 58-8, 10, 11 та ст. 121 КК РСФСР, розстріл із заміною на 10 років ВТТ. Відбував покарання: Соловки, завідувач бібліотеки.
Розстріл: 03.11.1937 (постанова окремої трійки УНКВД ЛО 09.10.1937).
Реабілітований: Прокуратурою АР Крим.
135. Кошкарев Микола Павлович (він же Кошкань Макар Павлович), 1900 р. н., уродж. Подільської губернії (нині Іллінецький р-н Вінницької обл.), українець, із селян, освіта н/вища, був членом ВКП(б).
Арешт: 1927 р. за «причетність до бандитизму». Засуджений на 3 роки позбавлення волі (1927). Вирок ВТ Московського ВО 15.05.1935 — розстріл («к/р терористична діяльність»). Судова надзірна колегія ВС СРСР замінила розстріл на 10 років ув'язнення. Відбував покарання: Соловки.
Розстріл: 03.11.1937 (постанова окремої трійки УНКВД ЛО 09.10.1937).
Відомостей про реабілітацію немає.
136. Кремзер Генріх Генріхович, 1895 р. н., уродж. (Баранівка?) колишнього Бахмутського повіту (нині Бахмутський р-н Донецької обл.), німець, освіта початкова, позапартійний, товарознавець заводу ім. Жовтневої революції (працівник патронного заводу). Проживав: м. Луганськ.
Трійка при колегії ГПУ УРСР 13.03.[01.01.]1932, розстріл із заміною на 10 років ВТТ. Відбував покарання: Соловки.
Розстріл: 01.11.1937 (постанова окремої трійки УНКВД ЛО 14.10.1937).
Реабілітований: 1990.
137. Кривенко-Матиєнко Петро Михайлович (варіант прізвища — Кривенко-Матієнко), 1891 р. н., уродж. м. Луцьк, українець, із селян, освіта вища, у минулому служив у царському війську (1914—1917), згодом офіцер армії УНР, був членом КП(б)У (у 1923—1925 — член КПЗУ). Публіцист, працював політредактором Головліту, літредактором у видавництві «ЛіМ», від 1927 р. — директор видавництва «Західна Україна». Проживав: м. Харків, вул. Дарвіна, 10.
Арешт: 07.12.1933 у справі «УВО». Судтрійка при колегії ГПУ УРСР 23.12.1933 [26.02.1934], ст. 54-11 КК УРСР, 10 років ВТТ. Відбував покарання: Бамлаг; Соловки, (табпункт Кремль).
Розстріл: 03.11.1937 (постанова окремої трійки УНКВД ЛО 09.10.1937).
Реабілітований: прокуратурою Архангельської обл. 17.07.1989; прокуратурою Харківської обл. 20.10.1989; [1990] (ДАХО. — Ф. Р-6452. — Оп. 5. — Спр. 1023; РУ ФСБ РФ АО. — Спр. П-15386).
138. Крушельницький Антін Володиславович, 1878 р. н., уродж. м. Ланьцут (нині місто Підкарпатського воєводства, Польща), українець, зі службовців, освіта вища, закінчив філософський факультет Львівського університету (1901), був членом Українсько-Руської радикальної партії, у минулому педагог, бургомістр м. Городенка (1915), член Української національної ради ЗУНР (1918), міністр освіти УНР (за часів Директорії). Після 1919 р. жив у Відні, згодом повернувся до Львова, редагував журнали, зазнав гонінь польської влади (ув'язнення, заборона видавничих проєктів). Переїхав із сім'єю в УРСР (1934), літератор, працівник «Української совєтської енциклопедії», проживав: м. Харків (будинок «Слово»).
Арешт: 05(06).11.1934 (у справі «Об'єднання українських націоналістів»). В/с ВК ВС СРСР у м. Києві 28.03.1935, ст. 54-8, 11 КК УРСР, 10 років ВТТ. Відбував покарання: Соловки (політізолятор Кремля, табпункт Муксалма), оголошував голодування.
Розстріл: 03.11.1937 (постанова окремої трійки УНКВД ЛО 09.10.1937). (Його дружина Марія, сини Іван і Тарас розстріляні в м. Київ у грудні 1934 р.; сини Богдан і Остап розстріляні разом з ним, донька Володимира етапована із Соловків і розстріляна в Ленінградській обл. (08[09].12.1937).
Реабілітований: ВК ВС СРСР 19.10.1957; Архангельським облсудом 03.12.1957 (ГДА СБУ. — Спр. 44987-ФП; УФСБ РФ РК. Спр. — П-5186).
139. Крушельницький Богдан Антонович, 1906 (за ін. даними 1907) р. н., уродж. м. Станіслав (нині Івано-Франківськ; за ін. даними наводився в м. Коломия, нині Івано-Франківської обл.), українець, освіта вища, навчався в Українському вільному університеті, Українській господарській академії в Подєбрадах (Чехо-Словаччина, нині Чехія) та Карловому університеті в Празі, економіст. У 1929-му повернувся до Львова, у травні 1934-го разом з родиною Крушельницьких переїхав до Харкова, вчитель 1-ї середньої школи в с. Вільшани на Харківщині й викладач райколгоспшколи. Проживав: м. Харків.
Арешт: 05.11.1934 у Вільшанах (у справі «Об'єднання українських націоналістів»). ОН при НКВД СРСР 26.03.1935, ст. 54-8 КК УРСР, 5 років ВТТ. Відбував покарання: Соловки (політізолятор Кремля, табпункт Анзер).
Розстріл: 03.11.1937 (постанова окремої трійки УНКВД ЛО 09.10.1937).
Реабілітований: Харківським облсудом 19.12.1958 (ДАХО. — Ф. Р-6452. — Оп. 2. — Спр. 2808).
140. Крушельницький Остап Антонович, 1913 р. н., уродж. м. Городенка (нині в Івано-Франківській обл.), українець, освіта вища, позапартійний. В УРСР з травня 1934-го, викладач німецької мови в Інституті променергетики. Проживав: м. Харків.
Арешт: 14.12.1934 (у справі «Об'єднання українських націоналістів»). ОН при НКВД СРСР 10.04.1935, ст. 54-8 КК УРСР, 5 років ВТТ. Відбував покарання: Соловки (політізолятор Кремля, табпункт Анзер).
Розстріл: 03.11.1937 (постанова окремої трійки УНКВД ЛО 09.10.1937).
Реабілітований: Харківським облсудом 19.12.1958; прокуратурою Харківської обл. 21.09.1989 (ДАХО. — Ф. Р-6452. — Оп. 6. — Спр. 46).
141. Кубрак Йосип Микитович, 1899 р. н., уродж. с. Кукільники (нині Галицького р-ну Івано-Франківської обл.), українець, із селян [з ремісників], освіта н/середня, у минулому вояк австрійської армії й УНР (1915—1918), перебував у російському полоні, був членом УПСР (1917—1918) і УПСР (боротьбистів, 1918—1920), УКП, потім КП(б)У, працював у партійних органах (1918—1921), був робітником, згодом — завклубу політемігрантів у Харкові (1926—1928), помічник технічного керівника у видавництві УРЕ. Проживав: м. Харків.
Арешт: 09[08].03.1934 у справі «УВО». Судтрійка при колегії ГПУ УРСР 25.05.1934, ст. 54-11 КК УРСР, 10 років ВТТ. Відбував покарання: Соловки (табірний пункт Кремль).
Розстріл: 03.11.1937 (постанова окремої трійки УНКВД ЛО 09.10.1937).
Реабілітований: Архангельським облсудом 09.12.1964; ВС УРСР 23.01.1965 (ДАХО. — Ф. Р-6452. — Оп. 4. — Спр. 1847; РУ ФСБ РФ АО. Спр. — П-10969).
142. Кузняк Микола Григорович, 1895 р. н., уродж. с. Добрівляни (нині Заліщицького р-ну Тернопільської обл.), українець, з селян, освіта вища, навчався у Львівському й Віденському університетах (1913—1917), у минулому офіцер УГА. Від 1919 р. — в таборі для інтернованих вояків у Чехо-Словаччині. Після звільнення переїхав до Австрії (1923), потім до УРСР (1925), був членом КП Австрії, КП(б)У (1925—1933). Викладав у навчальних закладах у Києві, згодом працював науковим співробітником і директором бібліотеки Українського інституту марксизму-ленінізму, проживав у м. Харків (вул. Кооперативна, 3, кв. 13). Директор і професор Інституту педосвіти в м. Маріуполь (нині Донецької обл.).
Арешт: 29(30).01.1933 (у справі «УВО»). Судрійка при колегії ГПУ УРСР 23.09.1933, ст. 54-11 КК УРСР, 5 років ВТТ. Відбував покарання: Карлаг; Соловки (табпункт Кремль).
Розстріл: 03.11.1937 (постанова окремої трійки УНКВД ЛО 09.10.1937).
Реабілітований: прокуратурою Донецької обл. 15.12.1989; прокуратурою Архангельської обл. 17.07.1989 (ГДА СБУ, Донецьк. — Спр. 31135-ПФ; РУ ФСБ РФ АО. — Спр. П-12930).
143. Кузьменко Тимофій Тарасович, 1899 р. н., уродж. с. Лютенські Будища (нині в Зіньківському р-ні Полтавської обл.), українець, із селян, освіта вища, закінчив Інститут марксизму (1926—1929), викладач історії, був членом ВКП(б) (1919—1933), служив у РСЧА, прикордонних військах ГПУ, політпрацівник (1921—1925). Завсектору пропаганди ЦК КП(б)У (1929—1930), завкафедри історії, професор Комуністичного університету ім. Артема (1930—1933) та Інституту червоної професури (1932—1933); співробітник ВУАМЛІНу. Проживав: м. Харків, вул. Басейна, 35, кв. 4.
Арешт: 05[06].12.1933 у справі «УВО». Судтрійка при колегії ГПУ УРСР 24.02.1934, ст. 54-10 КК УРСР, 10 років ВТТ. Відбував покарання: Свірлаг; Соловки (табпункт Кремль).
Розстріл: 03.11.1937 (постанова окремої трійки УНКВД ЛО 09.10.1937).
Реабілітований: прокуратурою Архангельської обл. 17.07.1989; прокуратурою Харківської обл. 20.10.1989 (ДАХО. — Ф. Р-6452. — Оп. 6. — Спр. 216; РУ ФСБ РФ АО. — Спр. П-15387).
144. Куліш Микола Гурович (Микола Куліш), 1892 р. н., уродж. с. Чаплинка (нині смт Чаплинка в Херсонській обл.), українець, із селян, освіта середня, закінчив Одеську школу прапорщиків, у минулому офіцер царського війська, РСЧА, був членом КП(б)У (1919—1934). Як освітянин працював ув Олешках, Одесі. З 1925-го в Харкові, письменник-драматург, належав до організації ВАПЛІТЕ. Проживав: м. Харків, будинок письменників «Слово», кв. 33.
Арешт: 08[07].12.1934 (у справі «Боротьбистської контрреволюційної організації»). В/с ВК ВС СРСР у м. Київ 27–28.03.1935, ст. 54-8, 11 КК УРСР, 10 років ВТТ. Відбував покарання: Соловки.
Розстріл: 03.11.1937 (постанова окремої трійки УНКВД ЛО 09.10.1937).
Реабілітований: ВК ВС СРСР 04.04.1956 (ГДА СБУ. — Спр. 36546-ФП).
145. Курбас Олександр Степанович (Лесь Курбас, справжнє прізвище Янович), 1887 р. н., уродж. м. Самбір (нині Львівської обл.), українець, із сім'ї актора, освіта вища, навчався на філософському факультеті Віденського (1907—1908, 1911) і Львівського (1908—1910) університетів, у театральній школі, був членом УСДП (1903—1910). Керівник «Молодого театру» (1917—1922, м. Київ). Організатор і керівник театру «Березіль» (до 05.10.1933). Режисер, актор, педагог, народний артист УРСР (1925). Проживав: м. Харків, будинок письменників «Слово», кв. 64. З грудня 1933 р. режисер, постановник Малого театру і Єврейського театру в Москві, тимчасово проживав: 3-тя Тверська-Ямська вулиця, 12, кв. 5.
Арешт: 25.12.1933 (у справі «УВО»), етапований у м. Харків (28[26].02.1934). Судтрійка при колегії ГПУ УРСР 09.04.1934, ст. 54-11 КК УРСР, 5 років ВТТ. Відбував покарання: 4-те відділення Білбалтлагу; з жовтня 1936-го — Соловки (табпункт Кремль, ставив вистави в табірному театрі, переведений у табпункт Анзер).
Розстріл: 03.11.1937 (постанова окремої трійки УНКВД ЛО 09.10.1937).
Реабілітований: ВТ Північного військового округу 31.01.1957; президією Харківського облсуду 19.04.1957 (ДАХО. — Ф. Р-6452. — Оп. 1. — Спр. 7821; УФСБ РФ РК. — Спр. П-3843).
146. Кухаренко Микола Олександрович, 1885 р. н., уродж. м. Київ, українець, був членом РСДРП (меншовик), службовець.
Арешт: як «член керівного центру контрреволюційної повстанської підривної організації в сільгосппромисловості». Колегія ОГПУ 11.03.1933, ст. 58-4, 6, 7 КК РСФСР, 8 років в'язниці за «скоєння ряду шкідницьких нальотів з руйнування радгоспів». Відбував покарання: Соловки.
Розстріл: 03.11.1937 (постанова окремої трійки УНКВД ЛО 09.10.1937).
Реабілітований.
147. Кучеров Павло Львович, 1905 р. н., уродж. м. Фастів (нині Київської обл.), єврей, з сім'ї торговельника, освіта вища, був членом ВКП(б) (1928—1936), старший науковий співробітник, зав. кафедри діамату на геолого-ґрунтовому факультеті ЛДУ, професор Ленінградського відділення Комакадемії, проживав: м. Ленінград, В. о., 17-та лінія, 18, кв. 112.
Арешт: 28.09.1936. В/с ВК ВС СРСР у м. Ленінград 24.12.1936, ст. 17, 58-8, 11 КК РСФСР, 10 років в'язниці. Відбував покарання: Соловки.
Розстріл: 04.11.1937 (постанова окремої трійки УНКВД ЛО 10.10.1937).
Реабілітований: ВК ВС СРСР 14.04.1956.
148. Кушнер Яків Мойсейович, 1912 р. н., уродж. м. Одеса, єврей, до арешту без певних занять і місця проживання.
ОН при колегії ОГПУ 15.01.1934 — вислання в Західно-Сибірський край на 3 роки; нарсуд м. Дніпропетровськ, ст. 174-2 (розбій), 140-1 [КК УРСР], 10 років ВТТ; колегія ОГПУ 22.04.1934, ст. 59-3 (бандитизм), 146, 174 КК РСФСР — розстріл із заміною на 10 років ВТТ. Відбував покарання: Соловки (командировка Філімоново), п'ять разів переводився на посилений режим (загалом на 3 роки), восени 1937-го був у колоні окремого призначення.
Розстріл: 27.10.1937 (постанова окремої трійки УНКВД ЛО 09.10.1937).
Немає відомостей про реабілітацію.
149. Кушніренко Павло Сильвестрович, 1893 р. н., уродж. с. Валегоцулове (нині с. Долинське Ананьївського р-ну Одеської обл.), українець (у протоколі «трійки» — молдован), освіта вища, закінчив Одеську військову школу, у минулому офіцер армії УНР, позапартійний, викладач сільськогосподарського технікуму, декан колгоспного інституту в м. Зінов'євську (тепер Кропивницький). Зазнав гонінь (у справі «Трудової селянської партії»), 1931 р. звинувачений як учасник «контрреволюційної шпигунської повстанської диверсійної організації». Проживав: м. Зінов'євськ.
Колегія ОГПУ 11.03.1933, 10 років ВТТ. Відбував покарання: Соловки.
Розстріл: 03.11.1937 (постанова окремої трійки УНКВД ЛО 09.10.1937).
Реабілітований: Кіровоградським облсудом 02.07.1969 (ДА Кіровоградської області. — Спр. 4500-ФПД).
150. Лазарсон Володимир Маркович, 1897 р. н., уродж. м. Одеса, єврей, зі службовців, освіта вища, закінчив Петербурзьке комерційне училище і Ленінградський політехнічний інститут, був членом ВКП(б) (1920—1936), у минулому служив юнкером в армії Юденича (1 місяць) і в Червоній армії (1919—1926), офіцер-політпрацівник, полковник у відставці. Доцент з економіки зв'язку Навчального комбінату зв'язку, проживав: м. Ленінград, вул. С'єзжинська, 37, кв. 13.
Арешти: в 1918, 1919 роках та 31.08.1936. В/с ВК ВС СРСР у м. Ленінград 28.12.1936, ст. 17, 58-8, 11 КК РСФСР, 8 років в'язниці. Відбував покарання: Соловки.
Розстріл: 01.11.1937 (постанова окремої трійки УНКВД ЛО 14.10.1937).
Реабілітований: ВК ВС СРСР 24.09.1957.
151. Ландман Ісаак Якович, 1906 р. н., уродж. с. Черняхів (нині смт Черняхів у Житомирській обл.), єврей, з ремісників, освіта початкова, був членом ВЛКСМ, обліковець-статистик, начальник відділу обліку і статистики Управління Південно-західної залізниці.
ОН при НКВД СРСР 07.07.1935, ст. 54-10 КК УРСР, 3 роки ВТТ. Відбував покарання: Соловки.
Розстріл: 02.11.1937 (постанова окремої трійки УНКВД ЛО 09.10.1937).
Реабілітований: прокуратурою м. Києва 08.09.1989 (ГДА СБУ. — Спр. 64690-ФП).
152. Левен Петро Гергардович, 1900 р. н., уродж. с. Фюрстенау (нині в Токмацькому р-ні Запорізької обл.), німець, з селян-менонітів, освіта вища, закінчив у Москві Комуністичний університет національних меншин Заходу, був членом ВКП(б) (1921—1936). У минулому директор німецького педтехнікуму, викладач політекономії в Ленінграді (з 1928), зав. кафедри політекономії Інституту культури й доцент Інституту червоної професури. Проживав: м. Ленінград, вул. Герцена, 53/8, кв. 9.
Арешт: 26.09.1936. В/с ВК ВС СРСР у м. Ленінград 30.12.1936, ст. 17, 58-8, 11 КК РСФСР, 10 років в'язниці. Відбував покарання: Соловки.
Розстріл: 04.11.1937 (постанова окремої трійки УНКВД ЛО 10.10.1937).
Реабілітований: ВК ВС СРСР 02.07.1957.
153. Левитов Ісаак Йосипович, 1899 р. н., уродж. м. Пирятин (нині Полтавської обл.), єврей, з міщан, освіта початкова, був членом ВКП(б), адміністративно-господарський працівник, зав. опервідділу фабрики (рос. «Изокульт»). Проживав: м. Ленінград, вул. Колокольна, 11, кв. 18.
Арешт: 25.09.1936. В/с ВК ВС СРСР у м. Ленінград 26.12.1936, ст. 17, 58-8, 11 КК РСФСР, 10 років в'язниці. Відбував покарання: Соловки.
Розстріл: 04.11.1937 (постанова окремої трійки УНКВД ЛО 10.10.1937).
Реабілітований.
154. Левицька Іда Йосипівна, 1904 р. н., уродж. м. Єлисаветград (тепер Кропивницький), за ін. даними, уродж. Одеської обл., єврейка, зі службовців, освіта середня, закінчила також бібліотечні курси, позапартійна, зав. абонементу бібліотеки ім. Скворцова-Степанова. Проживала: м. Ленінград, наб. р. Мойки, 74, кв. 26.
Арешт: 02.10.1936 (у зв'язку з арештом чоловіка — П. Г. Пеннера, звинувачена в участі в «терористичній організації» в Ленінградському німецькому педтехнікумі). В/с ВК ВС СРСР у м. Ленінград 30.10.1936 (за ін. даними 30.12.1936) засуджена за ст. 17, 58-8, 11 КК РСФСР, 10 років в'язниці. Відбувала покарання: Соловки.
Розстріл: 04.11.1937 (постанова окремої трійки УНКВД ЛО 10.10.1937).
Реабілітована: ВК ВС СРСР 02.07.1957.
155. Лейбовський Борис Федорович, 1904 р. н., уродж. м. Бобровиця (тепер Чернігівської обл.), єврей, з родини службовців, освіта н/середня, був членом КП(б)У (1928—1935), начальник адміністративно-організаційного сектора Всесоюзного об'єднання «Сталь», проживав: м. Харків.
Арешт: у справі «контрреволюційної троцькістської організації на Україні». ОН при НКВД СРСР 01.04.1935, ст. 54-10, 11 КК УРСР, 5 років ВТТ. Відбував покарання: Соловки (табпункт Анзер).
Розстріл: 02.11.1937 (постанова окремої трійки УНКВД ЛО 09.10.1937).
Реабілітований. (ЦДАГО України. — Ф. 263. — Оп. 1. — Спр. 43185-ФП)
156. Литвак Еммануїл Йосипович, 1891 р. н., уродж. м. Одеса, литовець, зі службовців, освіта середня, був членом ВКП(б) (1917—1923, виключений за «троцькістську діяльність»), вчитель. Проживав: м. Благовєщенськ (нині Амурська обл. РФ).
Трійка при ПП ОГПУ Далекосхідного краю 22.03.1932, ст. 58-2 КК РСФСР, розстріл із заміною на 10 років ув'язнення в Соловецький концтабір. Тричі оголошував голодування (1935—1936).
Розстріл: 02.11.1937 (постанова окремої трійки УНКВД ЛО 09.10.1937).
Реабілітований.
157. Лібман Євген Генріхович, 1902 р. н., уродж. м. Катеринослав (нині Дніпро), єврей, зі службовців, освіта вища, закінчив фізико-математичний факультет університету, позапартійний, антрополог. У першій половині 1930-х — старший науковий співробітник Інституту народів Півночі, завідувач антропологічного кабінету (з 1932). Учасник з'їздів зоологів, анатомів та гістологів. Проживав: м. Ленінград, Кіровський просп., 73/75, кв. 2.
Арешт: 10.06.1936, під час попереднього слідства оголошував голодування. Під час попереднього ув'язнення оголошував голодування. В/с ВК ВС СРСР у м. Ленінград 24.12.1936, ст. 17, 58-8, 11 КК РСФСР, 10 років в'язниці. Відбував покарання: Соловки (Савватіївський спецізолятор).
Розстріл: 02.11.1937 (постанова окремої трійки УНКВД ЛО 09.10.1937).
Реабілітований: Прокуратурою м. Ленінграда 28.11.1990.
158. Лівий Іван Кирилович, 1906 р. н., уродж. с. Піщане Київської губернії (нині в Золотоніському р-ні Черкаської обл.), українець, освіта вища, був членом ВКП(б), юрист обласної контори «Харторг», працівник Інституту совєтського будівництва і права, проживав: м. Харків.
Арешт: 23.12.1934 (у справі «УВО»).ОН при НКВД СРСР 10.04.1935, ст. 54-11 КК УРСР, 5 років ВТТ. Відбував покарання: Соловки (табпункт Кремль).
Розстріл: 03.11.1937 (постанова окремої трійки УНКВД ЛО 09.10.1937).
Реабілітований: Харківським облсудом 22.04.1988 (ДАХО. — Ф. Р-6452. — Оп. 4. — Спр. 2474).
159. Лозинський Михайло Михайлович, 1880 р. н., уродж. с. Бабине (нині с. Бабин-Зарічний Калуського р-ну Івано-Франківської обл.), українець, із дворян, освіта вища, навчався у Львові, Відні, Цюриху, здобув ступінь доктора права у Віденському університеті (1914). У минулому публіцист і юрист, брав участь у діяльності Союзу визволення України, член Національної ради ЗУНР, учасник Паризької мирної конференції, був заступником держсекретаря закордонних справ уряду ЗУНР (1919). Професор міжнародного права Українського вільного університету (1921—1927, м. Відень, м. Прага). Прибув до УРСР 1927 р., очолював кафедру права в Інституті народного господарства в Харкові (1928—1930), професор Всеукраїнського комуністичного інституту совєтського будівництва і права, старший науковий співробітник, член Комісії для вивчення совєтського права і будівництва ВУАН. Проживав: м. Харків.
Арешт: 22[21].03.1933 (у справі «УВО»). Судтрійка при колегії ГПУ УРСР 23.09.1933, ст. 54-[3], 4, 6 КК УРСР, 10 років ВТТ. Відбував покарання: Соловки (Кем, Савватіївський спецізолятор — з 23.11.1934).
Розстріл: 03.11.1937 (постанова окремої трійки УНКВД ЛО 09.10.1937).
Реабілітований: ВТ КВО 24.09.1957 (ДАХО. — Ф. Р-6452. — Оп. 2. — Спр. 389, 391, 393).
160. Лукаш Ян Григорович (варіанти прізвища — Люкач, Лукач), 1893 р. н., уродж. с. Забілоччя (нині в Радомишльському р-ні Житомирської обл.), поляк, освіта середня спеціальна, закінчив Житомирську католицьку семінарію, ксьондз з 1916 р., служив в українських приходах переважно на Поділлі, настоятель зіньківського костьолу. Проживав: с. Зіньків (тепер Віньковецького р-ну Хмельницької обл.).
Арешти: 1922 р. «за приховування церковних цінностей»; знову заарештований 01.06.1931 як член повстанської організації. Судтрійка при колегії ГПУ УРСР 23.11.1931, ст. 54-2, 10 КК УРСР, 5 років ВТТ. Колегія ОГПУ 07.03.1932, ст. 58-10, 12 КК РСФСР, 10 років ВТТ. Відбував покарання: Соловки.
Розстріл: 03.11.1937 (постанова окремої трійки УНКВД ЛО 09.10.1937).
Реабілітований: прокуратурою Хмельницької обл. 04.12.1989 (ДАХмО. — Спр. П-22068).
161. Мазуренко Юрій Петрович, 1885 р. н., уродж. слободи Криворіжжя (нині в Міллеровському р-ні Ростовської обл., РФ), українець, з сім'ї адвоката, освіта вища, закінчив юридичний факультет Петербурзького університету (1914), у минулому соціал-демократ, був членом КП(б)У (1923—1934), головою Військового комітету Південно-Західного та Румунського фронтів у Києві (грудень 1917 — січень 1918), на початку 1919-го — комісар культури і мистецтв, у закордонних справах, голова дипмісії УНР в Москві. З 1921 на викладацькій і науковій роботі, обіймав посади в совєтських наркоматах, очолював Всеукраїнське товариство культурних зв'язків з закордоном (1930—1931), член президії Держплану УРСР (1932—1933). Начальник планово-фінансового сектора Наркомунгоспу УРСР, професор Інституту народного господарства, голова Харківського наукового товариства при ВУАН, проживав: м. Харків.
Арешт: 05.12.1934 (у справі «боротьбистської контрреволюційної організації»). В/с ВК ВС СРСР у м. Київ 28.03.1935, ст. 54-8, 11 КК УРСР, 10 років ВТТ. Відбував покарання: Соловки.
Розстріл: 03.11.1937 (постанова окремої трійки УНКВД ЛО 09.10.1937).
Реабілітований: ВК ВС СРСР 04.08.1956 (ГДА СБУ. — Спр. 36546-ФП).
162. Мазуров Стефан Єфремович, 1897 р. н., уродж. м. Климовичи (нині Могильовської обл., Білорусь; за ін. даними — народився в с. Старий Стан Климовичівського р-ну), білорус, був членом ВКП(б), бурильник шахти № 4 Сорокинського рудоуправління (м. Сорокине Луганської обл.).
Арешт — за «к/р агітацію». ОН при НКВД СРСР 27.07.1935, ст. 54-10 КК УРСР, 5 років ВТТ. Відбував покарання: Соловки.
Розстріл: 02.11.1937 (постанова окремої трійки УНКВД ЛО 09.10.1937).
Реабілітований: прокуратурою Донецької обл. 12.10.1989 (ГДА СБУ, Донецьк. — Спр. 30056-ПФ).
163. Максим'юк Юзеф Григорович (він же Гопкало Микола Федорович), 1907 (1903) р. н., уродж. м. Борислав (нині у Львівській обл.), українець (поляк), з робітників, освіта середня, член КПЗУ (1929—1932), слюсар, студент Всеукраїнського комуністичного сільгоспінституту ім. Артема (1932—1934). Проживав: м. Харків, вул. Артема, 54.
Арешт: 01.04.1934 (у справі «УВО»). Судтрійка при колегії ГПУ УРСР 29.05.1934, ст. 54-8, 11 КК УРСР, 5 років ВТТ. Відбував покарання: Соловки.
Розстріл: 03.11.1937 (постанова окремої трійки УНКВД ЛО 09.10.1937).
Реабілітований: ВТ КВО 23.08.1957; прокуратурою Архангельської обл. (ДАХО. — Ф. Р-6452. — Оп. 4. — Спр. 2505; РУ ФСБ РФ АО. — Спр. П-14797).
164. Мандель Мойсей Ісаакович, 1893 р. н., уродж. м. Львів, єврей, із сім'ї торговця, освіта вища, навчався у Львівському й Краківському університетах. У минулому капрал австрійської армії, член партії «Поалей Ціон», СДП Австрії, компартій Польщі (1922—1924) і Західної України, юрист, журналіст. Перебував в ув'язненні в Польщі. У СРСР з 1932 р. (за обміном політв'язнями), завідувач іноземного відділу редакції центрального органу КП(б)У «Комуніст». Проживав у м. Харків (готель «Новоросія»).
Арешт: 19.03.1934 (у справі «УВО»). Судтрійка при колегії ГПУ УРСР 25.05.1934, ст. 54-8, 11 КК УРСР, 10 років ВТТ. Відбував покарання: Соловки, працював касиром роздрібного магазину.
Розстріл: 03.11.1937 (постанова окремої трійки УНКВД ЛО 09.10.1937).
Реабілітований: Харківським облсудом 11.11.1988; прокуратурою Архангельської обл. 17.07.1989 (ДАХО. — Ф. Р-6452. — Оп. 4. — Спр. 2505; РУ ФСБ РФ АО. — Спр. П-14800).
165. Марченко Григорій Дмитрович, 1904 [1903] р. н., уродж. м. Ямпіль (нині смт Ямпіль у Сумській області; у протоколі «особливої трійки» помилково вказано місце народження — м. Москва), українець, із сім'ї педагога, студент юридичного факультету Московського державного університету, крім того, перед арештом — агент охорони 7-го залізничного полку Наркомату шляхів сполучення. Проживав: м. Москва, Солянка, 1, кв. 184.
Арешт: 16.02.1929, звинувачений у «троцькістській діяльності». Колегія ОГПУ СРСР 03.06.1929, ст. 58-8 КК РСФСР, 10 років ВТТ. Відбував покарання: Соловки; Білбалтлаг у Карелії (1934—1936: Вожма-Салма, Повенецький хутрорадгосп). У 1931 р. тримав голодування, поки не був переведений у соловецький табпункт Муксалма. Працював завідувачем гужового транспорту сільгоспу (бригадир, працівник лошатника, зоотехнік) та на ін. посадах.
Розстріл: 02.11.1937 (постанова окремої трійки УНКВД ЛО 09.10.1937).
Реабілітований: ВС РСФСР 05.09.1963; ВС СРСР 19.05.1964.
(Сестра Г. Д. Марченка — Марченко Зоя Дмитрівна, 1907 р. н., уродж. с. Ямпіль [нині смт Ямпіль у Сумській обл.] була неодноразово репресована, згодом жила в Москві, реабілітована 1956 р.).
166. Масаков-Чермуш Ісаак Генріхович, 1894 р. н., уродж. м. Володимир-Волинськ (нині м. Володимир-Волинський Волинської обл.), єврей, з робітників, був членом КП(б)У, з 1922 р. — член КПЗУ, партпрацівник, неодноразово арештований у Польщі, переховувався. За деякими даними, прибув до СРСР за дорученням партії. З 1930-го жив у Харкові, майстер цеху швейної фабрики. Проживав: м. Харків.
Арешт: у квітні 1934. Судтрійка при колегії ГПУ УРСР 27.05.1934, ст. 54-8, 11 КК УРСР, 5 років ВТТ. Відбував покарання: Соловки.
Розстріл: 03.11.1937 (постанова окремої трійки УНКВД ЛО 09.10.1937).
Реабілітований: Харківським облсудом 21.04.1957 (ДАХО. — Ф. Р-6452. — Оп. 4. — Спр. 2156).
167. Машкевич Юрій Миколайович, 1887 (1886) р. н., уродж. с. Новоселиця (нині в Літинському р-ні Вінницької обл.), українець, із сім'ї священника, освіта середня, закінчив Одеську духовну семінарію (1909), православний священник, згодом — бухгалтер Радіотехнічного вузла. Проживав: м. Вінниця, вул. Свободи, 22.
Арешт: 01.[03.]01.1934 (у справі «УВО»). Судтрійка при колегії ГПУ УРСР 27–28.02.1934, ст. 54-11 КК УРСР, 5 років ВТТ. Відбував покарання: Бамлаг, де 23.05.1935 р. спецколегією відділення Далекосхідного крайового суду при таборі засуджений до розстрілу із заміною на 10 років ВТТ. Відбував покарання: Соловки (табпункт Кремль), працював бухгалтером фінчастини табору.
Розстріл: 03.11.1937 (постанова окремої трійки УНКВД ЛО 09.10.1937).
Реабілітований: прокуратурою Архангельської обл. 17.07.1989; прокуратурою Вінницької обл. 28.08.1989 (ДАВО. — Спр. 21989-ПФ; РУ ФСБ РФ АО. — Спр. П-13596).
168. Миронов Наум Григорович, 1902 р. н., уродж. м. Новий Буг (нині в Миколаївській обл.), єврей, син торговця, освіта вища, закінчив інститут Червоної професури, був членом ВКП(б) (1919—1936). Начальник кафедри соціально-економічних наук Військово-медичної академії РСЧА (1924—1935), керівник семінару пропагандистів Ленінградського інституту кіноінженерів. Проживав: м. Ленінград, вул. Некрасова, 60, кв. 60.
Арешт: 12.09.1936 (як член «к/р троцькістської диверсійно-терористичної організації»). В/с ВК ВС СРСР у м. Ленінград 28.12.1936, ст. 17, 58-8, 58-11 КК РСФСР, 10 років в'язниці. Відбував покарання: Соловки.
Розстріл: 04.11.1937 (постанова окремої трійки УНКВД ЛО 10.10.1937).
Реабілітований: ВК ВС СРСР 12.05.1956.
169. Морозов Дмитро Матвійович (він же Ползиков Федір Петрович), 1908 р. н., уродж. м. Харків, росіянин, позапартійний, тричі засуджений у 1931—1935 роках в РСФСР за скоєння кримінальних злочинів і втечу з місця ув'язнення.
Вирок Ленінградського облсуду 28.06.1935, ст. 16, 59-3 КК РСФСР, розстріл із заміною на 10 років ВТТ. Відбував покарання: Соловки, працював вантажником. За спробу втечі з острова двічі перебував на посиленому режимі тримання, восени 1937-го — у колоні окремого призначення.
Розстріл: 27.10.1937 (постанова окремої трійки УНКВД ЛО 09.10.1937).
Відомостей про реабілітацію немає.
170. Музика Феодосій Іванович, 1896 р. н., уродж. с. Бережинці (нині Теофіпольського р-ну Хмельницької обл.), українець (за ін. даними росіянин), із селян, був членом ВКП(б), керуючий справами московського тресту «Тепло і сила» (за ін. даними: секретар Г. О. Зінов'єва; завідувач секретаріату Л. Б. Камєнєва), водночас студент Енергетичного інституту. Проживав: м. Москва.
Арешт: у «кремлівській справі». ОН при НКВД СРСР 14.07.1935, 5 років ВТТ за «контрреволюційну діяльність». Відбував покарання: Соловки.
Розстріл: 04.11.1937 (постанова окремої трійки УНКВД ЛО 10.10.1937).
Реабілітований.
171. Мустангова (Рабинович) Євгенія Яківна, 1905 р. н., уродж. м. Катеринослав (нині Дніпро), єврейка, освіта вища, закінчила літературно-лінгвістичний факультет ЛДУ, була членом ВЛКСМ (1925—1933), член Спілки совєтських письменників, літературний критик, проживала: м. Ленінград, Чернишов пров., 14, кв. 34.
Арешт: 29.11.1936 (звинувачення — пособництво у скоєнні теракту). В/с ВК ВС СРСР у м. Ленінград 23.12.1936, ст. 17, 58-8, 11 КК РСФСР, 10 років в'язниці з позбавленням політичних прав на 5 років. Відбувала покарання: Соловки (табірний пункт Муксалма).
Розстріл: 04.11.1937 (постанова окремої трійки УНКВД ЛО 10.10.1937). (Її колишній чоловік, літературний критик Георгій Горбачов, розстріляний у м. Челябінськ 10.10.1937).
Реабілітована: ВК ВС СРСР 10(29).11.1956 (за ін. даними 13.02.1958; у Спілці письменників поновлена в березні 1958 р.).
172. Неврлі-Янсон Поляна Корниліївна (до шлюбу Пелагія Лисоченко), 1896 р. н., уродж. с. Кульбаково (тепер у Матвєєво-Курганському р-ні Ростовської обл., РФ), українка, з селян, освіта вища, закінчила історичний факультет Московського держуніверситету, педагог-історик, була членом ВКП(б) (1920—1928). Службовиця тютюнової фабрики «Ява», згодом — учителька історії школи № 24. Проживала: м. Москва, Кадашевська наб., 36, кв. 63.
Арешт: 08.10.1935. ВК ВС СРСР 10.11.1936, ст. 17, 58-8, 58-11 КК РСФСР, 10 років тюрми. Відбувала покарання: Соловки.
Розстріл: 04.11.1937 (постанова окремої трійки УНКВД ЛО 10.10.1937). Її чоловік латиш Янсон Карл Янович, начальник штампо-інструментального господарства пресового цеху Горьковського автозаводу, розстріляний у м. Горький 16.10.1936).
Реабілітована: прокуратурою Архангельської обл. 30.06.1989.
173. Нейманов (Нейманов-Нейман) Борис Михайлович, 1903 р. н., уродж. с. Попівці (нині Барського р-ну Вінницької обл.), росіянин, освіта середня, був членом ВКП(б), у минулому — в армії Денікіна, згодом в еміграції, прибув до СРСР 1927 р. з Польщі. Начальник боєживлення 1-го будинку Наркомату оборони. Проживав: м. Москва.
Арешт: 17.06.1934. ВТ Московського ВО 14.10(11.).1934, ст. 58-4 КК РСФСР, 10 років ВТТ. Відбував покарання: Соловки.
Розстріл: 27.10.1937 (постанова окремої трійки УНКВД ЛО 09.10.1937).
Реабілітований: ВК ВС СРСР 13.01.1982.
174. Нестерова Тамара Миколаївна, 1898 р. н., уродж. хутора Кетчик Азово-Чорноморського краю (так у протоколі, можливо, нині хутір Керчик-Савров у Ростовській обл., РФ), українка, була членом партії есерів, вислана в м. Тобольськ, працювала агрономкою Обрибпродпостачу.
ОН при НКВД СРСР 07.07.1935 р., ст. 58-11 КК РСФСР за «активну участь у контрреволюційній організації» — 3 роки ВТТ. Відбувала покарання: Соловки (табпункт Анзер, там же і її чоловік — росіянин Нестеров Василь Васильович); у травні 1937 р. при переведенні на тюремний режим тримала голодування 46 днів.
Розстріл: 03.11.1937 (постанова окремої трійки УНКВД ЛО 09.10.1937). (водночас розстріляно і її чоловіка).
Реабілітована.
175. Новицький Михайло Данилович, 1903 р. н., уродж. с. Сохужинці (нині Ізяславський р-н Хмельницької обл.), поляк (за ін. даними росіянин), освіта вища, навчався в Празькому політехнічному інституті (1922—1925), секретар Спілки студентів — громадян СРСР, згодом службовець Торгпредства СРСР у Празі. Був членом КП Чехо-Словаччини (1925—1928), членом ВКП(б) (1929—1933). Повернувся з-за кордону 1928 р., закінчив Ленінградський політехнічний інститут, інженер високовольтної лабораторії електроструму в Лененерго. Проживав: м. Ленінград, Бабурін пров., 6, корп. 7, кв. 1.
Арешт: 13.11.1933 (як «член есерівської організації» і «чеський шпигун»). Колегія ОГПУ СРСР 29.03.1934, ст. 58-4, 6, 11 КК РСФСР, розстріл із заміною на 10 років ВТТ. Відбував покарання: Соловки.
Розстріл: 03.11.1937 (постанова окремої трійки УНКВД ЛО 09.10.1937).
Реабілітований: військовою прокуратурою ЛВО 31.08.1989.
176. Огородник Пилип Назарович, 1905 р. н., уродж. м. Рибниця (нині Молдова, тимчасово — на території самопроголошеної т. з. Придністровської молдавської республіки), українець, садівник Робкоопу, проживав у АМССР (у той час — у складі УРСР).
Колегія ОГПУ СРСР 16.12.1932, ст. 58-6 КК РСФСР — розстріл із заміною на 10 років ВТТ. Відбував покарання: Соловки.
Розстріл: 01.11.1937 (постанова окремої трійки УНКВД ЛО 14.10.1937).
Реабілітований.
177. Озерський Юрій Іванович (справжнє прізвище — Зебницький), 1896 р. н., уродж. с. Смяч (нині Новгород-Сіверського р-ну Чернігівської обл.), українець, з сім'ї священника, освіта вища, закінчив духовну семінарію в Чернігові, навчався в Петроградському історико-філологічному інституті, член Українського студентського союзу в Петрограді в дореволюційний час, колишній губернський інструктор Центральної Ради, був членом УПСР (боротьбист), КП(б)У (1920—1933). Працював у системі політосвіти, член Колегії політосвіти дорослих Наркомосу УРСР (1921—1922), обіймав посади завідувача Головнауки УРСР, голови правління Держвидаву УРСР (1932—1933). Викладач Інституту народної освіти. Проживав: м. Харків, вул. Садово-Куликівська, 8, кв. 19.
Арешт: 23.11.1933 (у справі «УВО»). Судтрійка при колегії ГПУ УРСР 26.02.1934, ст. 54-11 КК УРСР, 10 років ВТТ. Відбував покарання: 4-те відділення Білбалтлагу (Сегежа); Соловки.
Розстріл: 03.11.1937 (постанова окремої трійки УНКВД ЛО 09.10.1937).
Реабілітований: ВС Карельської АССР 14.04.1962; ВС УРСР 28.09.1962 (ДАХО. — Ф. Р-6452. — Оп. 4. — Спр. 724; РУ ФСБ РФ АО. — Спр. П-10837).
178. Олійник Василь Онуфрійович, 1900 р. н., уродж. с. Добромірка (нині Збаразького р-ну Тернопільської обл.), українець, освіта вища, в минулому унтерофіцер УГА, був членом КП(б)У (1922—1933), секретар голови Совнаркому УРСР П. Любченка, викладач Інституту червоної професури, науковий співробітник і аспірант Інституту історії ВУАМЛІН. Проживав: м. Харків.
Арешт: 12.05.1933 (у справі «УВО»). Судтрійка при колегії ГПУ УРСР 23.09.1933, ст. 54-11 КК УРСР, 5 років ВТТ. Відбував покарання: Карлаг; Соловки.
Розстріл: 03.11.1937 (постанова окремої трійки УНКВД ЛО 09.10.1937).
Реабілітований: Прокуратурою України 16.11.1989 (ЦДАГО України. — Ф. 263. — Оп. 1. — Спр. 66928-ФП).
179. Олійник Йосиф Михайлович, 1906 р. н., уродж. с. Яблунівка (нині Білоцерківського р-ну Київської обл.), українець, освіта початкова, колгоспник. Проживав у с. Яблунівка.
Судтрійка при колегії ГПУ УРСР 08.09.1932, 10 років позбавлення волі, за ін. даними — 04.02.[12.]1933, ст. 54-2, 11 КК УРСР, розстріл із заміною на 10 років ВТТ. Відбував покарання: Соловки.
Розстріл: 03.11.1937 (постанова окремої трійки УНКВД ЛО 09.10.1937).
Реабілітований: прокуратурою Київської обл. 01.06.1989 (ЦДАГО України. — Ф. 263. — Оп. 1. — Спр. 62020-ФП).
180. Островська Надія Іллівна, 1881 р. н., уродж. м. Київ, єврейка, з родини лікаря, освіта н/вища, була членом РСДРП–ВКП(б) (1905—1928), у 1917-му — голова Севастопольського комітету РСДРП(б), заступниця голови ЦВК Кубано-Чорноморської Совєтської Республіки, у 1919—1920 представниця ЦК РКП(б), інструкторка НКВД РСФСР агітпоїзда Військового відділу ВЦВК, на партійній, кооперативній, совєтській роботі, член колегії відділу працівниць Виконкому Комінтерну. Керівниця групи світового господарства Інституту економічних досліджень Наркомату зв'язку СРСР, авторка книжок про кооперацію. Проживала: м. Митищі Московської обл., вул. Опанського, 1, кв. 6.
ОН при колегії ОГПУ 22.02.1933, 3 роки заслання у м. Йошкар-Ола. ОН при НКВД СРСР 07.06.1935, 3 роки заслання в Таджикистан.
Арешт: у м. Сталінабад 20.10.1935. В/с ВК ВС СРСР у м. Горький 20.11.1936, ст. 17, 58-8, 11 КК РСФСР, 10 років в'язниці з позбавленням політичних прав на 5 років та конфіскацією особистого майна. Відбувала покарання: Соловки.
Розстріл: 04.11.1937 (постанова окремої трійки УНКВД ЛО 10.10.1937).
Реабілітована: президією Ленміськсуду 27.07.1965.
181. Павлас Антон Васильович, 1895 р. н., уродж. с. Чехоград (нині с. Новгородківка Мелітопольського р-ну Запорізької обл.), чех, освіта початкова, позапартійний, кустар, селянин-одноосібник, згодом колгоспник колгоспу «Прукопнік» у с. Чехоград.
Арешт: 24.12.1930 у груповій «чеській справі» (у цій справі з ним проходив, зокрема, Балаш Й. І.). Надзвичайна сесія ВС УРСР 14.06.1931, ст. 54-6, 11 КК УРСР, 10 років ВТТ. Відбував покарання: Соловки.
Розстріл: 03.11.1937 (постанова окремої трійки УНКВД ЛО 09.10.1937).
Реабілітований: ВС УРСР 28.11.1964; ВТ КВО 31.08.1965 (ГДА СБУ. — Спр. 57288-ФП).
182. Павлов Михайло Романович, 1898 р. н., уродж. м. Миколаїв, українець, із сім'ї диякона, освіта вища, в минулому офіцер царської армії, був членом КП(б)У (1920—1934), закінчив аспірантуру Українського інституту марксизму, економіст, професор, заступник начальника Управління народногосподарського обліку УРСР, проживав: м. Харків, вул. Дзержинського, 21-б.
Арешт: у справі «контрреволюційної троцькістської організації на Україні». ОН при НКВД СРСР 01.04.1935, ст. 54-10, 11 КК УРСР, 5 років ВТТ. Відбував покарання: Соловки.
Розстріл: 04.11.1937 (постанова окремої трійки УНКВД ЛО 10.10.1937).
Реабілітований: ВС СРСР 08.04.1957; ВТ Московського ВО 08.04.1957. Постановою Секретаріату ЦК КПУ реабілітований у партійному відношенні (посмертно) 15.09.1989 (ЦДАГО України. — Ф. 263. — Оп. 1. — Спр. 43185-ФП).
183. Павлушков Микола Петрович, 1904 р. н., уродж. м. Тула (Росія), українець, із сім'ї вчителя, освіта вища, навчався у Київському ветеринарно-зоотехнічному інституті, згодом на історичному факультеті Київського інституту народної освіти, позапартійний, засновник «Спілки української молоді», проживав: м. Київ, вул. Гоголівська, 27, кв. 3.
Арешт: 18.05.1929 (у справі «СВУ»). ВС УРСР 19.04.1930, ст. 54-2, 3, 4, 8, 11 КК УРСР, 10 років позбавлення волі. Відбував покарання: Ярославський політізолятор; Соловки (Сікирний і Саватіївський спецізолятори), оголошував голодування.
Розстріл: 03.11.1937 (постанова окремої трійки УНКВД ЛО 09.10.1937).
Реабілітований: ВС УРСР 11.08.1989; Архангельським облсудом 28.04.1960 (ГДА СБУ. — Спр. 67098-ФП).
184. Паламарчук Олексій Тимофійович, 1895 р. н., уродж. м. Хмільник (нині Вінницької обл.), українець, з селян, освіта вища медична і н/вища театральна, у минулому унтерофіцер (телеграфіст) царської армії, підстаршина армії УНР (служив у вартовій команді), позапартійний, артист театру революції (Харків), Всеукраїнського будинку Червоної армії, проживав: м. Київ.
Арешт: 08.07.1935. Засуджений ВТ КВО 22.10.1935, ст. 54-8, 11 КК УРСР, 10 років ВТТ. Відбував покарання: Соловки (табпункт Кремль), брав участь у виставах табірного театру.
Розстріл: 03.11.1937 (постанова Особливої трійки УНКВД ЛО 09.10.1937).
Реабілітований: ВК ВС СРСР 17.11.1959 (ГДА СБУ. — Спр. 51249-ФП).
185. Панів Андрій Степанович, 1899 р. н., уродж. с. Проруб (нині в складі м. Білопілля Сумської обл.), українець, з сім'ї волосного писаря, освіта вища, закінчив Харківський інститут народної освіти, позапартійний. Працював сільським учителем (1918—1923), письменник (один з лідерів літоб'єднання «Плуг»), викладач Інституту народної освіти, співробітник Інституту ім. Тараса Шевченка, працював у редакціях видавництв і журналів, проживав: м. Харків.
Арешт: 06.12.1934 (у справі «боротьбистської контрреволюційної організації»). В/с ВК ВС СРСР в м. Київ 27–28.03.1935, ст. 54-8, 11 КК УРСР, 10 років позбавлення волі. Відбував покарання: Соловки.
Розстріл: 03.11.1937 (постанова окремої трійки УНКВД ЛО 09.10.1937).
Реабілітований: ВК ВС СРСР 04.08.1956 (ГДА СБУ. — Спр. 36546-ФП).
186. Панкратов Микола Іванович, 1910 р. н., уродж. м. Одеса, росіянин, освіта середня, позапартійний, технік-лісівник дистанції колії ст. Просниця (нині в Кіровському регіоні Горьковської залізниці). Перетинав кордон з Польщею і повернувся в СРСР.
Колегія ОГПУ СРСР 22.11.1932, ст. 58-6 КК РСФСР — розстріл із заміною на 10 років ВТТ. Відбував покарання: Соловки.
Розстріл: 01.11.1937 (постанова окремої трійки УНКВД ЛО 14.10.1937).
Реабілітований.
187. Пасевич Сергій Іванович, 1908 р. н., уродж. с. Сновидовичі (нині Рокитнівського р-ну Рівненської обл.), українець [росіянин], освіта початкова, слюсар. У середині 1920-х перейшов кордон з Польщі в СРСР. Арештований 1926-го, після звільнення перебував у Чернігові й Києві, 1927 р. знову арештований за спробу нелегального переходу з УРСР до Польщі й висланий на Урал, працював у м. Ірбіт (1927—1930). З 1930 р. — курсант 20-го стрілецького полку в м. Чернігів.
Арешт: 08.11.1930. Судтрійка при колегії ГПУ УРСР 25.05.[06.]1931, ст. 17, 54-6 КК УРСР, 5 років ВТТ. Колегія ОГПУ 28.12.1933, термін збільшено на 3 роки. Відбував покарання: Білбалтлаг(3-й відділ табору 20.01.1934 покарав штрафізолятором на 4 місяці за ст. 109, 113, 159 КК РСФСР); Соловки.
Розстріл: 01.11.1937 (постанова окремої трійки УНКВД ЛО 14.10.1937).
Реабілітований: прокуратурою Житомирської обл. 04.12.1989 (ДАЖО. — Спр. 27538-П).
188. Періль Бенціон (Борис) Аронович, 1896 р. н., уродж. с. Білилівка (нині Ружинського р-ну Житомирської обл.), єврей, освіта вища, закінчив суспільно-педагогічне відділення ЛДУ, був членом ВКП(б) (1925—1936). У минулому вчений секретар Ленінградського відділення Комакадемії (1931—1933), працівник Кіровського райкому ВКП(б) (1933—1935) в Ленінграді, згодом — заввідділу партійної пропаганди, агітації та друку Карельського обкому ВКП(б), проживав: м. Петрозаводськ, вул. Гюллінга, 10, кв. 3.
Арешт: 28.08.1936. В/с ВК ВС СРСР у м. Ленінград 23.12.1936, ст. 17, 58-8, 11 КК РСФСР, 10 років в'язниці. Відбував покарання: Соловки.
Розстріл: 01.11.1937 (постанова окремої трійки УНКВД ЛО 14.10.1937).
Реабілітований: ВК ВС СРСР 11.02.1958.
189. Петренко-Самійленко Микола Трохимович, 1895 р. н., уродж. м. Шахти [Олександровськ-Грушевський Черкаської області Війська Донського] (нині Ростовської обл. РФ), українець, з козаків [службовців], освіта н/вища, навчався на юридичному відділенні Інституту народного господарства, у минулому партпрацівник в УСДРП (1915—1919) в Харкові, Полтаві, на Кубані, згодом був членом УКП, КП(б)У. Журналіст, юрист, працював перекладачем у підвідділі публікації законів Наркомюсту УРСР. Проживав: м. Харків, вул. Артема, 26/28, кв. 15.
Арешт: 11.11.[07.12.]1924 (звинувачений у дискредитації совєтської влади, того ж року справу припинено). Вдруге репресований: судтрійка при колегії ГПУ УРСР 24.02.1934, ст. 54-11 КК УРСР, 5 років ВТТ. Відбував покарання: Соловки (табірний пункт Кремль).
Розстріл: 03.11.1937 (постанова окремої трійки УНКВД ЛО 09.10.1937).
Реабілітований: 22.11.1989 (ЦДАГО України. — Ф. 263. — Оп. 1. — Спр. 53930-ФП).
190. Петров Дмитро Петрович, 1897 р. н., уродж. м. Москва, росіянин, освіта початкова, позапартійний, у минулому вояк Армії УНР, брав участь у боях проти Червоної армії (1919—1920), мав судимість за «хуліганство» (1932). Робітник друкарні № 1 видавництва Наркомату шляхів сполучення СРСР, проживав у Москві.
Арешти: 1928 р. за «контрреволюційну агітацію» і 20.03.1935. Спецколегія лінійного суду Московсько-Казанської залізниці 02.08.1935, ст. 58-10 ч. 1 КК РСФСР, 5 років ВТТ. Відбував покарання: Соловки.
Розстріл: 03.11.1937 (постанова окремої трійки УНКВД ЛО 09.10.1937).
Реабілітований.
191. Петров Іван Петрович, 1902 р. н., уродж. м. Москва, росіянин, з робітників, освіта середня, у минулому політрук РСЧА, був членом ВКП(б), фінпрацівник, заступник голови, голова Нікопольського райвиконкому (1934—1935), проживав: м. Дніпропетровськ, вул. Ленінська, 8, кв. 4.
Арешт: 03.06.1935 (за ін. даними 03.04.1935). Дніпропетровський облсуд 11.09.1935, ст. 97, 99 КК УРСР, 5 років ВТТ. Відбував покарання: Соловки.
Розстріл: 04.11.1937 (постанова окремої трійки УНКВД ЛО 10.10.1937).
Реабілітований: прокуратурою Архангельської обл. 30.06.1989 (ЦДАГО України. — Ф. 263. — Оп. 1. — Спр. 70262–ФП; РУ ФСБ РФ АО. — Спр. П-15659).
192. Петровський (Пиха) Йосип Карлович, 1896 р. н., уродж. м. Піштін округу Їндржихув (нині в Чехії), чех, був членом ВКП(б), машиніст парової машини Торф'яного товариства, проживав у Мелітопольському окрузі (УРСР).
Арешт: 25.01.1931 за звинуваченням у шпигунстві («справа чехословацького Генштабу»). Надзвичайна сесія ВС УРСР 14.06.1931, ст. 54-6, 11 КК УРСР, розстріл із заміною на 10 років ВТТ. Відбував покарання: Соловки.
Розстріл: 01.11.1937 (постанова окремої трійки УНКВД ЛО 14.10.1937).
Реабілітований: ВС УРСР 28.11.1964 (ГДА СБУ. — Спр. 57288-ФП).
193. Печенюк Іван Петрович, 1912 р. н., уродж. с. Володіївці (нині Барського р-ну Вінницької обл.), українець, з робітників, освіта н/середня, був членом ВЛКСМ, червоноармієць (з 1934), водій машини 3-го мехполку в м. Бердичів.
Арешт: 17.05.1935 (звинувачений у «контрреволюційній діяльності»). ВТ 2–го кавкорпусу УкрВО 09.06.1935, ст. 54-10 ч. 1 КК РСФСР, 6 років ВТТ. Утік з ББК НКВД 09.11.1935, затриманий на ст. Лапландія. Виїзна сесія Кольського суду Мурманського окр. при 14-му відділенні ББК, ст. 82 ч. 1, 2 роки штрафізолятора. Відбував покарання: Соловки.
Розстріл: 02.11.1937 (постанова окремої трійки УНКВД ЛО 09.10.1937).
Реабілітований: ВТ ПрикВО 01.[03.]06.1991 (ДАВО. — Спр. 25976-ПФ).
194. Пилипенко Борис Кузьмович, 1892 р. н., уродж. м. Чернігів, українець, освіта вища, закінчив юридичний факультет Київського університету (1918), позапартійний, художник, мистецтвознавець, етнограф, громадський діяч. Працював у Чернігові як організатор музейної справи та Харкові (з 1926), захистив дисертацію (1928), науковий співробітник Всеукраїнського історичного музею ім. Тараса Шевченка (1929—1933), проживав: м. Київ.
Арешт: 25.02.1933 (у справі «УВО»), у липні 1934-го справу припинено. Вдруге заарештований у квітні 1935-го, звинувачений у «терористичній діяльності». ВТ КВО 1–4(14).02.1936, ст. 54-2, 8, 11 КК УРСР, 7 років ВТТ. Відбував покарання: Соловки.
Розстріл: 03.11.1937 (постанова окремої трійки УНКВД ЛО 09.10.1937).
Реабілітований: ВК ВС СРСР 23.01.1958 (ГДА СБУ. — Спр. 48570-ФП; ЦДАГО України. — Ф. 263. — Оп. 1. — Спр. 49438-ФП).
195. Підгаєцький Володимир Якович, 1889 р. н., уродж. м. Кам'янець-Подільський (нині Хмельницької обл.), українець, із сім'ї педагогів, освіта вища, навчався в Харківському медінституті, потім у Дерпті (нині Тарту, Естонія) та Петербурзі, був членом УСДРП. У минулому військовий лікар на флоті, член Центральної Ради УНР, психіатр, фахівець з гігієни праці, директор Інституту фізичної культури, професор, завідувач кафедри Київського медичного інституту (1923—1929), член президії медичної секції ВУАН. Проживав: м. Київ, вул. Кудрявська, 10, кв. 5 (за іншими даними — вул. Пушкінська, 7, кв. 5).
Арешт: 19.10.1929 (у справі «СВУ»). ВС УРСР 18.04.1930, ст. 54-11, 52–2 КК УРСР, 8 років ВТТ. Відбував покарання: Соловки.
Розстріл: 03.11.1937 (постанова окремої трійки УНКВД ЛО 09.10.1937).
Реабілітований: ВС УРСР 11.08.1989 (ГДА СБУ. — Спр. 67098-ФП).
196. Піддубний Григорій Федорович, (справжнє прізвище Товмачів, у документах НКВД — Піддубний-Толмачов), 1886 р. н., уродж. с. Тетлега (нині Чугуївського р-ну Харківської обл.), росіянин, з селян, освіта н/вища, закінчив учительську семінарію в м. Благовєщенськ (1906), навчався в Петербурзькому психоневрологічному інституті, був членом УПСР, у 1909 р. засуджений і висланий до Сибіру, звідки 2012 року втік спочатку до Новосибірська, потім до Японської Маньчжурії та Австралії (за ін. даними — до Австрії). Повернувся в Україну в липні 1917 р., співредактор органу УПСР «Трудова Республіка» (1918—1919), був секретарем ЦК УПСР, членом Закордонної групи Української комуністичної партії у Відні (1919—1920), згодом — член ВКП(б) (1921—1934). Повернувся з-за кордону в УРСР (1926), працював у системі Наркомосу, заступником директора з фінчастини видавництва ЛіМ («Література і мистецтво») до 1932 р., письменник. Проживав: м. Харків.
Арешт: 15.01.1935 (у справі «УВО»). ОН при НКВД СРСР 14.09.1935, ст. 54-10 КК УРСР, 5 років ВТТ. Відбував покарання: Соловки (табпункт Кремль).
Розстріл: 03.11.1937 (постанова окремої трійки УНКВД ЛО 09.10.1937).
Реабілітований: Харківським облсудом 27.11.1970 (ДАХО. — Ф. Р-6452. — Оп. 4. — Спр. 2346).
197. Підмогильний Валер'ян Петрович, 1901 р. н., уродж. с. Чаплі (нині це район м. Дніпро), українець, освіта н/вища, навчався на математичному факультеті Київського університету, позапартійний, прозаїк. Член творчих об'єднань «Аспис» (1923—1924), «Ланка», «МАРС» (з 1926). Перекладач у видавництві ЛіМ, проживав: м. Харків.
Арешт: 08.12.1934 (у справі «боротьбистської контрреволюційної організації»). В/с ВК ВС СРСР в м. Київ 27–28.03.1935, ст. 54-8, 11 КК УРСР, 10 років позбавлення волі. Відбував покарання: Соловки.
Розстріл: 03.11.1937 (постанова окремої трійки УНКВД ЛО 09.10.1937).
Реабілітований: ВК ВС СРСР 04.08.1956 (ГДА СБУ. — Спр. 36546-ФП).
198. Пінкасович Ганна Борисівна, 1885 р. н., уродж. м. Сквира (нині Київської обл.), за ін. даними, народилася в м. Київ, єврейка, з торговців, освіта вища, була членом ВКП(б) (1918—1931), педагог-економіст. Постановою ОН при колегії ОГПУ СРСР, ст. 58-10 КК РСФСР, вислана на 3 роки в Середню Азію (1931). Згодом проживала м. Феодосія (нині в АР Крим).
Арешт: 10.02.1935 (за «троцькістську діяльність»). ВК ВС СРСР 13.11.1936, ст. 17, 58-8, 11 КК РСФСР, 10 років в'язниці. Відбувала покарання: Соловки.
Розстріл: 04.11.1937 (постанова окремої трійки УНКВД ЛО 10.10.1937).
Реабілітована: прокуратурою Кримської обл. 12.11.1990 (ДА АР Крим. — Ф. Р-4808. — Оп. 1. — Спр. 018304).
199. Плюндрас Прокіп Васильович, 1893 р. н., уродж. с. Добросин (нині Жовківського р-ну Львівської обл.), українець, зі службовців, освіта середня, у минулому офіцер австрійської армії, хорунжий УГА, позапартійний, технічний керівник видавництва «Рух», проживав: м. Харків. У 1922 р. перебував під слідством Київського губвідділу ГПУ за належність до петлюрівської організації (рішення у справі відсутнє).
Арешт: 02.12.1932 у справі «УВО». Судтрійка при колегії ГПУ УРСР 23.09.1933, ст. 54-4, 11 КК УРСР, 5 років ВТТ. Відбував покарання: Карлаг; Соловки.
Розстріл: 03.11.1937 (постанова окремої трійки УНКВД ЛО 09.10.1937).
Реабілітований: прокуратурою Харківської обл. 18.10.1989 (ДАХО. — Ф. Р-6452. — Оп. 5. — Спр. 932).
200. Поліщук Валер'ян Львович, 1897 р. н., уродж. с. Більче (нині Демидівського р-ну Рівненської обл.), українець, із селян, освіта вища, навчався в Інституті цивільних інженерів у Петрограді й на історико-філологічному факультеті в Кам'янець-Подільському державному українському університеті, був членом УПСР, КП(б)У. Письменник, критик, редактор журналу «Авангард». Проживав: м. Харків, будинок «Слово», кв. 65.
Арешт: 06.12.1934 (у справі «боротьбистської контрреволюційної організації»). В/с ВК ВС СРСР 27–28.03.1935, ст. 54-8, 11 КК УРСР, 10 років ВТТ. Відбував покарання: Соловки.
Розстріл: 03.11.1937 (постанова окремої трійки УНКВД ЛО 09.10.1937).
Реабілітований: ВК ВС СРСР 04.08.1956; ВТ ЛенВО 12.11.1962 (ГДА СБУ. — Спр. 36546-ФП; УФСБ РФ РК. — Спр. П-11065).
201. Поліщук Клим Лаврінович (варіант — Лаврентійович), 1891 р. н., уродж. м. Краснопіль (нині Чуднівського р-ну Житомирської обл.), українець, із селян, освіта н/вища, навчався в художньо-малювальному училищі при Академії мистецтв, у Психоневрологічному інституті в Петрограді та на історико-філологічному факультеті Українського університету в Львові, позапартійний. Служив за мобілізацією в царському війську (1916—1917), згодом жив у Києві, прибічник УНР, один із засновників літературно-художнього об'єднання «Музаґет», виїхав 1920 р. на Галичину, працював як редактор у Львові, повернувся в УРСР в середині 1920-х. Літератор, редактор Держвидаву України. Проживав: м. Харків, вул. 1 Травня, 17, кв. 7.
Арешт: 04[05].11.1929 у справі «СВУ». Колегія ОГПУ 02[29].01.1930, ст. 58-10, 13 КК РСФСР, 10 років ВТТ. Відбував покарання: Сєвлаг (с. Кам'янка Північного краю); Карлаг; Соловки (працював сторожем на складі).
Розстріл: 03.11.1937 (постанова окремої трійки УНКВД ЛО 09.10.1937).
Реабілітований: прокуратурою Харківської обл. 14.04.1992 (ГДА СБУ, Харків. — Спр. 035261-ФП; РУ ФСБ РФ АО. — Спр. П-13591).
202. Полоз Михайло Миколайович, 1891 р. н., уродж. м. Харків, з дворян (службовців), освіта н/вища [вища], навчався в Московському міському народному університеті імені Петра Шанявського (1910—1912) і Петровсько-Разумовській сільськогосподарській академії (1912—1915). Закінчив льотну школу (1915), як офіцер воював на румунському фронті. У Центральній Раді представляв УПСР, член Українського військового генерального комітету (його представник при військовому міністерстві Тимчасового уряду в Петрограді 1917 р.), член української мирної делегації в Бересті (1918). Член уряду УРСР від боротьбистів (голова ВРНГ). Після створення УКП (боротьбистів) у серпні 1919 — один з керівників цієї партії. З 1920 р. — член ВКП(б), ЦК КП(б)У (1927 і 1930), працював по партійній лінії в Харкові й Москві. Голова Держплану УРСР (1923—1925), нарком фінансів УРСР (1925—1930), заступник голови бюджетної комісії ЦВК СРСР (1930—1934), голова Комітету охорони пам'ятників природи (з 1927 р.). Проживав: м. Москва, вул. Серафимовича, 1, кв. 10.
Арешт: 12.01.1934 (у справі «УВО»). Судтрійка при колегії ГПУ УРСР 04.06.1934, ст. 54-11 КК УРСР, 10 років ВТТ. Відбував покарання: Соловки (одиночна камера; командировка Амбарчик; табпункти Анзер, Кремль).
Розстріл: 03.11.1937 (постанова окремої трійки УНКВД ЛО 09.10.1937). Його дружину Т. І. Мягкову розстріляно на Колимі (17.11.1937).
Реабілітований: ВТ КВО 08.03.1957; Архангельським облсудом 19.04.1957 (ЦДАГО України. — Ф. 263. — Оп. 1. — Спр. 39030-ФП; УФСБ РФ РК. — Спр. П-4053).
203. Поляк Марк Самійлович, 1905 р. н., уродж. м. Боярка (нині Київської обл.), єврей, зі службовців, освіта н/вища, був членом ВКП(б) (1921—1927), начальник навчально-методичного сектора Хіміко-технологічного інституту, проживав: м. Харків, вул. Артема, 27, кв. 2.
Арешт: 07.03.1929 за антисовєтську агітацію, ОН при колегії ОГПУ 15.04.1929, ст. 58-10 КК РСФСР, 3 роки політізолятора, звільнений достроково (ухвала від 14.09.1929).
Арешт: 07.02.1935 у Харкові за «контрреволюційну троцькістську діяльність». ОН при НКВД СРСР 28.09.1935, ст. 58-10, 11 КК РСФСР, 3 роки ВТТ. Відбував покарання: Соловки.
Розстріл: 02.11.1937 (постанова окремої трійки УНКВД ЛО 09.10.1937). Інші дані, що помер 07.12.1944 у Ленінграді — хибні.
Реабілітований: ВС УРСР 17.04.1959; Мурманським облсудом 13.03.1959; 11.04.1995 (ДАХО. — Ф. Р-6452. — Оп. 1. — Спр. 5527; УФСБ РФ РК. — Спр. П-9108).
204. Померанцев Валерій Іванович, 1888 р. н., уродж. м. Катеринослав (нині Дніпро), росіянин, закінчив Полоцький кадетський корпус, Михайлівське артилерійське училище і перший курс Військової академії (1914), позапартійний, полковник армії Колчака, командував артполком. З 1921 р. в еміграції, повернувся в СРСР і засуджений за «контрреволюційну роботу» на 2 роки, по звільненні — старший бухгалтер Ойрот-Туринського обласного педтехнікуму. Проживав: м. Ойрот-Тура.
Арешт: 06.02.1933 (у справі «білогвардійської змови»). Колегія ОГПУ СРСР 05.08.1933, ст. 58-2, 11 КК РСФСР — розстріл із заміною на 10 років ВТТ. Відбував покарання: Соловки.
Розстріл: 27.10.1937 (постанова окремої трійки УНКВД ЛО 09.10.1937).
Реабілітований.
205. Попович Степан Миколайович, 1887 р. н., уродж. с. Осташівці (нині Зборівського р-ну Тернопільської обл.), українець, із селян [робітників], освіта вища, позапартійний, у минулому ротний підофіцер австрійської армії, хорунжий УГА, завгосп у підрозділі РСЧА (1920), інженер-економіст, помічник редактора економічного відділу, [літредактор] Партвидаву ЦК КП(б)У (1931—1933). Проживав: м. Харків, вул. Короленка, 10, кв. 3.
Арешт: 03[04].11.1933 у справі «УВО». Судтрійка при колегії ГПУ УРСР 24.02.1934, ст. 16 (за ін. даними ст. 19), 54-8, 11 КК УРСР, 10 років ВТТ. Відбував покарання: Свірлаг, Соловки.
Розстріл: 03.11.1937 (постанова окремої трійки УНКВД ЛО 09.10.1937).
Реабілітований: прокуратурою Архангельської обл. 17.07.1989; прокуратурою Харківської обл. 23.08.1989 (ДАХО. — Ф. Р-6452. — Оп. 4. — Спр. 2449; РУ ФСБ РФ АО. — Спр. П-14601).
206. Портной Михайло Андрійович, 1901 р. н., уродж. станиці Старотиторівська (нині Темрюцького р-ну Краснодарського краю, РФ), українець, з селян, освіта початкова, був членом ВКП(б), виключений 1929-го, без певних занять.
Колегія ОГПУ СРСР 1931 р., 3 роки політізолятора за «контрреволюційну троцькістську діяльність». ОН при ОГПУ 1933 р. — вислання в м. Сиктивкар (Комі, РФ).
Арешт: 14.04.1935 як «учасник троцькістської групи». ОН при НКВД СРСР 22.09.1935, ст. 58-10, 11 КК РСФСР, 5 років ВТТ. Відбував покарання: Соловки, в 1936 р. оголошував голодування.
Розстріл: 02.11.1937 (постанова окремої трійки УНКВД ЛО 09.10.1937).
Реабілітований.
207. Приступа Петро Іванович, 1905 р. н., уродж. х. Кальнятичі (нині зникле село Млинівського р-ну Рівненської обл.), українець, з селян, освіта н/вища, був членом УСДП, КПЗУ (1923—1928), КП(б)У (1928—1934). Прибув до УРСР з Польщі 1925 р., завсектору кадрів НДІ лісового господарства, студент 2–го курсу Інституту совєтського будівництва і права (1931—1934). Проживав: м. Харків, вул. Чернишевського, 88, кв. 35.
Арешт: 19[20].03.1934 (у справі «УВО»). Судтрійка при колегії ГПУ УРСР 31.05.1934, ст. 54-8, 11 КК УРСР, 10 років ВТТ. Відбував покарання: м. Кем, Соловки.
Розстріл: 03.11.1937 (постанова окремої трійки УНКВД ЛО 09.10.1937).
Реабілітований: ВС УРСР 04.09.1979; прокуратурою Архангельської обл. 17.07.1989 (ДАХО. — Ф. Р-6452. — Оп. 4. — Спр. 2449; РУ ФСБ РФ АО. — Спр. П-15667).
208. Прохорець Олександр Григорович, 1907 р. н., уродж. с. Нікольське (нині Дніпропетровська область), росіянин, був кандидатом у члени ВКП(б), у минулому студент Планового інституту, проживав: м. Москва. За «систематичну антисовєтську агітацію» висланий 10.06.1933 р. на 2 роки в Північний край.
Арешт: як організатора «терористичної бойової групи при сільгоспакадемії ім. Тимірязєва» (нібито «під його керівництвом готувалася підготовка до скоєння теракту над т.т. Сталіним і Кагановичем перед 17 з'їздом ВКП(б)»). Колегія ОГПУ 02.04.1934, ст. 58-8, 11 КК РСФСР, розстріл із заміною на 10 років ВТТ. Відбував покарання: Соловки.
Розстріл: 03.11.1937 (постанова окремої трійки УНКВД ЛО 09.10.1937).
Реабілітований.
209. Пух-Гринчук Григорій Прокопович, 1905 р. н., уродж. м. Варва (нині смт Варва Чернігівської обл.), українець, освіта вища, закінчив сільгоспінститут, агроном-машинознавець, позапартійний. Працював на МТС м. Ашхабад (нині Ашгабат), прийняв мусульманство, з 1927-го проживав у Персії.
Арешт: 20.09.1931 в Ташкенті (за «участь у повстанні в Туркестані»). Колегія ОГПУ 16.10.1932, ст. 58-6, 84 КК РСФСР, розстріл із заміною на 10 років ВТТ. Відбував покарання: Соловки.
Розстріл: 01.11.1937 (постанова окремої трійки УНКВД ЛО 14.10.1937).
Реабілітований.
210. Пясецький Мирон (Меїр) Фадейович (він же Сократ Марк Мойсейович, Філіппов Іван Гаврилович, Гінзбург Гельцер Менделевич), 1900 р. н., уродж. м. Ромни (нині Сумської обл.), єврей, зі службовців, освіта вища, був соціал-демократом (меншовик), лікар-терапевт. У минулому мав 2 судимості, начальник санвідділу Вішерського ВТТ (1930–1932).
Арешт: 1926, ОН при НКВД, ув’язнений у ВТТ за «шкідництво» («лікар-самозванець», «внаслідок його шкідницької діяльності в таборі спалахнула епідемія тифу та дизентерії»). Колегія ОГПУ 25.06.1932, ст. 58-6, 7 КК РСФСР — розстріл із заміною на 10 років ВТТ. Відбував покарання: Соловки (перебуваючи в Кремлі, 10.05.1935 оголосив голодування з вимогою негайного звільнення й реабілітації, мав покарання за порушення табірного розпорядку).
Розстріл: 01.11.1937 (постанова окремої трійки УНКВД ЛО 14.10.1937).
Реабілітований: прокуратурою Архангельської обл. 28.07.1989.
211. Решал Арон Соломонович, 1904 р. н., уродж. м. Пирятин (нині Полтавська область), єврей, зі службовців, освіта середня, був членом КП(б)У з 1924 р., директор Всеукраїнського курортного тресту, заступник завідувача господарського відділу СНК УРСР.
Арешт: у справі «контрреволюційної троцькістської організації на Україні». ОН при НКВД СРСР 01.04.1935, ст. 54-10, 11 КК УРСР, 5 років ВТТ. Відбував покарання: Соловки (табпункт Анзер).
Розстріл: 04.11.1937 (постанова окремої трійки УНКВД ЛО 10.10.1937).
Реабілітований: ВТ Московського ВО 03.04.1957 (ЦДАГО України. — Ф. 263. — Оп. 1. — Спр. 43185-ФП).
212. Решал Ізраїль Соломонович, 1909 р. н., уродж. м. Пирятин (нині Полтавська область), єврей, з робітників, освіта середня, був членом КП(б)У з 1930 р., адміністративно-господарський працівник, у минулому помічник уповноваженого НКВД, проживав: м. Харків.
Арешт: 19.12.1934 («за контрреволюційну троцькістську діяльність»). ОН при НКВД СРСР 01.04.1935, ст. 54-10, 11 КК УРСР, 5 років ВТТ. Відбував покарання: Соловки.
Розстріл: 02.11.1937 (постанова окремої трійки УНКВД ЛО 09.10.1937).
Реабілітований: ВС СРСР 08.04.1957 (ЦДАГО України. — Ф. 263. — Оп. 1. — Спр. 43185-ФП).
213. Ріпа Тимофій Іванович (варіант прізвища — Репа), 1895 р. н., уродж. с. Чишки (нині Пустомитівського р-ну Львівської обл.), українець, із селян, освіта середня, у минулому лейтенант австрійської армії, служив в УГА, був членом КПЗУ (1920—1925), КП(б)У (1925—1933), секретар консульства повпредства СРСР у Варшаві (1922—1927), член правління видавництва «ЛіМ» (1927—1932), перед арештом — начальник Харківського облуправління у справах видавництв (облліту), проживав: м. Харків, вул. Садово-Куликівська, 7.
Арешт: 29.04.[09.05.]1933 (за ін. даними 05.05.1933) у справі «УВО». Судтрійка при колегії ГПУ УРСР 01.10.1933, ст. 54-11 КК УРСР, 10 років ВТТ. Відбував покарання: Свірлаг; Соловки.
Розстріл: 03.11.1937 (постанова окремої трійки УНКВД ЛО 09.10.1937).
Реабілітований: Архангельським облсудом 04.04.1957; ВТ КВО 27.03.1959 (ДАХО. — Ф. Р-6452. — Оп. 4. — Спр. 1424; УФСБ РФ РК. — Спр. П-4136).
214. Ричич Олексій Мойсейович, 1908 р. н., уродж. Башкирії (тепер Республіка Башкортостан, РФ), українець, із селян, освіта середня, був членом ВЛКСМ, рядовий Червоної армії (1927—1931). До арешту — слюсар МТС на ст. Разумноє (нині смт Разумноє в Бєлгородській обл. РФ).
Арешт: «за шпигунство на користь Румунії». Колегія ОГПУ СРСР у 1932 р., ст. 58-6, 84 КК РСФСР, розстріл із заміною на 10 років ВТТ. Відбував покарання: Соловки.
Розстріл: 01.11.1937 (постанова окремої трійки УНКВД ЛО 14.10.1937).
Реабілітований.
215. Ровинський Дмитро Діомидович (Деомидович), 1892 (1888) р. н., уродж. м. Зіньків (нині Полтавської обл.), українець (за ін. даними єврей), з міщан, був членом ЦР УНР, позапартійний, актор і режисер, працював у театрах Києва, Харкова, Полтави, Дніпропетровська (театр Садовського, театр ім. Шевченка та ін.), переїхав до Ленінграда 1930 р., організатор і директор державного українського театру «Жовтень», проживав: м. Ленінград, наб. р. Мойки, 24, кв. 22.
Арешт: 14.11.1931 р. В/с колегії ОГПУ в м. Ленінград 21.03.1932, ст. 58-11 КК РСФСР, 5 років ВТТ. Відбував покарання: Свірлаг, працював завідувачем гужтранспорту. Засуджений нарсудом Лодєйнопольського району при Свірлагу 30.11.1935, ст. 111 КК РСФСР («у силу злочинної недбалості допустив потраву посіву») на 1 рік додатково. Переведений у Соловки (табпункти Анзер, Кремль), працював у театрі.
Розстріл: 03.11.1937 (постанова окремої трійки УНКВД ЛО 09.10.1937).
Реабілітований.
216. Розенфельд Валентина Михайлівна, 1909 р. н., уродж. м. Одеса, єврейка, з міщан, знала німецьку, французьку мови, служила в магазині.
Арешт: за зв'язок з Польським консульством і в справі «УВО». У 1933 р. засуджена за ст. 58-6, 11 КК РСФСР, 8 років ВТТ. Відбувала покарання: Соловки (командировка Філімоново).
Розстріл: 01.11.1937 (постанова окремої трійки УНКВД ЛО 14.10.1937).
Реабілітована.
217. Рублевський Олексій Денисович, 1904 р. н., уродж. м. Козятин (нині Вінницька область), українець, з робітників, освіта н/середня, був членом КП(б)У (1931—1935). Працював електромонтером на залізниці, завідувачем комори на ст. Київ-Пасажирський. З 1931 року заступник відповідального секретаря Спілки письменників УРСР. Проживав: м. Київ, вул. Воровського, 48, кв. 26.
Арешт: 20.08.1935. Спецколегія Київського облсуду 17.10.1935, ст. 54-10 ч. 1 КК УРСР, 3 роки ВТТ. Відбував покарання: Соловки.
Розстріл: 02.11.1937 (постанова окремої трійки УНКВД ЛО 09.10.1937).
Реабілітований: Пленумом ВС УРСР 25.11.1960; президією Ленінградського облсуду 1989 (ГДА СБУ. — Спр. 34570-ФП).
218. Рудницький Степан Львович, 1877 р. н., уродж. м. Перемишль (нині в Підкарпатському воєводстві, Польща), українець, з сім'ї вчителя, освіта вища, закінчив Львівський університет, доктор філософії (1901). У минулому військовий географ при австрійському генштабі (1914—1915). Учений-географ, професор, викладач Львівського, Віденського, Празького вільного українського університетів. В УРСР з 1926 р., засновник і директор Інституту географії і картографії, академік ВУАН, проживав: м. Харків, вул. Лібкнехта, 33, кв. 11.
Арешт: 21.03.1933 (у справі «УВО»). Судтрійка при колегії ГПУ УРСР 23.09.1933, ст. 54-4, 6 КК УРСР, 5 років позбавлення волі. Відбував покарання: Свірлаг (працював лікарем); Соловки.
Розстріл: 03.11.1937 (постанова окремої трійки УНКВД ЛО 09.10.1937).
Реабілітований: ВТ КВО 11.05.1965 (ЦДАГО України. — Ф. 263. — Оп. 1. — Спр. 57190-ФП).
219. Саблін Ян Григорович (він же Нікітін Яків Григорович), 1902 р. н., уродж. селища Славгород (нині Дніпропетровської обл.), українець, освіта вища (військова і юридична). Заступник голови Укрконярколгоспцентру. До арешту працював юристом три роки, був зоотехніком-конярем 5 років (дані з заявки на винахід).
Арештований як такий, що удавав з себе «демобілізованого командира бригади». Колегія ОГПУ 02.09.1932, ст. 82 КК РСФСР, 10 років ВТТ. Відбував покарання: Соловки.
Розстріл: 27.10.1937 (постанова окремої трійки УНКВД ЛО 09.10.1937).
Відомостей про реабілітацію немає.
220. Садовський Геннадій Леонідович, 1897 р. н., народився в с. Чернички Бердичівського повіту Київської губернії, українець, із сім'ї священника, навчався в Київському університеті, офіцер армії УНР, колишній військовий комендант Житомира, безпартійний, учитель, проживав: с. Сестринівка. Засуджувався 1926 р. за ст. 58-10 КК РСФРР.
Засуджений: Колегією ОГПУ 3 червня 1929 р. за ст. 58-10 на 10 років ВТТ. Відбував покарання в таборі «Белбалтлаг» і в Соловках. Особливою трійкою УНКВД ЛО 09.10.1937 р. засуджений до найвищої кари.
Розстріляний: 03.11.1937 р. в Карелії (Сандармох).
221. Сакало Олексій Григорович, 1900 р. н., народився й жив у м. Полтава (за іншими даними — уродженець с. Патлаївка Полтавського району), українець, член ВКП(б) в 1925–1927 рр., слюсар Полтавського паротягоремонтного заводу. У 1925 і 1932 рр. притягався до відповідальності за «контрреволюційну троцькістську діяльність».
Засуджений: Особливою нарадою при НКВС СРСР 21 серпня 1935 р. на 5 років ВТТ. Відбував покарання у Соловках. Особливою трійкою УНКВД ЛО 09.10.1937 р. засуджений до найвищої кари.
Розстріляний: 02.11.1937 р. в Карелії (Сандармох).
222. Самборський Юрій Якович, 1883 р. н., народився в м. Звенигородка Київської губернії, українець, безпартійний, консультант Постійного представництва УСРР, проживав: м. Москва, вул. Каретний Ряд, буд. 14, кв. 10.
Засуджений: Колегією ОГПУ 28.09.1933 р. за ст. ст. 58-4-11 КК РСФРР на 10 років ВТТ. Відбував покарання у Соловках (на «командировці» Філімоново й табірному пункті «Кремль»). Особливою трійкою УНКВД ЛО 09.10.1937 р. засуджений до найвищої кари.
Розстріляний: 03.11.1937 р. в Карелії (Сандармох).
223. Сапега Савер'ян Сергійович, 1905 р. н., уродж. с. Ставрів (нині Млинівського р-ну Рівненської обл.), українець, був членом ВКП(б), десятник-будівельник тракторного заводу (ХТЗ), проживав: м. Харків.
Арешт: за звинуваченням у «к/р діяльності». ОН при НКВД СРСР 10.04.1935, ст. 54-8, 11 КК УРСР, 5 років ВТТ. Відбував покарання: Соловки.
Розстріл: 03.11.1937 (постанова окремої трійки УНКВД ЛО 09.10.1937).
Реабілітований: прокуратурою Харківської обл. 23.05.1989 (ДАХО. — Ф. Р-6452. — Оп. 5. — Спр. 1160).
224. Сарван Олексій Григорович, 1893 р. н., уродж. с. Лани (нині Пустомитівського р-ну Львівської обл.), українець, з робітників, освіта вища, закінчив Інститут марксизму-ленінізму, був членом КП Америки (1919—1926, прибув до СРСР 1925 р.) КП(б)У (1926—1933), професор історії, заступник директора Інституту совєтського будівництва та права, проживав: м. Харків, Пушкінський в'їзд, 3.
Арешт: 16.02.1933 (у справі «УВО»). Судтрійка при колегії ГПУ УРСР 23.09.1933, ст. 54-3, 4, 6, 11 КК УРСР, 5 років ВТТ. Відбував покарання: Карлаг; Соловки (табпункт Кремль), брав участь «в оголошені колективних голодувань». У грудні 1936 р. за «систематичну антисовєтську пропаганду» поміщений у слідізолятор. Відділенням Головсуду Карельської АССР при ББК НКВД 09.08.1937, ст. 58-10 ч. 1 КК РСФСР, 5 років позбавлення волі (термін з 16.02.1937).
Розстріл: 03.11.1937 (постанова окремої трійки УНКВД ЛО 09.10.1937).
Реабілітований: ВТ ЛенВО 25.12.1957 (ГДА СБУ. — Спр. 46497-ФП; УФСБ РФ РК. — Спр. П-5707, П-6511).
225. Семенчук Василь Спиридонович, 1911 р. н., уродж. с. Дігтярівка (нині Новгород-Сіверського р-ну Чернігівської обл.), українець, із селян, освіта середня, кандидат у члени ВКП(б) (1932—1936), у минулому заступник начальника міськзеленбуду, технік-будівельник, виконроб Свердловського домтресту. Проживав: м. Горький, вул. Гоголя, 12-б, кв. 6.
Арешт: 19.05.1936. В/с ВК ВС СРСР у м. Горький 20.11.1936, ст. 17, 58-8, 58-11 КК РСФСР, 10 років ув'язнення. Відбував покарання: Соловки.
Розстріл: 04.11.1937 (постанова окремої трійки УНКВД ЛО 10.10.1937).
Реабілітований: прокуратурою Архангельської обл. 1989 р.
226. Середа Семен Митрофанович, 1907 р. н., уродж. с. Мліїв (нині Городищенського р-ну Черкаської обл.), українець, з родини об'їзника лісництва, освіта вища, позапартійний, викладач сільгосптехнікуму, проживав: м. Городище.
Арешт: у справі «Українського революційно-демократичного союзу». Судтрійка при колегії ГПУ УРСР 23.01.1933, ст. 54-2, 11 КК УРСР, 5 років ВТТ. Відбував покарання: Соловки.
Розстріл: 03.11.1937 (постанова окремої трійки УНКВД ЛО 09.10.1937).
Реабілітований: прокуратурою Житомирської обл. 16.10.1963; Прокуратурою України [Київської області] 29.08.1989 (ЦДАГО України. — Ф. 263. — Оп. 1. — Спр. 64622–ФП).
227. Сильвестров Микола Григорович, 1896 р. н., уродж. м. Харків, росіянин, освіта середня, був членом партії анархістів. Неодноразово засуджений за «контрреволюційну діяльність». На 1924 р. проживав у Харкові, арештований, 1925 р. дістав 5 років концтабору з подальшим засланням до Архангельська. Арештований в Архангельську (1932), дістав у листопаді 1932-го 3 роки політізолятора з подальшим обмеженням проживання у великих містах. На 1936 р. жив у Курську, працював токарем на міськводопроводі, неодноразово нелегально виїздив до Харкова.
Арешт: 14.09.1936 у груповій справі анархістів. ОН при НКВД СРСР 16.11.1936, 5 років ВТТ. Відбував покарання: Соловки (не раз оголошував голодування).
Розстріл: 03.11.1937 (постанова окремої трійки УНКВД ЛО 09.10.1937).
Реабілітований.
228. Синяєв Василь Петрович, 1902 р. н., уродж. м. Луганськ, росіянин, був членом ВКП(б), технічний керівник облуправління мір і ваги, проживав: м. Одеса.
Арешт: «за підозрою в шпигунстві». ОН при НКВД СРСР 01.08.1935, 5 років ВТТ. Відбував покарання: Соловки.
Розстріл: 01.11.1937 (постанова окремої трійки УНКВД ЛО 14.10.1937).
Реабілітований.
229. Сігалов Лев Петрович, 1901 р. н., уродж. с. Троїцько-Сафонове (нині Казанківський р-н Миколаївської обл.), єврей, освіта вища, позапартійний, економіст-плановик. Проживав у Ленінграді.
Арешти: неодноразово від середини 1920-х років за «контрреволюційну діяльність». ОН при колегії ОГПУ 01.12.1929, 3 роки ВТТ. Арештований 10.05.1932 в м. Архангельськ. ОН ОГПУ Північного краю 07.09.1932, ст. 58-10, 11 та ст. 82 КК РСФСР, 3 роки ВТТ. ОН при НКВД СРСР 04.03.1933 термін збільшено на 2 роки. Відбував покарання: Соловки (табпункт Кремль), тричі оголошував голодування.
Розстріл: 02.11.1937 (постанова окремої трійки УНКВД ЛО 09.10.1937).
Реабілітований: 08.08.1989 [Книга пам'яті Архангельської обл.].
230. Сірко Василь Петрович, 1899 р. н., уродж. с. Кінашів (нині Галицького р-ну Івано-Франківської обл.), українець, з селян, освіта неповна середня (за ін. даними вища), у минулому вояк австрійської армії (1914—1916), у полоні в Росії (1916—1918), був членом РСДРП(б), КПЗУ (1927—1928), ВКП(б) (1918—1933). На підпільній роботі в м. Станіслав (ЗУНР, 1919), вояк УГА і РСЧА (1919—1920). У 1920 — голова Теребовлянського повітового революційного комітету (Галичина), викладач 2–ї Київської школи червоних старшин (1920—1921), згодом переважно на партроботі. Завідувач агітаційно-масового відділу ЦК КП(б)У, секретар Криворізького міськкому, член бюро Дніпропетровського обкому КП(б)У. Проживав: м. Харків.
Арешт: 17.05.1933 (у справі «УВО»). Судтрійка при колегії ГПУ УРСР 10.11.1933, ст. 54-11 КК УРСР, 10 років ВТТ. Відбував покарання: Соловки.
Розстріл: 03.11.1937 (постанова окремої трійки УНКВД ЛО 09.10.1937).
Реабілітований: 21.10.1960 (ЦДАГО України. — Ф. 263. — Оп. 1. — Спр. 49642–ФП).
231. Сіяк Іван Михайлович (брат Сіяка М. М.), 1887 р. н., уродж. с. Ляшки (с. Ляшки-Муровані, нині с. Муроване в Пустомитівському районі Львівської області), українець, із сім'ї педагога, освіта вища, закінчив Львівський університет, правник. До 1914 р. діяч УСДРП (член головної управи), як революціонер провів 2 роки у в ув'язненні за австрійської влади. Згодом старшина УСС і Армії УНР, військовий комісар Поділля під час Директорії, командир окремого Залізного загону Армії УНР, отаман «Швидкий» Зеленої армії. Був членом КП(б)У (1919—1933), працював секретарем повпредства УРСР у Варшаві. Викладач у вишах Харкова і Києва, професор, з 1930 р. — директор Інституту лінгвістичної освіти. Проживав: м. Київ, вул. К. Маркса, 17, кв. 10.
Арешт: 02.02.1933 (у справі «УВО»). Під час слідства тримав голодування. Судтрійка при колегії ГПУ УРСР 01.10.1933, ст. 54-11 (за ін. даними також ст. 54-4, 6) КК УРСР, 10 років ВТТ. Відбував покарання: Свірлаг; Соловки.
Розстріл: 03.11.1937 (постанова окремої трійки УНКВД ЛО 09.10.1937).
Реабілітований: ВТ КВО 26.09.1958 (ГДА СБУ. — Спр. 48085-ФП).
232. Сіяк Микола Михайлович, 1872 р. н., (брат Сіяка І. М.), уродж. с. Зушиці (нині Городоцького р-ну Львівської обл.), українець, із сім'ї педагога, освіта вища юридична, в минулому офіцер австрійської армії і УГА, служив у РСЧА (1920—1921), був членом КП(б)У. Працював заввідділу Наркомюсту УРСР (1921—1922), був аспірантом (1926—1930), доцент, викладач німецької мови в Інституті комуністичної освіти. Проживав: м. Харків, вул. Римарська, 19, кв. 30.
Арешт: 31.12.1932 (у справі «УВО»). Судтрійка при колегії ГПУ УРСР 23.09.1933, ст. 54-11 КК УРСР, 10 років ВТТ. Відбував покарання: Соловки (спецізолятор).
Розстріл: 03.11.1937 (постанова окремої трійки УНКВД ЛО 09.10.1937).
Реабілітований: прокуратурою Харківської обл. 10.05.1989; прокуратурою Архангельської обл. 17.07.1989 (ДАХО. — Ф. Р-6452. — Оп. 4. — Спр. 4221; РУ ФСБ РФ АО. — Спр. П-14788).
233. Скубко Борис Тихонович, 1897 р. н., уродж. м. Луганськ, українець, освіта вища, в минулому есер, вояк армії УНР. Емігрував до Чехо-Словаччини (Прага), звідки повернувся в СРСР, службовець, проживав на Кубані.
Колегія ОГПУ 02.02.1933, ст. 58-2, 6, 11 КК РСФСР, 10 років ВТТ. Відбував покарання: Соловки.
Розстріл: 03.11.1937 (постанова окремої трійки УНКВД ЛО 09.10.1937).
Реабілітований. (УФСБ РФ по Краснодарському краю. — Спр. 91541).
234. Слісаренко Олекса Андрійович (Олекса Слісаренко) (справжнє прізвище Снісар), 1891 р. н., народився на хуторі (нині с. Шпувате Великобурлуцького р-ну Харківської обл.; у документах суду місце народження — с. Хатнє, нині того ж р-ну), українець, із сім'ї лимаря (за ін. даними — керуючого маєтком), освіта н/вища, закінчив Харківське рільниче училище, позапартійний, у минулому офіцер артилерії. З 1919-го в Києві творчо працював як літератор. У 1921—1924 роках служив у Наркомземі УРСР, агроном. Був членом спілок письменників «Гарт», ВАПЛІТЕ (1925—1928), головним редактором видавничого відділу «Книгоспілки», згодом співредактор «Універсального журналу» (1928—1929). Проживав: м. Харків.
Арешт: 29.04.1934. ВТ Українського ВО 19.03.1935, ст. 54-2, 8, 11 КК УРСР, 10 років ВТТ. Відбував покарання: Соловки (сторожував на складі сільгоспу, в 1936-му потрапив до штрафізолятора на 3 місяці).
Розстріл: 03.11.1937 (постанова окремої трійки УНКВД ЛО 09.10.1937).
Реабілітований: ВК ВС СРСР 19.09.1957 (ГДА СБУ, Харків. — Спр. 021958; УФСБ РФ РК. — Спр. П-5179).
235. Слюсар Григорій Іванович, 1886 р. н., уродж. с. Добрівляни (нині, можливо, Дрогобицького р-ну Львівської обл.), українець, із селян, у минулому молодший унтерофіцер австрійської армії, жандарм УГА. В УРСР прибув з Чехословаччини, був членом КП(б)У (1923—1933), уповноважений тресту «Союзмолоко», проживав: м. Київ, вул. Горвіца, 2/1 (за ін. даними — в Харкові).
Арешт: у справі «УВО». Судтрійка при колегії ГПУ УРСР 01.10.1933 р., 5 років ВТТ. Відбував покарання: Карлаг; Соловки (табірний пункт Кремль).
Розстріл: 01.11.1937 (постанова окремої трійки УНКВД ЛО 14.10.1937).
Реабілітований: Прокуратурою України 13.07.1989; прокуратурою Архангельської обл. 08.09.1989 (ЦДАГО України. — Ф. 263. — Оп. 1. — Спр. 64948-ФП; РУ ФСБ РФ АО. — Спр. П-14567).
236. Солодуб Петро Кирилович, 1893 р. н., уродж. м. Заслав (нині Ізяслав Хмельницької обл.), українець, із сім'ї ремісника-шевця, освіта вища, у минулому штабскапітан царської армії, помічник командувача УГА, був членом ПСР, УПСР, ВКП(б) (1919—1933), депутат Трудового конгресу України (1919), помічник командувача в Червоній армії, начальник Школи червоних старшин. Інженер-економіст, працював в Управлінні справами Совнаркому УРСР. Голова правління Укрдержстраху (1923—1924), член колегії Наркомату фінансів УРСР (Харків, 1923—1925), уповноважений наркома закордонних справ на Україні. Потім у Ленінграді (проживав: вул. Миру, 31): працівник Державного інституту проєктування металургійних заводів, доцент Політехнічного інституту і член президії Міськплану. З 1931-го — начальник сектору складання п'ятирічного плану важкої промисловості Держплану СРСР, проживав: м. Москва, Гоголівський бульвар, 8, кв. 73.
Арешт: 07.05.1933 (у справі «УВО»). Колегія ОГПУ 05.09.1933, ст. 58-4, 11 КК УРСР, 10 років ВТТ. Відбував покарання: Соловки (табпункт Кремль, працював діловодом фінчастини).
Розстріл: 03.11.1937 (постанова окремої трійки УНКВД ЛО 09.10.1937).
Реабілітований: ВС СРСР 18.07.1956; Архангельським облсудом 19.04.1957 (РУ ФСБ РФ АО. — Спр. П-6911).
237. Соломін-Бронтіх Семен (Соломон) Ісаакович, 1903 р. н., уродж. м. Одеса, єврей, освіта вища, був членом ВКП(б) (1922—1928, 1932—1935), старший лікар науково-випробувального рушнично-кулеметного полігону РСЧА (1932—1935). Був висланий на 3 роки (1928). Проживав: м. Москва.
ВК ВС СРСР 11.11.1936, ст. 17, 58-8, 11 КК РСФСР, 10 років в'язниці. Відбував покарання: Соловки.
Розстріл: 04.11.1937 (постанова окремої трійки УНКВД ЛО 10.10.1937). Тоді ж розстріляно його дружину Циреф К. Д.
Реабілітований.
238. Стасюк Петро Іванович, 1896 р. н., уродж. с. Кліцько (нині Городоцького р-ну Львівської обл.), українець, був членом КПЗУ, вчитель і кооператор, проживав в УРСР.
Колегія ОГПУ 14.05.1932, ст. 58-4, 11, 13 КК РСФСР, 6 років позбавлення волі. Колегія ОГПУ 05.09.1933, ст. 58-4, 11 КК РСФСР, 10 років ВТТ з поглинанням першого вироку. Відбував покарання: Соловки (табпункт Кремль, в одиночній камері спецізолятора, у червні 1937 р. оголошував голодування).
Розстріл: 03.11.1937 (постанова окремої трійки УНКВД ЛО 09.10.1937).
Реабілітований.
239. Стрєльцов Микола Костянтинович, 1890 р. н., уродж. м. Харків, українець, зі службовців, освіта середня, в минулому ад'ютант у батальйоні армії УНР, офіцер УГА, потрапив до російського полону, служив у РСЧА (1920—1921), позапартійний. З 1923-го перебував на окремому обліку в ГПУ. Газетяр, письменник, працював у журналі «Східний світ». Член Всеукраїнської наукової асоціації сходознавців. Проживав: м. Харків, вул. Кооперативна, 2, кім. 12.
Арешт: 08.03.1934. Судтрійка при колегії ГПУ УРСР 29.05.1934, ст. 54-6, 11 КК УРСР, 5 років ВТТ. Відбував покарання: Соловки, працював діловодом у санчастині й у музеї.
Розстріл: 03.11.1937 (постанова окремої трійки УНКВД ЛО 09.10.1937).
Реабілітований: прокуратурою Харківської обл. 26.06.1989; прокуратурою Архангельської обл. 17.07.1989 (ДАХО. — Ф. Р-6452. — Оп. 3. — Спр. 3946; РУ ФСБ РФ АО. — Спр. П-14801).
240. Ступаченко Павло Євгенович, 1904 р. н., уродж. с. Вербів (нині Андрушівського р-ну Житомирської обл.), українець, освіта початкова, позапартійний, тесляр, працював у сільському господарстві (колгоспник).
Арешт: 01.07.1931. Судтрійка при колегії ГПУ УРСР 03.11.1931, ст. 54-10, 11 КК УРСР, розстріл; засідання (судове) колегії ОГПУ СРСР 13.02.1932, ст. 58-2, 11 КК РСФСР, розстріл із заміною на 10 років ВТТ. Президія ЦВК СРСР 27.12.1936, термін скорочено до 8 років. Відбував покарання: Соловки.
Розстріл: 27.10.1937 (постанова окремої трійки УНКВД ЛО 09.10.1937).
Реабілітований: Житомирським облсудом 25.11.1966; прокуратурою Архангельської обл. 14(17?).07.1989 (ДАЖО. — Спр. 11298-П).
241. Сугак Іван Микитович (варіант прізвища: Сугак-Сугаков), 1892 р. н., уродж. м. Армавір (нині в Краснодарському краї, РФ), українець, був членом ВКП(б), службовець, до арешту — парторг заводу № 89 у Москві. Проживав: м. Москва.
Арешт: за «контрреволюційну троцькістську діяльність». ОН при НКВД СРСР 17.03.1935, 5 років ВТТ. Спецколегія Головсуду Карельської АССР при ББК НКВД 02.06.1936, ст. 58-10 КК РСФСР, 3 роки додатково. Відбував покарання: Соловки.
Розстріл: 02.11.1937 (постанова окремої трійки УНКВД ЛО 09.10.1937).
Реабілітований.
242. Сушицький Станіслав Миколайович, 1909 р. н., уродж. с. Думанів (нині Кам'янець-Подільського р-ну Хмельницької обл.), українець (за ін. даними поляк), освіта початкова, позапартійний, селянин-одноосібник.
Арешт: 21.05.1933, звинувачення: порушення кордону, шпигунство. Колегія ОГПУ 29.11.[10.]1933, ст. 58-6 КК РСФСР, розстріл із заміною на 10 років ВТТ. Відбував покарання: Соловки.
Розстріл: 01.11.1937 (постанова окремої трійки УНКВД ЛО 14.10.1937).
Реабілітований: Військовою прокуратурою ПрикВО 30.01.1990 (Спр. П-24682).
243. Тарадай Степан Ничипорович, 1895 р. н., уродж. с. Бальківці (нині Волочиського р-ну Хмельницької обл.), росіянин, закінчив Промакадемію в Москві, був членом ВКП(б) (1924—1936). Майстер механічного цеху заводу (рос. «Краснознаменец»), проживав: м. Ленінград, ст. Ржевка, Капсульне шосе, 40, кв. 97.
Арешт: 21.07.1936. В/с ВК ВС СРСР у м. Ленінград 25.12.1936, ст. 17, 58-8, 11 КК РСФСР, 10 років в'язниці. Відбував покарання: Соловки.
Розстріл: 04.11.1937 (постанова окремої трійки УНКВД ЛО 10.10.1937).
Реабілітований: ВК ВС СРСР 29.01.1958.
244. Тимецький Петро Дмитрович, 1892 р. н., уродж. с. Роздол (нині с. Розділ Миколаївського р-ну Львівської обл.), українець, з робітників, освіта н/вища, у минулому писар в австрійській армії, згодом — журналіст, редактор. В УРСР з 1926 р., був членом КП(б)У (1926—1934), політичний редактор і уповноважений Головліту Наркомосу УРСР, викладач німецької мови комсомольських шкіл заводу «Серп і молот» і Авіаційного інституту, проживав: м. Харків, вул. Металістів, 3, кв. 1.
Арешт: 01.04.1934 (у справі «УВО»). Судтрійка при колегії ГПУ УРСР 29.05.1934, ст. 54-8, 11 КК УРСР, 10 років ВТТ. Відбував покарання: Соловки (табпункт Кремль).
Розстріл: 03.11.1937 (постанова окремої трійки УНКВД ЛО 09.10.1937).
Реабілітований: прокуратурою Харківської обл. 15.12.1989; прокуратурою Архангельської обл. 17.07.1989 (ДАХО. — Ф. Р-6452. — Оп. 6. — Спр. 144; РУ ФСБ РФ АО. — Спр. П-13599).
245. Тимошенко Авксентій Захарович, 1906 р. н., уродж. с. Коробівка (нині Золотоніського р-ну Черкаської обл.), українець, із селян, позапартійний, службовець, був членом ВЛКСМ.
ОН при колегії ГПУ УРСР 22.02.1927, ст. 54-4 КК УРСР, 3 роки ВТТ; колегія ОГПУ 23.08.1927, вирок замінено на 10 років ВТТ. Відбував покарання: Соловки, у 1931 р. перекинутий до Свірлагу, звідки втік до Естонії (липень 1931 р.). З офіційного дозволу повернувся в СРСР (1934), заарештований вдруге й відбував покарання в Соловках, де не раз оголошував голодування.
Розстріл: 27.10.1937 (постанова окремої трійки УНКВД ЛО 09.10.1937).
Реабілітований: Прокуратурою України 06.03.1992 (ЦДАГО України. — Ф. 263. — Оп. 1. — Спр. 68841-ФП).
246. Тихонов Тимофій Іванович, 1904 р. н., уродж. м. Харків, українець, освіта вища, закінчив Ленінградський індустріальний інститут, був членом ВКП(б) (1927—1936), технічний керівник артілі Лаборпромет Ленкультпромсоюзу, проживав: м. Ленінград, пр. Обухівської оборони, 61, кв. 404.
Арешт: 31.03.1936. В/с ВК ВС СРСР у м. Ленінград 29.12.1936, ст. 17, 58-8, 11 КК РСФСР, 8 років в'язниці. Відбував покарання: Соловки (табпункт Кремль).
Розстріл: 03.11.1937 (постанова окремої трійки УНКВД ЛО 09.10.1937).
Реабілітований.
247. Толмачов Леонід Іванович, 1895 р. н., уродж. м. Одеса, росіянин, позапартійний, у минулому штабскапітан білої армії. Проживав у Західно-Сибірському краї.
Арешт: у справі «білогвардійської змови». Колегія ОГПУ 05.08.1933, ст. 58-2, 11 КК РСФСР, розстріл із заміною на 10 років ВТТ (термін позбавлення волі з 05.05.1933). Відбував покарання: Соловки.
Розстріл: 27.10.1937 (постанова окремої трійки УНКВД ЛО 09.10.1937).
Реабілітований.
248. Торський Яків Захарович (Інденбаум), 1902 р. н., уродж. м. Могилів Подільської губернії (нині м. Могилів-Подільський Вінницької обл.), єврей, з міщан, освіта незакінчена вища військова, був членом ВКП(б) (1919—1935). У РСЧА з 1919-го: навчався, брав участь у боях, обіймав командні й політичні посади — закінчив 2-гі Петроградські артилерійські курси (1919—1920), курси Вищої школи штабної служби (1922), один курс Військової академії РСЧА. Службовець совєтської військової розвідки (1927—1935), входив до складу фінської резидентури ІНВ ОГПУ (помічник резидента розвідки О. Яковлева), в 1930-ті завідувач Торгпредства СРСР у Фінляндії. З 1935-го керував конторою Ленкондитерзбут Наркомхарчопрому СРСР. Проживав: м. Ленінград, вул. Дегтярна, 13, кв. 22.
Арешт: 26.03.1936 у Ленінграді (за ін. даними, заарештований 02.04.1936 у Москві), звинувачений у «к/р троцькістській діяльності». ОН при НКВД СРСР 15.10.1936, ст. 58-10 КК РСФСР, 5 років ВТТ. Відбував покарання: Соловки (табпункт Анзер, командировка Філімоново, табпункт Кремль).
Розстріл: 04.11.1937 (постанова окремої трійки УНКВД ЛО 10.10.1937).
Реабілітований: Ленміськсуд 28.09.1956.
249. Трохименко Микола Федотович (також — Трофименко), 1899 р. н., уродж. с. Шандра (нині Миронівського р-ну Київської обл.), українець, із селян, освіта вища, навчався в Миколаївському учительському інституті, філолог, лексикограф, був членом УКП (боротьбистів), у минулому учасник визвольних змагань, згодом командир взводу в РСЧА (1920—1926). Науковий працівник Інституту мовознавства, завсектору ВУАН (1930—1933), проживав: м. Київ.
Арешт: 04.02.1933 (у справі «УВО»). Судтрійка при колегії ГПУ УРСР 14.11.1933, ст. 54-11 КК УРСР, 5 років ВТТ. Відбував покарання: Карлаг; Соловки.
Розстріл: 03.11.1937 (постанова окремої трійки УНКВД ЛО 09.10.1937).
Реабілітований: прокуратурою Київської обл. 04.05.1989; прокуратурою Архангельської обл. 17.07.1989 (ЦДАГО України. — Ф. 263. — Оп. 1. — Спр. 60632–ФП; РУ ФСБ РФ АО. — Спр. П-12988).
250. Троцький Ісаак Мойсейович, 1903 р. н., уродж. м. Одеса, єврей, з сім'ї вчителя, освіта вища, закінчив Ленінградський держуніверситет (1924), позапартійний, джерелознавець, історик. З 1926-го — викладач Ленінградського інституту шляхів сполучення й політехнікуму шляхів сполучення. З 1928 р. — аспірант Інституту історії Російської асоціації науково-дослідних інститутів суспільних наук, від початку 1930-х — вчений секретар Історико-археографічного інституту АН СРСР. Кандидат історичних наук (1935), професор, викладач історичного факультету ЛДУ. Проживав: м. Ленінград, вул. Кірочна, 12, кв. 5.
Арешт: 03.06.1936 (звинувачений в участі в троцькістській організації). В/с ВК ВС СРСР у м. Ленінград 23.12.1936, ст. 17, 58-8, 11 КК РСФСР, 10 років в'язниці. Відбував покарання: Соловки.
Розстріл: 04.11.1937 (постанова окремої трійки УНКВД ЛО 10.10.1937).
Реабілітований: ВК ВС СРСР 14.07.1956.
251. Туз Іван Андрійович, 1894 р. н., уродж. с. Глиняни (нині місто Золочівського р-ну Львівської обл.), українець, із селян, освіта вища, у минулому унтерофіцер австрійської армії, офіцер УГА, з 1920-го був членом КП Чехословаччини. У СРСР з 1927 р., був членом КП(б)У (1928—1933), економіст, завідувач виробництва фабрики наочного приладдя, проживав: м. Харків, вул. Карла Лібкнехта, 6, кв. 22.
Арешт: 14.04.1933 (за ін. даними 17.06.1933) у справі «УВО». Судтрійка при колегії ГПУ УРСР 01.10.1933, ст. 54-11 КК УРСР, 5 років ВТТ. Відбував покарання: Карлаг; Дмитлаг (1934, працював плановиком-економістом Управління Волзького р-ну); Соловки (табпункт Кремль).
Розстріл: 03.11.1937 (постанова окремої трійки УНКВД ЛО 09.10.1937).
Реабілітований: прокуратурою Архангельської обл. 17.07.1989; прокуратурою Харківської обл. 17.10.1989 (ДАХО. — Ф. Р-6452. — Оп. 5. — Спр. 907; РУ ФСБ РФ АО. — Спр. П-14789).
252. Тур (Запаринюк) Іван Петрович (у протоколі трійки — Тур-Запоренюк), 1890 р. н., уродж. с. Вовчківці (нині у Снятинському р-ні Івано-Франківської обл.), українець, із селян, освіта середня, у минулому вояк австрійської армії, був членом КПЗУ, КП(б)У (1920—1933), працював у повпредстві УРСР у Празі (1921—1923). Заступник уповноваженого Народного комісаріату закордонних справ СРСР у Харкові [заступник уповноваженого Наркомзему УРСР]. Проживав: м. Харків.
Арешт: 29.05.1933 у справі «УВО». Судтрійка при колегії ГПУ УРСР 26.11.1933, ст. 54-11 КК УРСР, 5 років ВТТ. Відбував покарання: Карлаг; Соловки (табпункт Кремль).
Розстріл: 03.11.1937 (постанова окремої трійки УНКВД ЛО 09.10.1937).
Реабілітований: ВТ КВО 18.02.1959 (ДАХО. — Ф. Р-6452. — Оп. 4. — Спр. 1413).
253. Турська Олена Федорівна, 1899 р. н., уродж. м. Варшава (Польща), росіянка, з родини пристава, освіта н/вища, навчалася в Полтавському інституті шляхетних дівчат, адвокатка юридичної консультації. Проживала: м. Полтава, вул. Леніна, 4.
Арешт: 07.12.1934 (за написання «ряду контрреволюційних віршів, спрямованих проти Сталіна»). ОН при НКВД УРСР 07.07.1935, ст. 54-8, 11 КК УРСР, 5 років ВТТ. Відбувала покарання: Соловки.
Розстріл: 03.11.1937 (постанова окремої трійки УНКВД ЛО 09.10.1937).
Реабілітована: ВТ КВО 27.12.1956 (ГДА СБУ, Полтава. — Спр. 10317-С).
254. Тютюнник Микола Антонович, 1896 р. н., уродж. с. Ігровиця (нині Тернопільського р-ну Тернопільської обл.), українець, із селян, освіта вища, закінчив лісовий факультет Політехнічного інституту, був слухачем Українського вільного університету в Празі. У минулому унтерофіцер УГА, був членом КПЗУ (1921—1926), канд. у члени КП(б)У. Прибув до УРСР 1927 р., спеціаліст з лісового господарства, старший референт сектору економіки праці і кадрів Укрлісгоспу. Проживав: м. Харків, вул. Греківська, 58.
Арешт: 31.12.1932 (за ін. даними — 01.01.1933, у справі «УВО»). Судтрійка при колегії ГПУ УРСР 01.10.1933, ст. 54-11 КК УРСР, 10 років ВТТ. Відбував покарання: 4-те відділення Білбалтлагу (працював помічником директора Сегезького лісозаводу); Соловки (командировка Ісаково).
Розстріл: 03.11.1937 (постанова окремої трійки УНКВД ЛО 09.10.1937).
Реабілітований: прокуратурою Архангельської обл. 17.07.1989; прокуратурою Харківської обл. 18.10.1989 (ДАХО. — Ф. Р-6452. — Оп. 5. — Спр. 929; РУ ФСБ РФ АО. — Спр. П-14798).
255. Фарина Петро Дем'янович (у документах НКВД також — Фарин), 1895 р. н., уродж. с. Суховоля (нині Луцького р-ну Волинської обл.), українець, із селян, освіта середня, у минулому молодший унтерофіцер царської армії, був членом КПЗУ (з 1922), УСДП, КП(б)У, робітник, службовець. За поширення ідей КПЗУ з 1925-го провів сім з половиною років у польській в'язниці, в УРСР прибув 1932 р. за політичним обміном. Завідувач соціально-побутової групи (відповідальний виконавець) тресту «Трубосталь», проживав: м. Харків.
Арешт: 19.03.1934. Судтрійка при колегії ГПУ УРСР 25.05.1934, ст. 54-8, 11 КК УРСР, 10 років ВТТ. Відбував покарання: Кем, Соловки (острови Муксалма, Анзер).
Розстріл: 03.11.1937 (постанова окремої трійки УНКВД ЛО 09.10.1937).
Реабілітований: ВТ КВО 08.03.1963; прокуратурою Архангельської обл. 19.07.1963 (ДАХО. — Ф. Р-6452. — Оп. 4. — Спр. 1029; РУ ФСБ РФ АО. — Спр. П-10670).
256. Филипович Павло Петрович (Павло Филипович), 1891 р. н., уродж. с. Кайтанівка (нині Катеринопільського р-ну Черкаської обл.), українець, із сім'ї священника, освіта вища, закінчив історико-філологічний факультет Київського університету (1915), рівнобіжно навчався на правознавчому факультеті, поет, перекладач, літературознавець, викладач Інституту народної освіти, професор, науковий співробітник ВУАН. Проживав: м. Київ, вул. Леніна, 42, кв. 20.
Арешт: 05.09.1935. ВТ КВО 04.02.1936, ст. 54-8, 11 КК УРСР, розстріл замінено на 10 років ВТТ. Відбував покарання: ББК (Медвежа Гора); Соловки.
Розстріл: 03.11.1937 (постанова окремої трійки УНКВД ЛО 09.10.1937).
Реабілітований: ВК ВС СРСР 23.01.1958 (ГДА СБУ. — Спр. 48570-ФП).
257. Фірдевс Ісмаїл Керімович (Керімджанов), 1889 (1888) р. н., уродж. м. Сімферополь, кримський татарин, закінчив Сімферопольську татарську вчительську семінарію, був членом партії кадетів, арештований, висланий на 4 роки, згодом член РКП(б)—ВКП(б) (1917—1929), в минулому нарком закордонних справ, нарком юстиції Кримської АССР (1922—1926), член бюро Казанського обкому ВКП(б), колегії губчека, інспектор Північнокавказького крайвно. З 1926 р. проживав у м. Ростов-на-Дону.
Арешт: у справі «Султан-Галіївської контрреволюційної націоналістичної організації» (1929). Колегія ОГПУ СРСР 13.01.1931, ст. 58-4, 6, 11 КК РСФСР — розстріл із заміною на 10 років ВТТ. Відбував покарання: Соловки (табірна командировка Ісаково).
Розстріл: 27.10.1937 (постанова окремої трійки УНКВД ЛО 09.10.1937).
Реабілітований: 04.03.1989.
258. Фішелєв Михайло Семенович, 1888 р. н., уродж. м. Полтава (за ін. даними м. Харків), єврей, із сім'ї кравця, освіта початкова, був членом РСДРП, ВКП(б) (1907—1936). За царату перебував 2 роки в тюрмі як революціонер, втік, був у еміграції в США (до 1917). Секретар Харківської спілки працівників друкарської справи, у 1920-х (до 1927) директор Першої зразкової друкарні (Москва), секретар Московського губвідділу Спілки друкарів. Член Товариства політкаторжан і засланців (1928 р. за «троцькізм» висланий на 3 роки). Лінотипіст, чорнороб артілі, проживав: м. Москва.
ВК ВС СРСР 13.11.1936, ст. 17, 58-8, 11 КК РСФСР, 10 років в'язниці. Відбував покарання: Соловки.
Розстріл: 04.11.1937 (постанова окремої трійки УНКВД ЛО 10.10.1937).
Реабілітований.
259. Фреїв (Фреєв) Степан Михайлович, 1898 р. н., уродж. с. Нижній Струтинь (нині Рожнятівського р-ну Івано-Франківської обл.), українець, із селян, освіта вища, у минулому хорунжий УГА, позапартійний. Прибув до УРСР 1924 р., доцент вишу при Поліграфкомбінаті. Проживав: м. Харків.
Арешт: 11.04.1933 у справі «УВО». Судтрійка при колегії ГПУ УРСР 23.09.1933, ст. 54-4, 8, 11 КК УРСР, 5 років ВТТ. Відбував покарання: Карлаг; Соловки.
Розстріл: 03.11.1937 (постанова окремої трійки УНКВД ЛО 09.10.1937).
Реабілітований: ВТ КВО 01[07].12.1965 (ДАХО. — Ф. Р-6452. — Оп. 4. — Спр. 2608).
260. Фур'єр Осип Миронович, 1898 р. н., уродж. с. Бовшів (нині Галицького р-ну Івано-Франківської обл.), українець, з робітників, освіта вища, закінчив факультет природознавства Празького університету, служив у австрійській армії та УГА (1916—1918), був членом КПЧ (1926—1928, прибув до СРСР у 1928 р.), канд. у члени КП(б)У, викладач педтехнікуму. Проживав: м. Коростишів (нині в Житомирській обл.).
Арешт: 17.01.1933 (у справі «УВО»). Судтрійка при колегії ГПУ УРСР 23.09.1933, ст. 54-4, 11 КК УРСР, 5 років ВТТ. Відбував покарання: Карлаг; Соловки (табпункт Кремль, на загальних роботах).
Розстріл: 03.11.1937 (постанова окремої трійки УНКВД ЛО 09.10.1937).
Реабілітований: прокуратурою Житомирської обл. 03.07.1989; прокуратурою Архангельської обл. 17.07.1989 (ДАЖО. — Спр. 22932–П; РУ ФСБ РФ АО. — Спр. П-13594).
261. Хам Микола Андрійович, 1898 р. н., уродж. с. Мервичі (нині Жовківського р-ну Львівської обл.), українець, з селян, освіта вища, навчався у Львівській політехніці, економіст, був членом «партії москвофілів», «Сільроб», наприкінці 1920-х років — депутат польського сейму. Прибув до УРСР 1930 р., був активістом Міжнародної організації допомоги борцям революції, старший науковий співробітник Південного інституту молочного господарства. Проживав: м. Харків, вул. Каплунівська, 7, кв. 4.
Арешт: 07[29].12.1933 (у справі «УВО»). Судтрійка при колегії ГПУ УРСР 09.04.1934, ст. 54-4, 8, 11 КК УРСР, 5 років ВТТ. Відбував покарання: 4-те відділення Білбалтлагу; Соловки (Савватіївський спецізолятор).
Розстріл: 03.11.1937 (постанова окремої трійки УНКВД ЛО 09.10.1937).
Реабілітований: прокуратурою Карельської АССР 13.04.1989; прокуратурою Харківської обл. 29.11.1989 (ДАХО. — Ф. Р-6452. — Оп. 6. — Спр. 221; УФСБ РФ РК. — Спр. П-17231).
262. Хижняк Михайло Федорович, 1893 р. н., уродж. м. Полтава, українець, з робітників, освіта вища, закінчив Харківський технологічний інститут (1930), у минулому прапорщик царської армії, офіцер армії УНР (1918), служив у Червоній армії (з 1919), був членом УПСР (боротьбистів), КП(б)У (1920—1922), інженер-інспектор Харківського НДІ контролю виробництв вогнетривких матеріалів, проживав: м. Харків, вул. Домбаля, 4, кв. 6.
Арешт: 05.12.1933 (у груповій справі). Судтрійка при колегії ГПУ УРСР 28.02.1934, ст. 54-11, 13 КК УРСР, 5 років ВТТ. Відбував покарання: Дмитлаг (ст. Яхрома); Соловки (Савватіївський ізолятор).
Розстріл: 03.11.1937 (постанова окремої трійки УНКВД ЛО 09.10.1937).
Реабілітований: прокуратурою Архангельської обл. 17.07.1989; прокуратурою Харківської обл. 21.11.1989 (ДАХО. — Ф. Р-6452. — Оп. 6. — Спр. 46; РУ ФСБ РФ АО. — Спр. П-13598).
263. Хуторянський Володимир Якович, 1897 р. н., уродж. м. Томашпіль (нині Вінницької обл.), українець, із селян, освіта н/середня, закінчив духовну семінарію, позапартійний, священник Української автокефальної православної церкви (1922—1934), рахівник артілі (1931—1933). Проживав: м. Оринин (тепер Кам'янець-Подільського р-ну Хмельницької обл.).
Арешт: 01.01.1934. Судтрійка при колегії ГПУ УРСР 27—28.02.1934, ст. 54-11 КК УРСР, 5 років ВТТ. Відбував покарання: Дмитлаг (працював нарядником); Соловки (відмовлявся від роботи з релігійних переконань).
Розстріл: 03.11.1937 (постанова окремої трійки УНКВД ЛО 09.10.1937).
Реабілітований: прокуратурою Вінницької обл. 27.09.1989; прокуратурою Архангельської обл. 17.07.1989 (ДАВО. — Спр. 21989-ФП; РУ ФСБ РФ АО. — Спр. П-14799).
264. Циреф Катерина Давидівна (вона ж — Соломіна, Соломіна-Бронтіх), 1902 р. н., уродж. м. Гайсин (нині Вінницької обл.), єврейка, зі службовців, освіта н/вища, була канд. у члени ВКП(б), робітниця. Мала вислання на 1 рік за ст. 58-10 КК РСФСР. Перед другим арештом — домогосподарка, жила на ст. Щурово Казанської залізниці (військмістечко Неополігон).
Арешт: 17.01.1936 у м. Коломна (Московська обл.). ВК ВС СРСР, 10.11.1936, ст. 17, 58-8, 11 КК РСФСР, 10 років в'язниці. Відбувала покарання: Соловки.
Розстріл: 04.11.1937 (постанова окремої трійки УНКВД ЛО 10.10.1937). Тоді ж розстріляні її чоловік Соломін-Бронтіх С. І. та брат Циреф М. Д.)
Реабілітована: ВК ВС СРСР 13.02.1958.
265. Циреф Марк Давидович, 1906 р. н., уродж. м. Гайсин (нині Вінницької обл.), єврей, зі службовців, освіта середня, був членом ВЛКСМ, технік-будівельник метро. Проживав: м. Москва.
ВК ВС СРСР 10.11.1936, ст. 17, 58-8, 11 КК РСФСР, 10 років в'язниці. Відбував покарання: Соловки.
Розстріл: 04.11.1937 (постанова окремої трійки УНКВД ЛО 10.10.1937). Тоді ж розстріляна його сестра Циреф К. Д.
Реабілітований.
266. Черняк Євген Йосипович, 1895 р. н., уродж. с. Чехи (з 1946-го — Лугове, нині Бродівського р-ну Львівської обл.), українець, із селян, освіта вища, історик, у минулому червоний командир, був членом КП(б)У (1918—1933), відповідальний редактор журналу «Життя і революція», літератор. У 1927—1928 роках — заступник голови правління Всеукраїнського фотокіноуправління з художніх питань. Заступник завідувача культпропу окружного та міського комітетів партії в 1930—1932 роках, професор, заступник директора Українського НДІ історії матеріальної культури, проживав: м. Харків.
Арешт: 11.05.1933 (у справі «УВО»). Судтрійка при колегії ГПУ УРСР 23.09.1933, ст. 54-2, 4, 7, 11 КК УРСР, 10 років ВТТ. Відбував покарання: Соловки (табпункт Кремль, одиночна камера спецізолятора).
Розстріл: 03.11.1937 (постанова окремої трійки УНКВД ЛО 09.10.1937).
Реабілітований: 30.06.1956; ВС УРСР 27.07.1957 (ДАХО. — Ф. Р-6452. — Оп. 4. — Спр. 1298; УФСБ РФ РК. — Спр. П-3199).
267. Чехівський Володимир Мусійович, 1876 р. н., уродж. с. Горохуватка (нині Кагарлицького р-ну Київської обл.), українець (поляк), з родини священника, освіта вища, закінчив Київську духовну академію, викладав у Кам'янець-Подільській семінарії (1901—1905), вчителював на Черкащині, обраний депутатом I Державної думи (1906), за революційну діяльність висланий до Вологди, у 1908—1917 роках — викладач в Одесі, під наглядом поліції. Був членом Революційної української партії, членом ЦК УСДРП, від 1917-го також редактор газети «Українське слово», потім член УЦР, голова Ради Міністрів і міністр закордонних справ УНР (1918—1919). Церковний діяч, богослов, професор-історик. Проживав: м. Київ, вул. Франка, 17, кв. 18.
Арешт: 17.07.1929 (у справі «СВУ»). ВС УРСР 19.04.1930, ст. 54-2, 4, 8, 10, 11 КК УРСР, 10 років ВТТ. Відбував покарання: Ярославський політізолятор; Соловки (Савватіївський спецізолятор).
Розстріл: 03.11.1937 (постанова окремої трійки УНКВД ЛО 09.10.1937).
Реабілітований: ВС УРСР 11.09.1989 (ЦДАГО України. — Ф. 263. — Оп. 1. — Спр. 52735-ФП; ГДА СБУ. — Спр. 69270-ФП, 67098-ФП).
268. Шабельников Захар Юхимович, 1894 р. н., уродж. м. Сокілка (нині с. Лівобережна Сокілка Кобеляцького р-ну Полтавської обл.), росіянин (за ін. даними, українець), з робітників, освіта середня, закінчив Військову автоброньову школу, механік, був членом ВКП(б) (1918—1936). У минулому служив у царському війську, далі в РСЧА (1918—1923), старший моторист бази катерів Остехбюро. Перед арештом — слюсар-механік «Союздруку», проживав: м. Ленінград, вул. 3 Іюля, 65/31, кв. 48.
Арешт: 07(08.).05.1936. Спецколегія Леноблсуду 25.08.1936, 4 роки позбавлення волі. Відбував покарання: Соловки (табпункт Анзер).
Розстріл: 01.11.1937 (постанова окремої трійки УНКВД ЛО 14.10.1937).
Реабілітований: ВС РСФСР 26.12.1959.
269. Шайковський Григорій Михайлович, 1906 р. н., уродж. м. Бердянськ (нині Запорізька обл.), єврей, з робітників, освіта початкова, позапартійний, чорнороб (токар) електрозаводу Катерининської (тепер Придніпровської) залізниці.
Арешт: у січні 1929 р., згодом звільнений. ОН при колегії ОГПУ 12.11.1931, за антисовєтську агітацію вислання в Нижньоволзький край на 3 роки; 08.05.1934 позбавлений права проживання в 12 місцевостях СРСР. Працював економістом (Учдортранс) в Астрахані. ОН при НКВД СРСР 22.09.1935, 5 років ВТТ (за «контрреволюційну троцькістську діяльність»). Відбував покарання: Соловки (табірний пункт «Анзер»).
Розстріл: 02.11.1937 (постанова окремої трійки УНКВД ЛО 09.10.1937).
Реабілітований: 30.12.1989.
270. Шаля Іван Васильович (варіант прізвища — Шаль) , 1893 р. н., уродж. м. Баришівка (нині Київської обл.), українець, освіта вища, закінчив Петроградський університет (1916), філолог, мовознавець. Працював інспектором народної освіти в Переяславі, Києві, з 1920 р. викладач Київського, згодом Кубанського педінститутів (1926—1933). Професор Краснодарського педінституту, співавтор підручника української мови.
Арешт: 13.01.1933 (у справі «Союзу Кубані й України»). Колегія ОГПУ 24.08.1933, ст. 58-2, 6, 11 КК РСФСР, 10 років ВТТ. Відбував покарання: Білбалтлаг; Соловки (табпункт Анзер).
Розстріл: 03.11.1937 (постанова окремої трійки УНКВД ЛО 09.10.1937).
Реабілітований: 1960 р.
271. Шах Іван Григорович, 1898 р. н., уродж. м. Куликів (нині смт Куликів Жовківського р-ну Львівської обл.), українець, із селян, освіта середня, у минулому вояк РСЧА (1918—1919), був членом КПЗУ, канд. у члени КП(б)У, за фахом видавничий працівник. Прибув до УРСР зі Львова 1933 р., студент Художнього інституту, проживав: м. Харків.
Арешт: 04.05.[29.04.]1933 (у справі «УВО»). Судтрійка при колегії ГПУ УРСР 23.09.1933, ст. 54-2, 4, 6, 8, 11 КК УРСР, 5 років ВТТ. Відбував покарання: Карлаг; Соловки.
Розстріл: 03.11.1937 (постанова окремої трійки УНКВД ЛО 09.10.1937).
Реабілітований: прокуратурою Архангельської обл. 17.07.1989; прокуратурою Харківської обл. 18.10.1989 (ДАХО. — Ф. Р-6452. — Оп. 5. — Спр. 933; РУ ФСБ РФ АО. — Спр. П-13595).
272. Шваюк Олексій Іванович, 1896 р. н., уродж. с. Ласки (нині Народницького р-ну Житомирської обл.), українець, освіта вища, у минулому член Української національної спілки, журналіст у часи УНР, редактор газети «Більшовицька правда». Проживав: м. Вінниця.
Арешт: за «антисовєтську діяльність». Судтрійка при колегії ГПУ УРСР 27.10.1933, ст. 54-2, 11 КК УРСР, 5 років ВТТ. Відбував покарання: Соловки.
Розстріл: 03.11.1937 (постанова окремої трійки УНКВД ЛО 09.10.1937).
Реабілітований: ВС УРСР 03.09.1960 (ДАВО. — Спр. 10695-ФП).
273. Шебсман Давид Львович, 1906 р. н., уродж. м. Балта (нині Одеської обл.), єврей, з робітників, освіта середня, був членом ВКП(б), пом. уповноваженого НКВД.
Колегія ОГПУ 22.02.1934, ст. 58-10, 109 КК РСФСР, 10 років ВТТ. Відбував покарання: Соловки (табпункт Кремль).
Розстріл: 02.11.1937 (постанова окремої трійки УНКВД ЛО 09.10.1937).
Реабілітований.
274. Шепановський Олексій Миколайович, 1904 р. н., уродж. м. Сімферополь, з дворян (мати — тамбовська поміщиця), освіта вища. Засуджений 1924 р. за «контрреволюційну діяльність» на 3 роки заслання в Нарим. Асистент при Інституті Леніна, проживав: м. Москва.
Арешт: 1932 р. як «керівник контрреволюційної фашистської організації, що складалася зі студентства». Колегія ОГПУ 02.02.1933, 10 років ВТТ. Відбував покарання: Сиблаг (Чуйське відділення), влаштовував групові втечі, у травні 1934 р. сам утік. Спецколегія Західно-Сибірського крайового суду 03.05.1935, ст. 58-10 КК РСФСР, 10 років ВТТ з перебуванням протягом 3 років у штрафізоляторі. Відбував покарання: Соловки, оголошував смертельне голодування.
Розстріл: 27.10.1937 (постанова окремої трійки УНКВД ЛО 09.10.1937).
Реабілітований.
275. Шкєров Яків Абрамович, 1894 р. н., уродж. м. Одеса, єврей, з робітників, освіта вища, закінчив економічний факультет Одеського університету, був членом ВКП(б) (1917—1927). У минулому служив у царському війську, РСЧА, згодом партійний і профспілковий працівник, голова профспілки транспортних працівників Одеської обл., переведений до Херсона, голова окружної ради профспілок.
Арешт: 1928 у Херсоні. Постановою ОН при колегії ОГПУ СРСР 30.08.1928, ст. 58-10 КК РСФСР, висланий на 3 роки за «контрреволюційну троцькістську діяльність» у Нижньо-Волзький край (Саратов, Новоузенськ), 19.02.1932 строк продовжено на 3 роки. З червня 1932-го у висланні в м. Балашов Саратовської обл., працював економістом.
Арешт: 28.04.1935 (за «к/р троцькістську діяльність»). ОН при НКВД СРСР 13.09.1935, ст. 58-10 КК РСФСР, 5 років ВТТ. Відбував покарання: Соловки (табпункт Анзер).
Розстріл: 02.11.1937 (постанова окремої трійки УНКВД ЛО 09.10.1937).
Реабілітований: Ленінградським облсудом 09.03.1959; Саратовським облсудом 15.04.1960; прокуратурою Херсонської обл. 03.02.1992 (Державний архів Херсонської області. — Спр. 2365-ФС).
276. Шматько Михайло Пилипович, 1907 р. н., уродж. с. Покровське (нині Дніпропетровської обл.), українець, освіта середня, був членом ВКП(б), студент Комуністичного університету викладачів суспільних наук (рос. — КУПОН). Проживав: м. Москва.
Колегія ОГПУ 10.02.1934, ст. 58-10, 11 КК РСФСР, 8 років ВТТ. Відбував покарання: Соловки (табпункт Кремль), оголошував голодування.
Розстріл: 02.11.1937 (постанова окремої трійки УНКВД ЛО 09.10.1937).
Реабілітований.
277. Шмундак Йосип Юхимович, 1892 р. н., уродж. м. Харків, єврей, з купців, освіта середня, був членом КП Франції, службовець, старший планувальник електрокомбінату ім. Куйбишева, проживав: м. Москва.
ВК ВС СРСР 10.11.1936, ст. 17, 58-8, 11 КК РСФСР, 10 років в'язниці. Відбував покарання: Соловки.
Розстріл: 04.11.1937 (постанова окремої трійки УНКВД ЛО 10.10.1937).
Реабілітований.
278. Штангей Володимир Фокович (Володимир Штангей), 1895 р. н., уродж. с. Мошурів (нині Тальнівського р-ну Черкаської обл.), українець, із селян, освіта вища, навчався в Катеринославському землемірному училищі, Тальнівській учительській семінарії (1918—1921), Київській медичній академії, закінчив Харківський комуністичний університет (з 1927-го жив у Харкові). У минулому, під час Першої світової війни, перебував у німецькому полоні, згодом народний суддя, освітянин, був членом ВКП(б) (1925—1934). Редактор, письменник (належав до літорганізації «Плуг»), заввідділу масової і політичної роботи клубу ім. Блакитного. Проживав: м. Харків.
Арешт: 06.12.1934 (у справі «боротьбистської контрреволюційної організації»). В/с ВК ВС СРСР у м. Київ 27–28.03.1935, ст. 54-8, 11 КК УРСР, 10 років позбавлення волі. Відбував покарання: Соловки, працював на складі частини постачання, навчався на курсах лікпомів.
Розстріл: 03.11.1937 (постанова окремої трійки УНКВД ЛО 09.10.1937).
Реабілітований: ВК ВС СРСР 04.08.1956 (ГДА СБУ. — Спр. 36546-ФП).
279. Штейнберг Йосип Львович, 1910 р. н., уродж. м. Херсон, єврей, освіта середня, був членом ВКП(б) (виключений 1931 р.), працював зварювальником, слюсарем мехмайстерні Дніпропетровського заводу ім. Красіна.
Арешт: за «к/р троцькістську діяльність». ОН при НКВД СРСР 22.09.1935, ст. 58-10, 11 КК УРСР, 5 років ВТТ. Відбував покарання: Соловки.
Розстріл: 02.11.1937 (постанова окремої трійки УНКВД ЛО 09.10.1937).
Реабілітований: Архангельським облсудом 12.06.1960 (ГДА СБУ, Одеса. — Спр. 22746-П).
280. Шумська Ревека Лазарівна, 1896 р. н., уродж. м. Олександрівськ (тепер Запоріжжя), єврейка, з купецтва, освіта н/вища, навчалася на фізико-математичному факультеті вишу в Харкові, була членом ВКП(б) (1918—1936). У минулому служила в 41-й дивізії РСЧА (політком), згодом партпрацівник, заступник директора Парку культури й відпочинку Москви (1934—1935), начальник цеху тресту місцевої промисловості Пролетарського р-ну (1935—1936), проживала: м. Москва, Большой Гнєздніковський пров., 10, кв. 830.
Арешт: 23.06.1936. ВК ВС СРСР 13.11.1936, ст. 17, 58-8, 58-11 КК РСФСР, 10 років в'язниці. Відбувала покарання: Соловки.
Розстріл: 04.11.1937 (постанова окремої трійки УНКВД ЛО 10.10.1937).
Реабілітована: ВТ ЛВО 1957 р.
281. Юр'єв Григорій Юрійович, 1899 р. н., уродж. м. Луганськ, єврей, освіта вища, був членом ВКП(б) (1917—1936), фахівець із західноєвропейської літератури, науковий співробітник і докторант Інституту російської літератури АН СРСР, проживав: м. Ленінград, просп. Володарського, 29, кв. 10.
Арешт: 07.06(07.).1936 (звинувачений в участі в «троцькістсько-зінов'євській організації»). В/с ВК ВС СРСР у м. Ленінград 23.12.1936, ст. 17, 58-8, 11 КК РСФСР, 10 років в'язниці. Відбував покарання: Соловки.
Розстріл: 04.11.1937 (постанова окремої трійки УНКВД ЛО 10.10.1937).
Реабілітований: ВК ВС СРСР 14.07.1956.
282. Юр'єв Максим Олександрович, 1895 р. н., уродж. м. Кишинів (нині Республіка Молдова), росіянин, з дворян (з сім'ї офіцера). Освіта вища, закінчив кадетський корпус у Києві, а потім юридичний факультет Новоросійського університету в Одесі (1918). Був членом ВКП(б) з 1917 року, двічі його виключали з партії. Педагог, професор на кафедрі історії Дніпропетровського державного університету і науковий співробітник Дніпропетровського історичного музею. Проживав: м. Дніпропетровськ (нині Дніпро).
Арешт: кінець 1934 — початок 1935 р., звинувачений у троцькістській діяльності. ОН при НКВД СРСР 28.11.1935, 5 років ув'язнення. Відбував покарання: Соловки.
Розстріл: 02.11.1937 (постанова окремої трійки УНКВД ЛО 09.10.1937).
Реабілітований: 21.10.1959.
283. Яворський Матвій Іванович, 1884 р. н., уродж. с. Корчмин (нині в Томашівському повіті Люблінського воєводства, Польща), українець, із селян, освіта вища, закінчив юридичний факультет Львівського університету, вивчав право у Віденському університеті. У роки I Світової війни в австрійській армії, у штабі військового уповноваженого австрійського уряду при УЦР, згодом — при уряді гетьмана П. Скоропадського, у військовій жандармерії ЗУНР; начальник політшколи червоних старшин у Києві. Був членом Русько-Української радикальної партії, ВКП(б) (1920—1930). Історик, економіст, політолог, доктор політичних наук, академік ВУАН, працював і проживав у Харкові (вул. Артема, 46), Києві (вул. Лібкнехта, 17) та Ленінграді (вул. Надєждинська, 27, кв. 6).
Арешт: 10.03.1931 у Ленінграді (у справі «УНЦ»). Колегія ОГПУ СРСР 07.02.1932, ст. 58-2, 11 КК РСФСР, 6 років ВТТ. Відбував покарання: Соловки (табпункт Кремль, командировки Ісаково і Філімоново), працював десятником лісгоспу, перебиральником овочів, смолярем, оголошував голодування; був доставлений в розпорядження ГПУ УРСР для додаткового слідства (1933).
Розстріл: 03.11.1937 (постанова окремої трійки УНКВД ЛО 09.10.1937).
Реабілітований: Ленінградським облсудом 01.06.1964; ВС УРСР 1989 р.; поновлений у званні академіка АН України (1991), у званні академіка АН Білорусі (1994) (ГДА СБУ. — Спр. 59881-ФП).
284. Яворський Олексій Климентійович (Климович), 1892 р. н. уродж. с. Турка (нині Львівської обл.), українець, із селян, освіта середня, у минулому офіцер УГА, командир куреня 3-ї Залізної дивізії УНР, учасник Зимового Походу. Був членом КП(б)У (1920—1933), педагог, науковий співробітник Всеукраїнської бібліотеки при ВУАН; представник видавництва «Рух». Проживав у Харкові, згодом — у Києві (вул. Паньківська, 21, кв. 25.
Арешт: 01.01.1933 (у справі «УВО»). Судтрійка при колегії ГПУ УРСР 23.09.1933, ст. 54-2, 3, 4, 6, 8, 11 КК УРСР, 10 років позбавлення волі. Відбував покарання: 9-те відділення Білбалтлагу; Соловки (табпункт Кремль, одиночна камера спецізолятора і карцер).
Розстріл: 03.11.1937 (постанова окремої трійки УНКВД ЛО 09.10.1937).
Реабілітований: Прокуратурою України 27.07.1989; прокуратурою Архангельської обл. 17.07.1989 (ЦДАГО України. — Ф. 263. — Оп. 1. — Спр. 64267-ФП; РУ ФСБ РФ АО. — Спр. П-14796).
285. Яловий Михайло Омелянович (літ. псевдоніми — Юліан Шпол, Михайло Красний), 1895 р. н., уродж. с. Дар-Надежда (нині Сахновщинського р-ну Харківської обл.), українець, з сім'ї волосного писаря, освіта середня, навчався на медичному факультеті Київського університету (не закінчив). Був членом партій есерів, боротьбистів, ВКП(б) (1918—1933). У минулому голова Костянтиноградського ревкому, підпільник. У 1921—1923 роках — секретар Повпредства УРСР у Москві. Літератор, поет, належав до літературних організацій «Гарт» і ВАПЛІТЕ (її перший очільник), редактор журналу «Червоний шлях» (1924—1927), редактор видавництва «ЛіМ» (1929—1933). Проживав: м. Харків, вул. Червоного Письменника, 5, кв. 17.
Арешт: 11[12].05.1933 (у справі «УВО»). Судтрійка при колегії ГПУ УРСР 23.09.1933, ст. 54-4, 6, 11 КК УРСР, 10 років позбавлення волі. Відбував покарання: Свірлаг, Соловки.
Розстріл: 03.11.1937 (постанова окремої трійки УНКВД ЛО 09.10.1937).
Реабілітований: ВТ ЛВО 19.06.1957; прокуратурою Харківської обл. 25.02.2003 (ДАХО. — Ф. Р-6452. — Оп. 4. — Спр. 1843).
286. Яцун Олександр Кузьмич, 1904 р. н., уродж. м. Луцьк, українець, освіта вища, прибув до СРСР 1929 р. з Польщі. Працював у ЦК Міжнародної організації допомоги борцям революції, був аспірантом історичного факультету Інституту червоної професури. Проживав: м. Харків.
Судтрійка при колегії ГПУ УРСР 26.02.1934, ст. 54-4, 8, 11 КК УРСР, 5 років ВТТ. Відбував покарання: Соловки.
Розстріл: 03.11.1937 (постанова окремої трійки УНКВД ЛО 09.10.1937).
Реабілітований: ВТ КВО 22.11.1960 (ЦДАГО України. — Ф. 263. — Оп. 1. — Спр. 52324-ФП).
287. Ящун Михайло Йосипович (у протоколі особливої трійки — Ящук), 1895 р. н., уродж. с. Шнирів (нині Бродівського р-ну Львівської обл.), українець, із селян, освіта вища, у минулому вояк УСС, прапорщик австрійської армії, офіцер УГА, служив у 1920-му в РСЧА, позапартійний, старший економіст Всеукраїнської ради промислово-кооперативних товариств (Вукопромрада), проживав: м. Харків, вул. Клочківська, 94.
Арешт: 22.06.1933 (у справі «УВО»). Судтрійка при колегії ГПУ УРСР 23.09.1933, ст. 54-3, 4, 6, 8, 11 КК УРСР, 10 років ВТТ. Відбував покарання: 4-те відділення Білбалтлагу (5-й табпункт Уніжма); Соловки (у таборі не працював, різко критикував політику ВКП(б) й заходи уряду).
Розстріл: 03.11.1937 (постанова окремої трійки УНКВД ЛО 09.10.1937).
Реабілітований: прокуратурою Архангельської обл. 17.07.1989; Військовою прокуратурою КВО 28.11.1989 (ГДА СБУ, Харків. — Спр. 032614; РУ ФСБ РФ АО. — Спр. П-14806).

У списках 1116 в'язнів Соловецької тюрми, яким трійка визначила найвищу кару, були також двоє українців, яких відправлено в УРСР для проведення додаткового розслідування в кримінальних справах. Це професори Йосип Михайлович Зозуляк і Борис Володимирович Піроцький. Обох розстріляно в Києві невдовзі після 20 листопада 1937 року — за рішенням, ухваленим у Москві.